# Kathedrale von Dijon

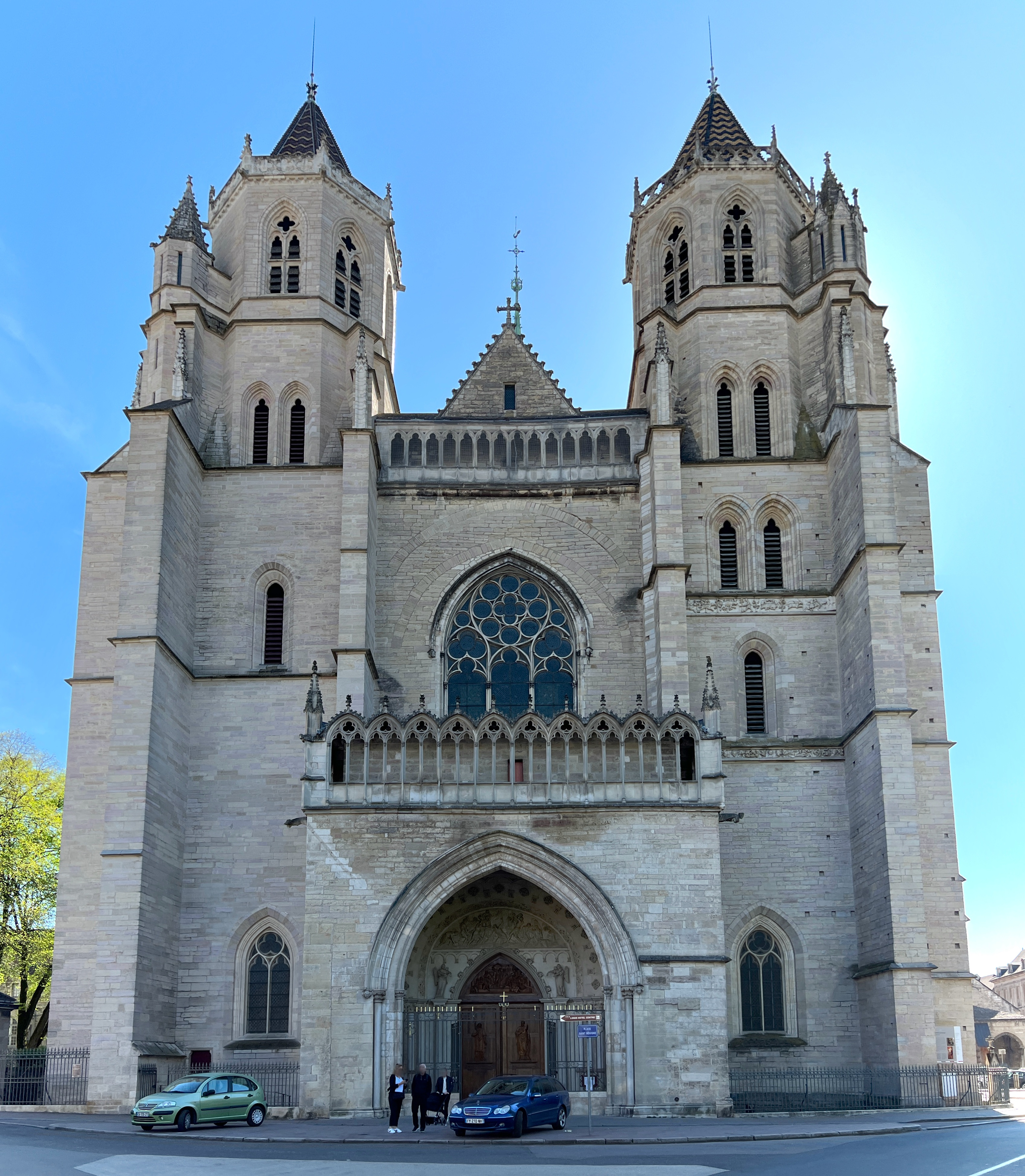
St-Bénigne (Dijon), Westwerk

Die römisch-katholische Kathedrale von Dijon ist ein burgundischer Kirchenbau der Gotik. Der Bau dient seit 1792 als Kathedrale, er entstand als Abteikirche des Klosters Saint-Bénigne. Im Mittelalter gehörte Dijon zur Diözese Langres. Seit der Etablierung des Bistums Dijon 1731 diente die Kirche Saint-Etienne, welche heute profaniert ist und ein Kunstmuseum birgt, als Kathedrale. Danach übernahm die gotische ehemalige Abteikirche Saint-Bénigne die Aufgabe als Kathedrale von Dijon und damit den Bischofssitz der Stadt. Sie liegt westlich des Stadtkerns.
Der romanische Vorgängerbau der gotischen Kirche Saint-Bénigne, der heute bis auf einige Reste zerstört ist, zählte zu den größten und ungewöhnlichsten Kirchen des christlichen Abendlandes und barg das heute leere Grab ihres Kirchenpatrons des heiligen Benignus (französisch Saint-Bénigne). Er bestand im Westen aus einer großen fünfschiffigen und siebenjochigen Basilika mit Tribünen, einem weit ausladenden Querhaus und einem aus Säulen gebildeten halbrunden Chor mit zwei gestaffelten Apsiden zu beiden Seiten. Dem Westwerk war ein geräumiges Eingangsatrium vorgelagert. Er existierte etwa 280 Jahre, zwischen 1001 und 1280.
Im Osten des Chors schloss sich eine weite dreischiffige und dreigeschossige Rotunde (auch Zentralbau, frz. Rotonde) an, die im Osten durch einen rechteckigen Kapellenanbau abgeschlossen wurde. Das unterirdische Geschoss der Rotunde, die Krypta, ist in beachtlichen Teilen heute noch erhalten. Die Krypta erstreckte sich ursprünglich noch weit unter die Basilika, im Bereich des Mittelschiffs etwa bis zum vierten Joch. Die Rotunde wurde bis zu ihrem Abbruch etwa 760 Jahre alt, die erhaltenen Reste der Krypta sind es heute etwa 980 Jahre.
Der Verlust dieser Kirche ist ebenso beklagenswert wie jene der Klosterkirche von Flavigny und der drei aufeinander folgenden von Cluny.
Dennoch kann man in den erhaltenen originalen Resten der Krypta, zusammen mit den Gewölberekonstruktionen, eine ungefähre Vorstellung von Größe und Würde des Vorgängerbauwerks gewinnen. Von den weitläufigen Klosteranlagen hat sich nur der Ostflügel des Kreuzgangs mit dem auf schweren Bruchsteinpfeilern gewölbten Kapitelsaal und dem eleganten rippengewölbten Dormitorium erhalten.

## Geschichte

### Patrozinium

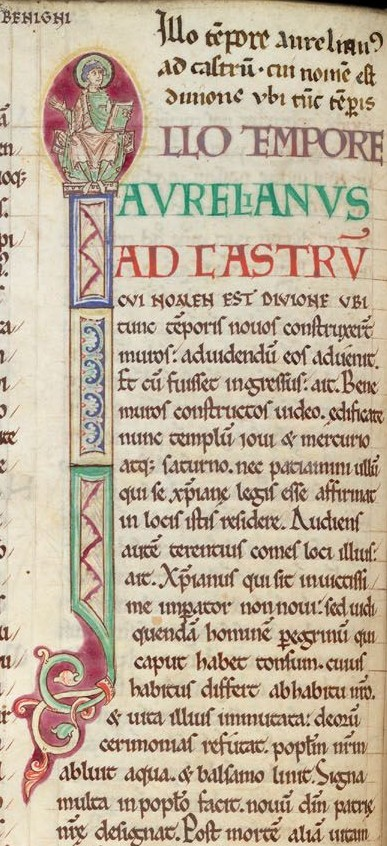
Buchmalerei: Benignus als Initiale seiner Passionsgeschichte, 1. Viertel 12. Jh.

Der heilige Benignus gilt als „Apostel Burgunds.“ Er stammte nach der Legende aus Kleinasien und war ein Schüler des Bischofs Polykarp von Smyrna und wurde von ihm als Missionar nach Gallien gesandt. Nach seinem apostolischen Wirken in Autun, Langres und zuletzt in Dijon wurde er dort gefangen gesetzt, gemartert und zuletzt mit einer Lanze durchbohrt. Dies geschah unter Kaiser Marc Aurel (161–180), oder im Jahr 150 oder 169 (je nach Quellen). Über seinem Grab wurde später eine Kirche, ein Vorgängerbau der heutigen, errichtet. Schon im 6. Jahrhundert begann man diesen Heiligen auf einem weitläufigen, zum galloromanischen Dijon gehörenden Friedhof zu verehren. In der Krypta der heutigen Kirche ist ein stark beschädigter leerer Steinsarg erhalten, der nach der Überlieferung als Sarkophag des Märtyrers gilt. Die Gebeine sind vermutlich während der Revolution verschwunden. Der heilige Benignus ist Patron von Piemont und Dijon.
Abgebildet wird Benignus in priesterlichem Gewand, mit einem Schlüssel und mit Hunden an seiner Seite. Die Herkunft des Schlüssels ist nicht belegt. Die Hunde gehen auf eine Überlieferung zurück, nach der ausgehungerte Kampfhunde auf den Gefangenen gehetzt wurden, die vergeblich versuchten, ihn zu zerfleischen.

### Ende 5. bis Anfang 11. Jahrhundert
Eine erste Großbasilika wurde Ende des 5. und zu Beginn des 6. Jahrhunderts errichtet und 525 oder 535 geweiht. Diese Basilika war Ausgangspunkt für das Kloster Saint Bénigne. 670 übernahmen die Mönche die Regeln des hl. Benedikt, das Kloster wurde Benediktinerabtei.
Ab 870 wurde die Kirche vergrößert und teilweise erneuert. Weder über das erste Bauwerk noch über diese Erweiterung verraten die bekannten Quellen nähere Angaben über das Erscheinungsbild der Kirche, die über die Angaben „groß“ und „Basilika“ hinausgehen. Nach weiteren 130 Jahren, um das Jahr 1000, war das bis zu 460 Jahre alte Gebäude von stärkerem Zerfall bedroht.
Um die Jahrtausendwende fing man nahezu überall an, die Kirchen neu zu errichten, obwohl die Vorgängerbauten durchaus noch funktionstüchtig waren. Und jedes Bauvorhaben versuchte, die Konkurrenz der näheren und weiteren Umgebung zu überbieten.
Im Allgemeinen wird in der Kunstgeschichte der Beginn der Romanik mit dem Jahr 1000 angesetzt. In den nächsten anderthalb Jahrhunderten entstanden dann die monumentalen Kirchen, die den Ruhm der romanischen Kunst ausmachen. Burgund spielt in diesem „Bauboom“ eine herausragende Rolle aufgrund seiner besonderen Lage und seiner dynastischen Beziehungen.
990 wurde Wilhelm von Volpiano (962–1031) aus Cluny zum Priester geweiht und zum Abt von Saint-Bénigne bestellt. Die rastlose Reform- und Bautätigkeit wie die wenige Jahre vorher fertiggestellte Kirche Cluny II des Mutterklosters im Blick, machte Wilhelm die Abtei Saint-Bénigne zum Zentrum einer eigenen Reformgruppe von etwa 60 Klöstern.

### Anfang bis Mitte 11. Jahrhundert

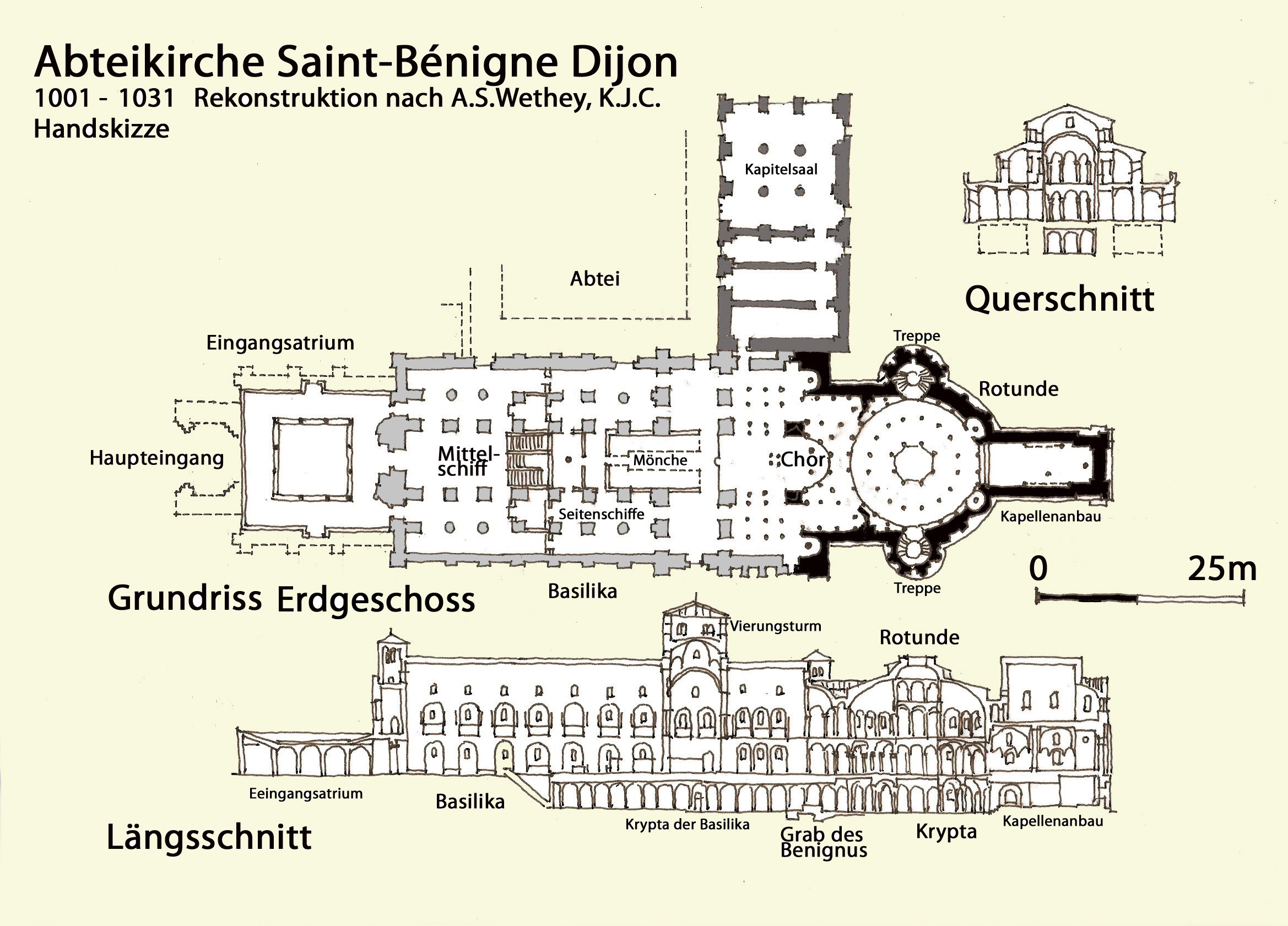
Abteikirche St-Bénigne (Dijon), Rekonstruktion, Grundriss, Handskizze

Neubau der Abteikirche Saint-Bénigne
Abmessungen (zirka, ohne Wandvorlagen, aus Plänen entnommen)
- Länge über alles, inkl. Eingangsatrium und Portalvorbau: 114,00 m
- Länge Basilika´+ Rotunde + Ostanbau: 89,00 m
- Länge Basilika: 53,0 m
- Langhausbreite Basilika, außen: 25,00 m
- Durchmesser Rotunde, außen: 23,50 m, innen: 18,90 m
- Höhe Kuppelscheitel Rotunde, über Boden der Krypta:18,00 m

Im Jahr 1001 begann der Abt, Klosterreformer und Architekt, mit einem umfassenden Neubau. Dabei rezipierte er nicht etwa, wie man vielleicht erwarten könnte, Cluny II, sondern wählte den Bautyp der großen fünfschiffigen Querhausbasilika mit gestaffeltem Ostchor, in Kombination mit einer im Osten unmittelbar anschließenden dreigeschossigen Rotunde, die in Frankreich keinen Vorgänger kannte.
Die Basilika bestand aus einem siebenjochigen Langhaus mit dreigeschossigem Aufriss, aus Seitenschiffen, echten Tribünen mit Halbtonnenwölbung, Obergadendurchfensterung und einem tiefen Ostquerhaus mit gestaffelten Querhauskapellen zu beiden Seiten eines aus Säulen gebildeten halbrunden Chors.
Eine Wölbung des Mittel- und Querschiffs wird bei den gegebenen Abmessungen kaum je beabsichtigt gewesen sein. Das ist umso erstaunlicher, als sich in Burgund seit etwa 1000 jeder sakrale Großbau um eine steinerne Wölbung bemühte.
Das Langhaus war nach dem vierten Joch durch eine Krypta unterkellert, zunächst nur in Breite des Mittelschiffs, die ab dem Querhaus in die gesamte Langhausbreite überging und den Grundriss des Erdgeschosses aufwies. Der östliche Teil des Mittelschiffs, der wegen der Krypta hoch über den Seitenschiffen lag und von Westen nicht zugänglich war, blieb vermutlich den Mönchen vorbehalten.
Dem Westwerk vorgelagert war ein erdgeschossiges quadratisches Eingangsatrium in Art eines Kreuzgangs, mit einem zentralen Haupteingang und zwei Seiteneingängen. Der Haupteingang wurde umschlossen durch einen offenen Portalvorbau. Der Außenbau besaß offenbar ein Turmpaar im Westen, ein zweites vermutet man an der Westseite des großen Querhauses.
Die Basilika wurde im Jahr 1016 eingeweiht und 1018 fertiggestellt.
Im Osten, jenseits der Chorapsis, ging das Bauwerk der Basilika in das der Rotunde über, die im Grundriss einer überdimensional großen Chorapsis glich. Der Anschluss wurde von einem kurzen dreigeschossigen Trakt übernommen, dessen Breite dem des Langhauses, abzüglich derjenigen den beiden äußeren Seitenschiffen entsprach. Dessen südliche und nördliche Wände gingen in jedem Geschoss in die Außenwände über, die die Rotunde halbkreisförmig umschlossen. Die innenseitig auf den Außenwänden halbkreisförmig aufgereihten Blendarkaden setzten sich im weiteren Verlauf des kreisrunden Umrisses in offenen Arkaturen fort, aus insgesamt 24 Arkaden und Säulen. Die Durchlässe zwischen Basilika und Rotunde waren in den Geschossen deutlich breiter als in der Krypta und erstreckten sich fast über den ganzen Halbkreis. Der mittlere Arkadenkranz, der die beiden etwa gleich breiten Umgänge in den beiden unteren Geschossen trennte, bestand aus 16 Arkaden und Säulen. Im oberen Geschoss gab es nur einen Umgang, der doppelt so breit war wie die unteren. Die Gewölbe in den beiden unteren Geschossen waren vermutlich eine Mischung aus ringförmigen Tonnengewölben und Kreuzgratgewölben, das des obersten Geschosses eine viertelkreisförmige Tonne. Die innere Galerie umstand den über alle Geschosse durchgehenden zentralen Schacht mit jeweils acht Arkaden und Säulen. Am oberen Ende des Schachtes gab es noch eine vierte aber niedrigere Galerie, die ein weiteres Geschoss vortäuschte. Sie öffnete sich aber in den oberen Bereich des halben Tonnengewölbes des dritten Geschosses. Über dem Scheitel dieses Gewölbes ragte eine kreisrunde Kuppel auf mit halbkugelförmiger Kalotte. In ihrem Scheitel öffnete sich ein kreisrundes Opaion, das möglicherweise noch von einer Laterne witterungsgeschützt abgedeckt war.
Im Norden und Süden war dieser Rotunde je ein runder Treppenturm angefügt, dessen Außenwände auf dreiviertelkreisförmigem Grundriss aus den Wänden der Rotunde hervortraten. Die Treppen verbanden alle drei Geschosse untereinander.
Im Osten wurde ein dreigeschossiger Anbau auf einem langgestreckten rechteckigen Grundriss angefügt, der in jedem Geschoss kapellenartige Räume barg.
Das Gesamtgebäude war im Jahr 1031 fertiggestellt.

### Abteikirche Saint-Bénigne, ihre Vorbilder und Nachfolger

Pantheon Rom, Grafik Ende 19. Jahrhundert

Die romanische Abteikirche Saint-Bénigne, aus einer großen Basilika mit einer Chorerweiterung durch einen Zentralbau, hatte im westlichen Europa keine Vorbilder.
Manche Kunsthistoriker, so auch Wilhelm Schlink sehen das Pantheon in Rom (erbaut 118 – 125 n. Chr.), ab 609 katholische Kirche „Santa Maria ad Martyres“, ein mögliches Vorbild für Saint-Bénigne, was kürzlich von der Amerikanerin Carolyn Marino Malone bestätigt worden ist.
Andere sehen eher in der ursprünglich byzantinischen Grabeskirche von Jerusalem ein mögliches Vorbild für Dijon. Bis um die Mitte des vergangenen Jahrhunderts war das eher eine umstrittene These, weil man bis dahin nur die heute erhaltene Grabeskirche kannte, die zwischen 1009 und 1170 wieder errichtet worden war, mit der aber Saint-Bénigne nur geringe Ähnlichkeiten aufwies. In den 1960er Jahren erforschten Wissenschaftler das Gelände und den Untergrund der Ursprungsgrabeskirche (335 eingeweiht und 1009 zerstört), aus deren Ergebnissen eine Rekonstruktion erarbeitet werden konnte, die in einer Grundrisszeichnung von Virgilio Corbo festgehalten wurden (siehe Skizze).

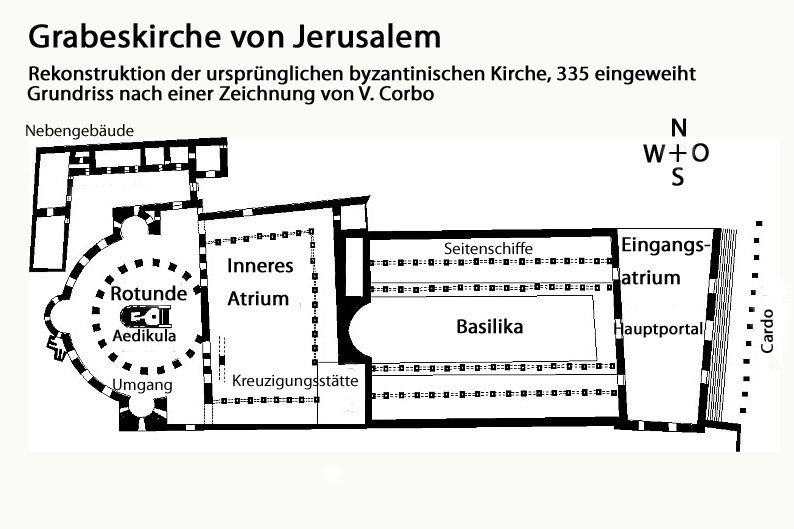
Rekonstruktion Grabeskirche nach V. Corbo, Grundriss

Abmessungen (zirka, ohne Wandvorlagen, aus Plänen entnommen)
- Länge über alles, inkl. Eingangsatrium: 137,00 m
- Länge Basilika: 57,00 m
- Breite Basilika, außen: 37,00 m
- Außendurchmesser Rotunde: 35,00 m

Die Ursprungsbauten der Grabeskirche wurden Anfang des 4. Jahrhunderts über den damals vermuteten Stätten der Kreuzigung (Felsen von Golgatha) und des Grabes Christi errichtet, die unter einem römischen Tempel aus dem 2. Jahrhundert nach Christus aufgefunden worden sind. Die 335 eingeweihte Grabeskirche wurde in allen Einzelheiten von Eusebius von Caesarea, einem zeitgenössischen Historiker und Biographen, beschrieben.
Sie war, wie wohl erst später üblich, nicht geostet, sondern nach Westen orientiert. Sie bestand aus vier ineinander übergehenden baulichen Einheiten: Der Eingang im Westen, von der Hauptstraße (Cardo), führte in das östliche Atrium, dem eine große fünfschiffige Basilika (Martyrium) folgte. Daran schloss das innere Atrium (heiliger Hof) an, das den Felsen von Golgatha einschloss, und im Westen von der Rotunde (Anastasis= Auferstehung) mit dem eigentlichen heiligen Grab (in der Ädikula) abgeschlossen wurde, das von einem Säulenkranz umschlossen war.
Vergleicht man diese Rekonstruktion der alten Grabeskirche mit der Rekonstruktion der ehemaligen Abteikirche von Dijon fallen sofort große Ähnlichkeiten auf, vor allem mit der vorgenannten Zusammensetzung der Bauglieder.
Wenn man aber die wissenschaftlich belegten Zeichnungen der alten Abteikirche von Dijon mit denen des Pantheon vergleicht, vermisst man bei diesem vor allem die Kombination von Basilika mit der Rotunde, die Gliederung des leeren Großraums der Rotunde mit Säulenkränzen und Geschossen und das Zugangsatrium.
Die Erbauer der Abteikirche Saint-Bénigne, vor allem ihr Abt und Architekt Wilhelm von Volpiano, müssen aller Wahrscheinlichkeit nach das byzantinische Bauwerk der Grabeskirche von Jerusalem gekannt haben. Die große Reisetätigkeit Wilhelms in ganz Europa lässt sogar darauf schließen, dass er um die Jahrtausendwende auch in Jerusalem gewesen sein könnte, bevor er im Jahr 1001 den Neubau anstrengte. Zu der Zeit gab es noch keine Kreuzzüge. Allerdings wurden um 1000 die Jerusalem-Wallfahrten immer beliebter. So könnten auch andere fachkundige Pilger Beschreibungen und Skizzen aus Jerusalem mitgebracht haben.

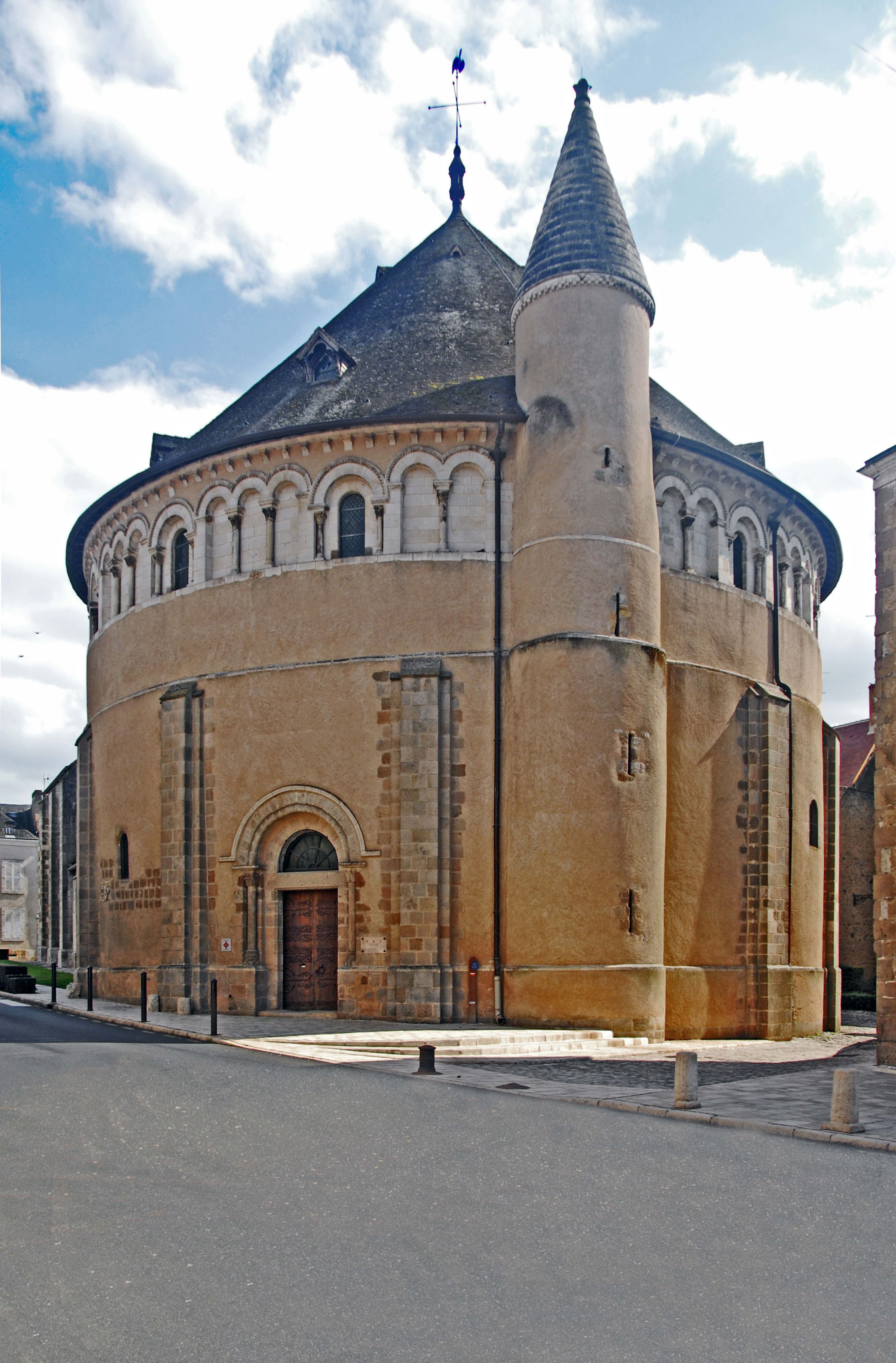
St-Jacques de Neuvy-Saint-Sépulchre, Rotunde von Norden

Es sind jedenfalls keine anderen Kirchenbauten bekannt, die mit derartiger Ähnlichkeit, der Abteikirche Saint-Bénigne hätten zum Vorbild gereichen können, wie die ursprüngliche Grabeskirche.
Als Nachfolgebauwerk dieses Kirchtypus kann nur St-Jacques de Neuvy-Saint-Sépulchre genannt werden. Sie wurde ab der Mitte des 11. bis zum Ende des 12. Jahrhunderts errichtet, das heißt nach Fertigstellung von Saint-Bénigne. Verbindungen zwischen Neuvy und Dijon im frühen 11. Jahrhundert sind durchaus denkbar. Die Rotunde von Neuvy weist nahezu den gleichen Innendurchmesser auf, besitzt aber nur einen Umgang und nur zwei Geschosse und keine Krypta. Im Osten schließt eine kleine dreischiffige Basilika an, deren Chor ebenso nach Osten weist. Der bedeutendste Unterschied ist, dass man über die Rotunde in die Kirche gelangt, die so als Narthex funktioniert. Sie ist hier nicht die Erweiterung der Chorpartie, wie bei den beiden anderen Kirchen.

### Mitte 11. bis Ende 13. Jahrhundert
Die Abteikirche von Dijon erlitt am 28. Juni 1137 ernste Beschädigungen durch einen Großbrand, der die ganze Stadt einäscherte. Sie wurde repariert und um das Eingangsatrium erweitert. Für das Jahr 1147 ist einer Weihe überliefert, die sich vermutlich nur auf die (nun gewölbten?) Ostteile bezieht. Die Erneuerung des vielleicht ebenfalls rippengewölbten Langhauses mit dem prächtigen Portal dauerte bis etwa 1160/70. Herzog Hugo III. erhob Dijon 1187 zur Stadt und die Vorstadt Saint-Bénigne wurde mit einer Stadtmauer umfasst und eingegliedert.
1271 wurde ein großer Teil der Kirche von dem umstürzenden Vierungsturm zerstört.

### Ende 13. bis Mitte 14. Jahrhundert
Unter Abt Hugo von Arc entschloss man sich acht Jahre später zu einem vollständigen Neubau der Basilika. Die heutige fast 700 Jahre alte Kathedrale Saint-Bénigne entstand, unter Beibehaltung der Rotunde. Die alte Krypta unter der Basilika wurde wahrscheinlich mit dem Schutt des Vorgängerbaus verfüllt. Der Innenraum spiegelt den Geist der Hochgotik wider. Der Dreiapsidenchor mit Vorjoch und Teile des Querhauses war 1287 bereits fertiggestellt, der Bau des Langhauses, dessen Aufriss aus Arkaden auf Rundpfeilern, Triforium und Obergaden mit Laufgang typisch burgundisch ist, zog sich bis 1325 hin.
Die Balustraden an den Traufen des Mittel- und Querschiffs und des Chors könnten auch nachträglich angeordnet worden sein, um in unsicheren Zeiten, etwa ab dem 14. Jahrhundert (Hundertjähriger Krieg, Religionskriege und andere) als Wehrattiken zu dienen.

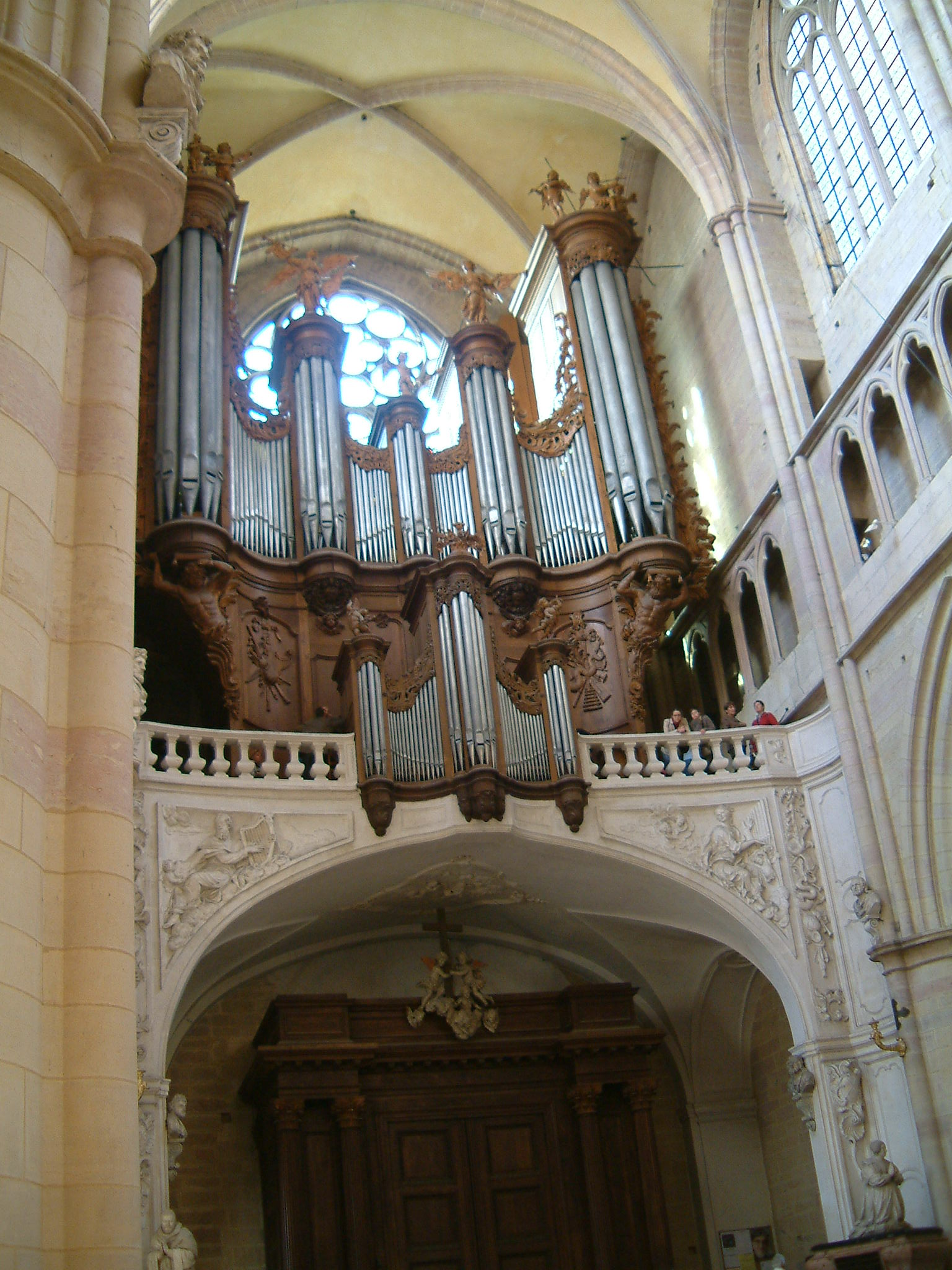
Orgel von K. J. Riepp

### Neuzeit
1740 bis 1745 baute der aus Ottobeuren (Schwaben) stammende Orgelbauer Karl Joseph Riepp die damals größte Orgel Frankreichs außerhalb von Paris für die Benediktinerabtei Saint Bénigne.
Die Französische Revolution brachte das vorläufige Ende des Klosters. Es wurde aufgehoben und geplündert, die Gebäude wurden als Gemeingut zum Abbruch verkauft. Erhalten blieb der Ostflügel des Kreuzgangs mit dem Kapitelsaal im Untergeschoss und dem Dormitorium darüber. Hinter dem Altar befindet sich eine kleinere Orgel.
Die oberirdischen Geschosse der immerhin etwa 760 Jahre alten Rotunde, sowie die des Kapellenanbaus, wurden abgetragen und die Krypta mit dem Schutt aufgefüllt. Das Stufenhauptportal der Kirche des 12. Jahrhunderts, das die Gotik respektiert hatte, ließ man bis auf den äußeren Rahmen und die Gewändesockel abreißen. Die Darstellungen sind von einer älteren Abbildung bekannt: Im Tympanon thronte Christus, von den Evangelistensymbolen, Cherubim sowie Ecclesia und Synagoge umgeben, im Sturz Maria, die von Szenen aus der Kindheit Jesu begleitet wurde, in den Archivolten Engel, weitere Kindheitsszenen und die Ältesten der Apokalypse. Darunter sah man in den Gewänden alttestamentliche Figuren sowie Petrus und Paulus. Der Trumeau (Mittelpfosten) war einer Benignusfigur vorbehalten. Ihr Kopf wird heute im Museum aufbewahrt.
Saint-Bénigne wurde 1795 wieder als Kirche zugelassen und 1805 zur Bischofskirche (Kathedrale) erhoben. Bei dieser Gelegenheit versetzte man das Tympanon der zerstörten Kirche Saint-Ètienne hierher. Es stammt aus der Werkstatt von Jean-Baptiste Bouchardon (1667–1742) und zeigt die Steinigung des heiligen Stephanus (frz. St-Étienne). Auch die Ausstattung wurde nach 1794 zum Teil aus anderen Kirchen hierher gebracht. Besondere Erwähnung finden dabei die Marmorsarkophage von Jean-Baptiste Legouz de la Berchère und seiner Gemahlin aus den dreißiger Jahren des 17. Jahrhunderts, auf denen die Stifterfiguren in ewiger Anbetung knien. Weiterhin sind zu nennen die Grabmäler und Epitaphien an den Seitenschiffwänden, das Chorgestühl der Abtei La Charité-les-Vesoul aus dem 18. Jahrhundert und mehrere schöne Heiligenfiguren aus der 1802 abgetragenen Sainte-Chapelle der Herzöge, in Dijon.
Erst Mitte des 19. Jahrhunderts wurde die Krypta der Rotunde wiederentdeckt und freigelegt. Man entschloss sich dann zur Rekonstruktion nach den damaligen Vorstellungen. Demnach sind heute nur noch die Säulen und ein Teil der Ummauerung originale Substanz des frühen 11. Jahrhunderts und damit etwa 980 Jahre alt, während die Gewölbekonstruktion 1858 komplett neu ausgeführt wurde. Die Kuppel über dem zentralen Säulenkreis muss man sich über zwei Etagen höher angeordnet vorstellen.
Im selben Jahrhundert erhielt die Kirche das Dach mit den bunt glasierten burgundischen Schindeln. 1896 wurde der letzte größere Umbau durchgeführt. Dabei wurde der gotische Vierungsturm durch den heute noch stehenden ersetzt, ein für damalige Verhältnisse technisches Meisterwerk, denn die Turmspitze reicht vom Abschluss des Mauerwerks weitere 55 Meter steil in die Höhe.
1951 verbrannte der Vikar der Kirche ein Bild des Père Noël (Weihnachtsmannes) auf dem Vorplatz der Kathedrale, um gegen die Kommerzialisierung des Festes zu protestieren.

## Heutige Bauwerke

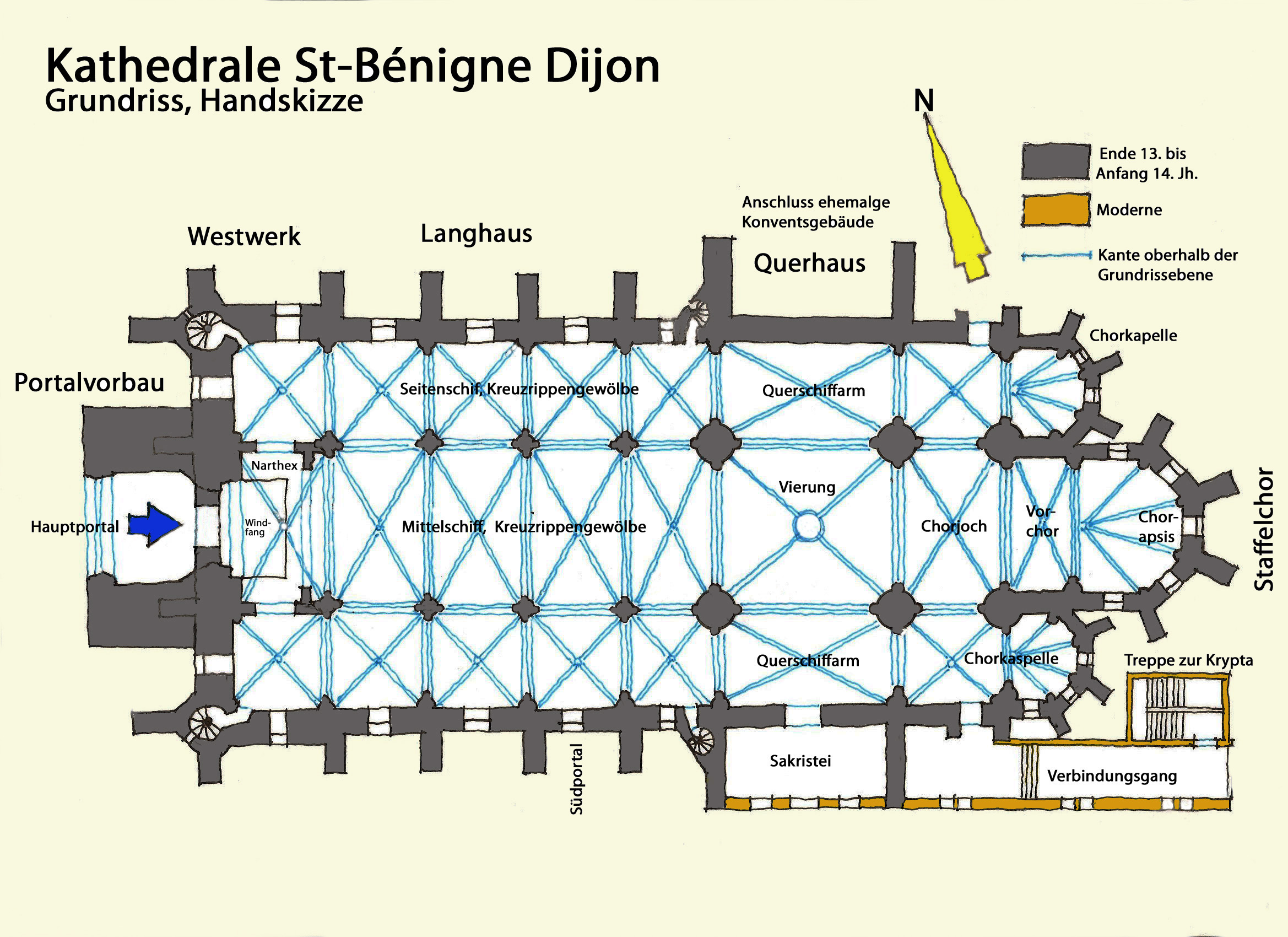
Kathedrale St-Bénigne (Dijon), Grundriss, Handskizze

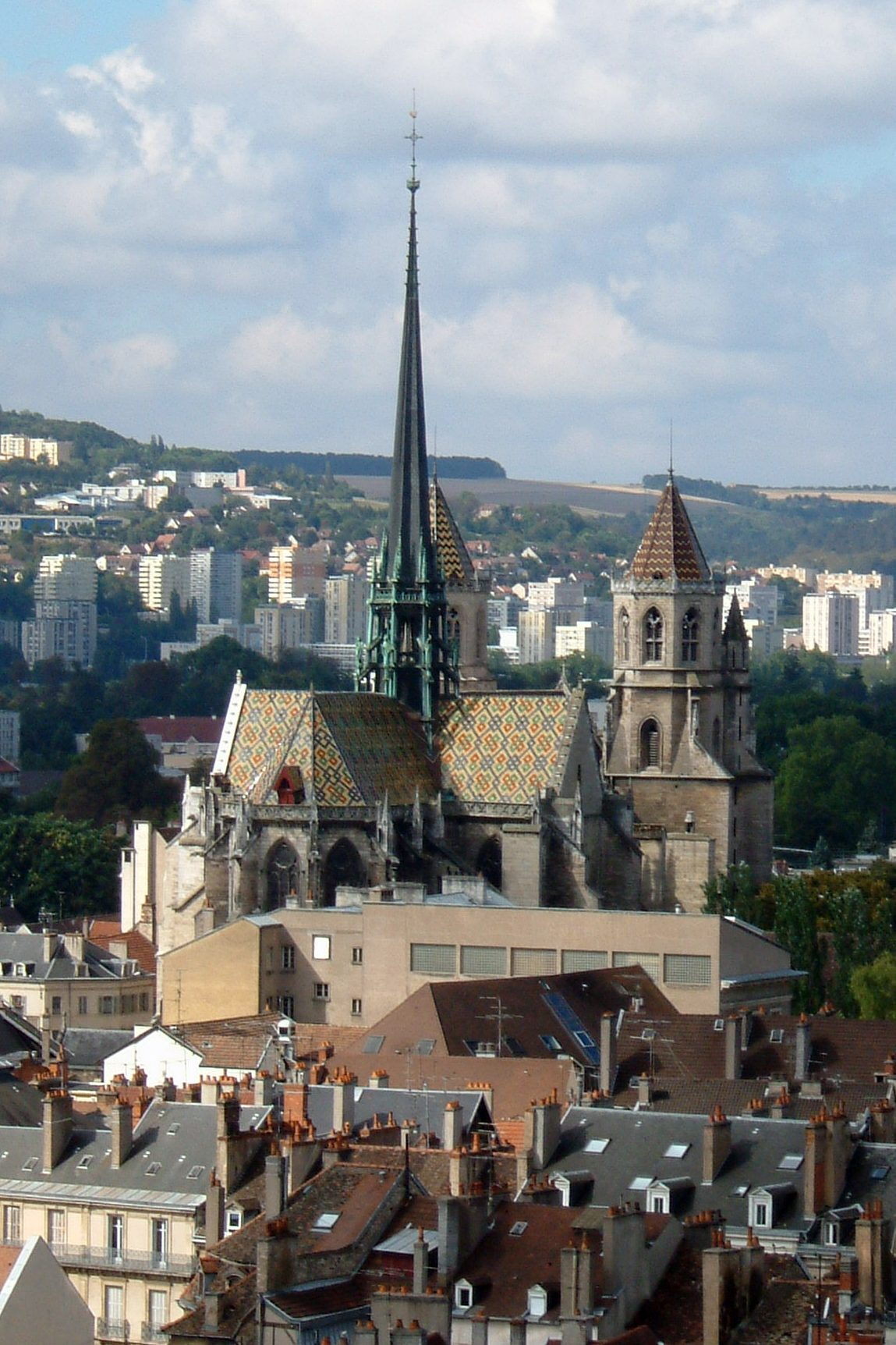
Panorama von Osten

Die gotische Kathedrale besteht aus einem dreischiffigen und vierjochigen Langhaus mit basilikalem dreigeschossigen Aufriss aus den Arkaden, die sich zu den Seitenschiffen öffnen, aus einem Triforium mit Laufgang, und einer hohen Obergadenzone mit großflächiger Durchfensterung.
Das Langhaus wird durch eine zweitürmige Westfassade abgeschlossen, aus der ein Portalvorbau hervortritt. Das Querhaus ragt nicht über die Außenwände der Seitenschiffe vor. Ihm folgt ein Chorjoch, dass durch einen Staffelchor im Osten abgeschlossen wird.
Alle Fenster sind spitzbogig, ihre Laibungen sind innen wie außen aufgeweitet und in mehrstufige Profile aufgelöst. Sie sind im Bogenbereich mit gotischem Maßwerk gegliedert, in klassischen Formen wie Kreisen, Drei-, Vier- und Fünfpässen. Die Fenster sind je nach Breite durch mehrere Steinstäbe in spitzbogig abgeschlossene Bahnen unterteilt.

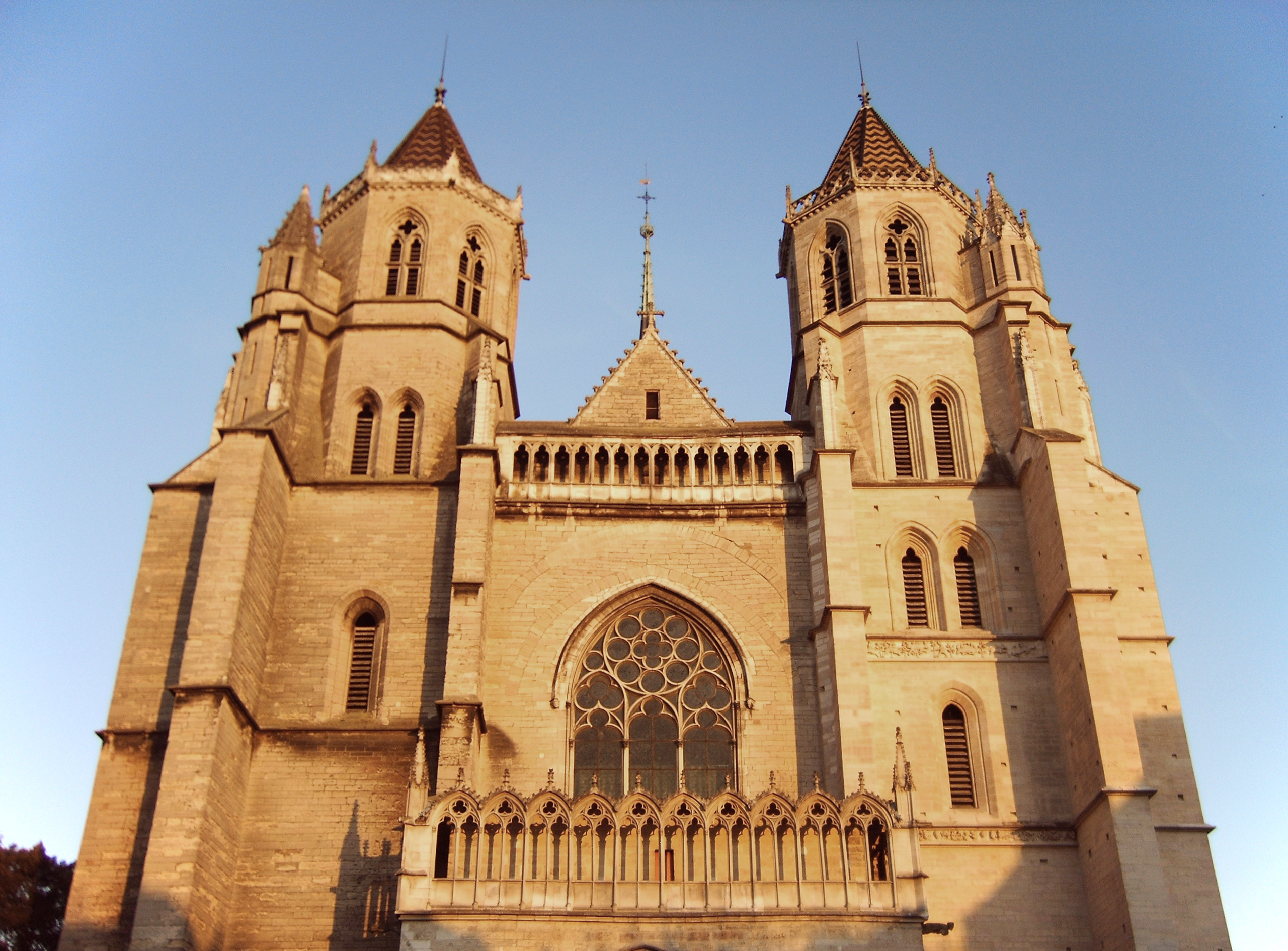
Westwerk

Mangels eines Maßstabes in der Zeichnung können keine Bauwerksabmessungen angegeben werden. Bekannt ist lediglich die Höhe des Dachreiters über der Vierung (siehe Abschnitt Äußere Erscheinung / Querhaus und Vierungsturm).

## Detaillierte Beschreibung

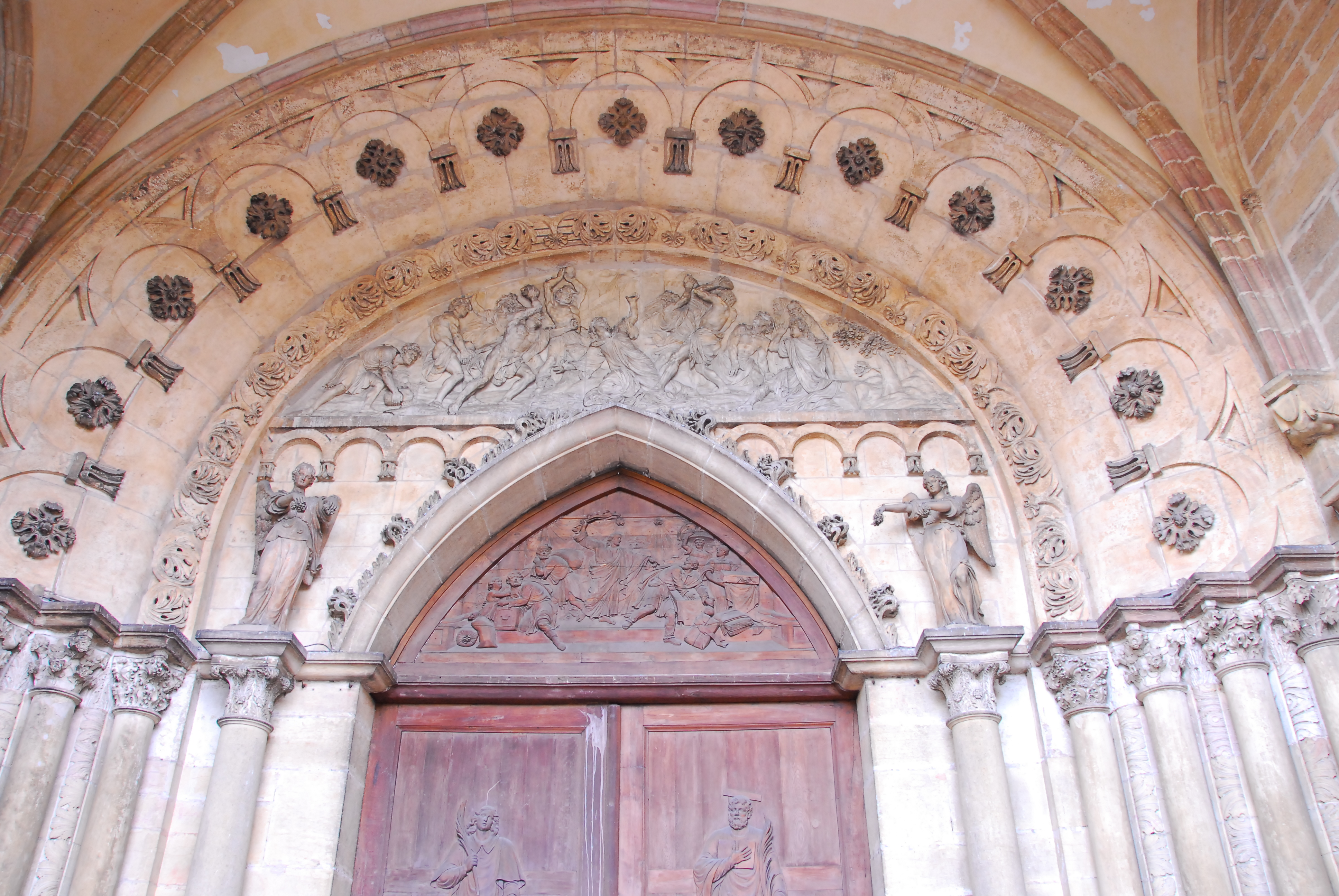
St-Bénigne, Hauptportal

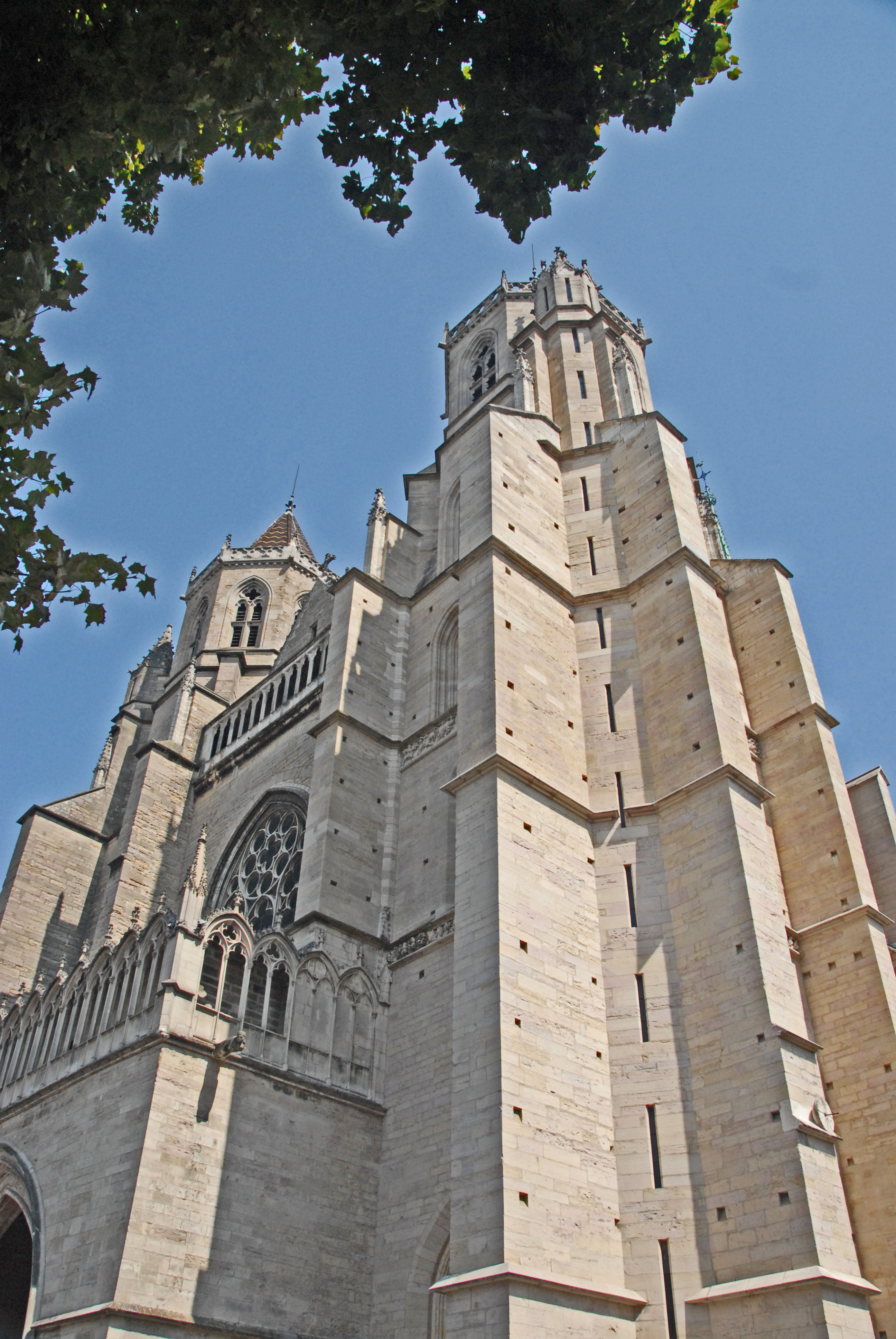
Westwerk von Südwesten

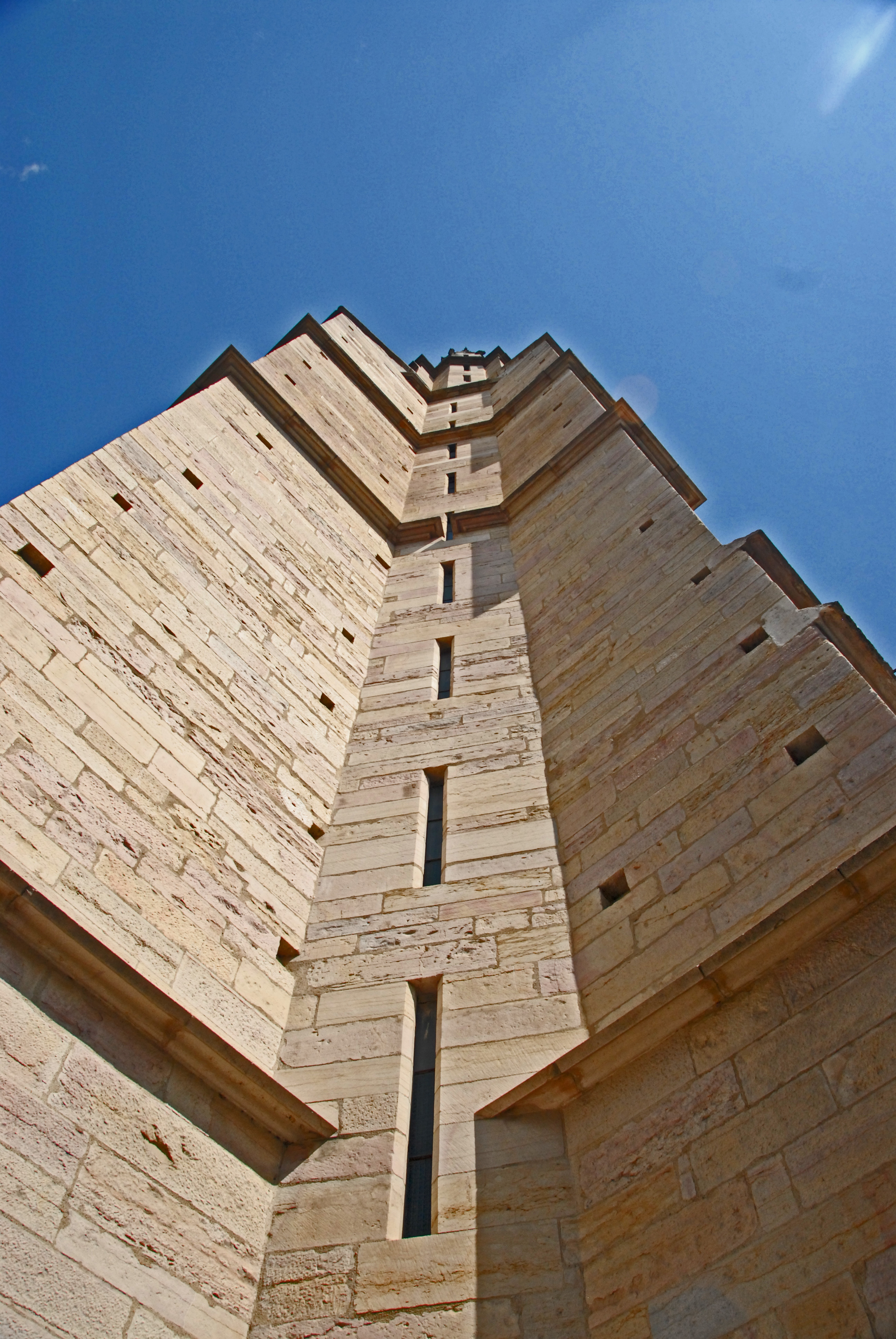
Westwerk, Südwestkante

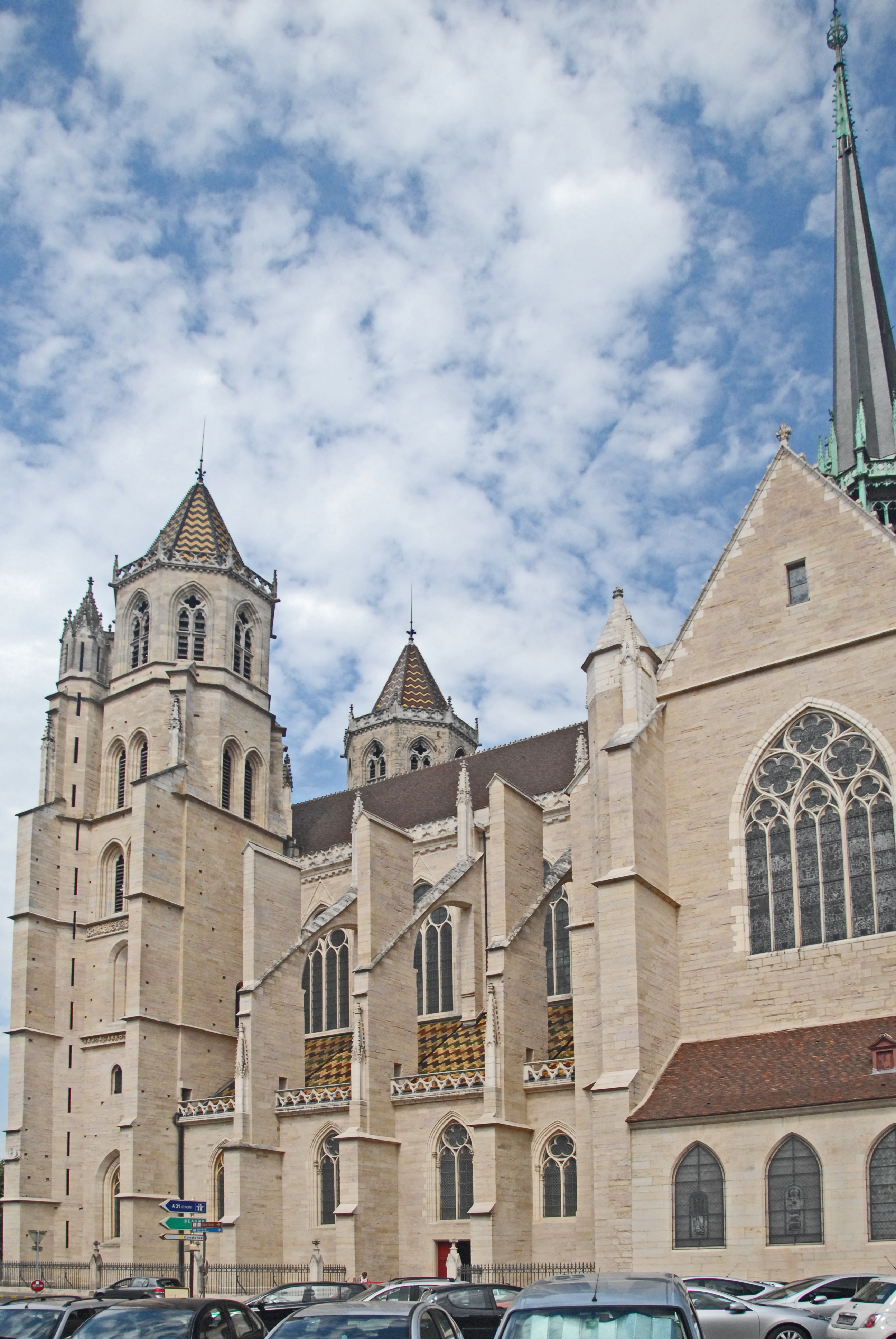
Westwerk, Lang- u. Querhaus von Süden

### Äußere Erscheinung
Saint-Bénigne ist aus sehr hellem, leicht beigefarbenen, teils auch weißem Kalksteinmaterial in kleinen bis mittleren Formaten in unregelmäßigem Schichtenverband gemauert, auch die Strebepfeiler. Großformatige Steine sind selten anzutreffen, wie an Giebelortgängen und Wandöffnungen.

### Westfassade
Die Westfassade wird von den beiden Fassadentürmen dominiert, die (erkennbar an den Klanglamellen in den Arkadenöffnungen) auch Glocken enthalten. Sie stehen in etwa zwei Drittel ihrer Gesamthöhe auf quadratischen Grundrissen und werden darüber achteckig. Die äußere Geschossteilung und Durchfensterung der Türme sind unterschiedlich. Zwischen den Türmen steht eine Vorhalle mit einer Laufgang-Balustrade. Darüber öffnet sich ein großes dreibahniges Spitzbogenfenster mit einer Maßwerkrosette. Ein weiterer Laufgang sitzt vor dem krabbenbesetzten Dreiecksgiebel.
Der südliche Turm wird auf der West- und Südseite von schlichten Kraggesimsen in fünf Geschosse unterteilt, das untere nimmt etwa ein Drittel und die weiteren vier je ein Sechstel der Gesamthöhe ein. In drei Fällen besteht diese Unterteilung aus je zwei Kraggesimsen. In den freien Seitenwänden sind in jedem Geschoss spitzbogige Fenster ausgespart. Im Erdgeschoss ist es je ein mittelgroßes, in Höhe der Fenster der Seitenschiffe. Auf der Südwand gibt es darüber noch ein sehr kleines Fenster. Im zweiten Geschoss befindet sich je eine schlanke spitzbogige Klangarkade, im dritten und vierten sind es je zwei der gleichen Öffnungen. Im letzten allseitig freien Geschoss ist auf sieben der acht Seiten eine mittelgroße Klangarkade eingelassen.
In der südwestlichen Ecke des Turms ist eine bis in das oberste Geschoss reichende Spindeltreppe integriert, die in den beiden oberen Geschossen außen vor der betroffenen Achteckseite in einem eigenen Treppenhaus weitergeführt wird, das oberseitig von einer reich dekorierten Fiale mit Kreuzblume gekrönt wird. In den freien Wänden des Treppenhauses ist in jedem Geschoss je ein schlitzartiges Fenster eingelassen, im obersten Geschoss sind es fünf.
An den drei freien Kanten des Turms laden nach Westen und Süden hin insgesamt vier kräftige Strebepfeiler weit aus, der auf der Südwestecke nach Westen weisende tritt deutlich weiter vor als die anderen. Alle Pfeiler springen in Höhe des Abschlusses des quadratischen Turmabschnitts weit zurück und reichen dann noch über das erste achteckige Geschoss. Die Pfeilerrücksprünge und oberen Abschlüsse sind steil abgeschrägt. Im Bereich des vorletzten Geschosses stehen vor den Strebepfeilern schlanke quadratische Pfeiler, die von reich dekorierten Fialen mit Kreuzblumen bekrönt sind. Alle Strebepfeiler übernehmen die Geschossteilung mit Kraggesimsen.
Das oberste Turmgeschoss wird abgeschlossen von einem Kraggesims, das von Kragsteinen unterstützt wird. Unmittelbar darauf steht eine allseits umlaufende Balustrade mit Maßwerken aus Vierpässen, ihre acht Ecken werden mit schlanken Fialen markiert. Zwischen der Balustrade ragt ein hölzerner Turmhelm auf, in Form einer steil geneigten achteckigen Pyramide, die mit bunt glasierten burgundischen Schindeln eingedeckt sind. Ihre Grate sind mit profilierten Ziegeln abgedeckt. Die Pyramidenspitze bekrönt eine prächtige Kreuzblume.
Der nordwestliche Turm besitzt etwa die gleiche Gliederung wie der südwestliche, jedoch in spiegelbildlicher Anordnung. Er unterscheidet sich allerdings im Bereich des quadratischen Turmabschnitts in seiner Geschossteilung und Durchfensterung. Dieser Abschnitt ist äußerlich statt in drei, hier nur in zwei Geschosse unterteilt. Das teilende Gesims liegt etwa in Höhe der Mitte des zweiten Geschosses im südwestlichen Turm. Im Erdgeschoss befindet sich etwa das gleiche Fenster, wie im anderen Turm. Auf dem Gesims über dem Erdgeschoss ist eine Öffnung ausgespart, die derjenigen im zweiten Geschoss des anderen Turms entspricht.
Vor dem mittleren Fassadenabschnitt tritt ein wuchtiger Portalvorbau weit hervor, der seitlich die über ihm heraustretenden Strebepfeiler knapp überragt. Seine Höhe entspricht knapp der Erdgeschosshöhe des südwestlichen Turms. Über einem mehrgliedrigen Kraggesims verläuft dreiseitig ein zurückgesetzter überdachter Umgang, der auf den Außenseiten von einem Maßwerk umschlossen wird, das demjenigen aufgereihter spitzbogiger Fenster gleicht. Vorderseitig sind es zehn und seitlich jeweils vier „Arkaden“. In ihrem Bogenbereich besteht das Maßwerk jeweils aus einem Vierpass und zwei Nonnenköpfen auf kleinen Kapitellen. In Brüstungshöhe sind waagerechte Profile eingezogen. Die Brüstungsfelder sind mit glatten Platten gefüllt. Die Bögen sind außenseitig mit Krabben und ihre Spitzen mit Kreuzblumen dekoriert. Die Richtungswechsel der Balustraden sind mit reich dekorierten Fialen markiert. Auf der Südseite des Portalvorbaus ist in Höhe des Umgangsbodens ein Wasserspeier mit figürlicher Skulptur installiert, der das in den Umgang gelangte Regenwasser ableitet.
In der Westwand des Portalvorbaus ist, etwas nach Norden versetzt, eine große spitzbogige Öffnung ausgespart, deren Gewände in mehrgliedrige Archivolten gebrochen sind. In der weiter zurückliegenden Wand befindet sich eine spitzbogige Portalöffnung mit einem zweiflügeligen Portal.
Die Wand oberhalb des Portalvorbaus zwischen den Strebepfeilern des Turms endet knapp unter der Oberkante der quadratischen Turmabschnitte mit einem mehrfach abgestuften Kraggesims. Darüber befindet sich zwischen den achteckigen Turmabschnitten ein Laufgang, der denen des Portalvorbaus ähnelt. Er ist deutlich niedriger und seine Arkaden sind viel schlanker und weisen im Bogenbereich ein Maßwerk aus je einem Nonnenkopf auf. Sie tragen einen waagerechten Traufbalken, der ein kurzes Pultdach in Gangbreite trägt. Die Brüstungen sind flach geschlossen.
Über dem Pultdach zeigt sich eine Giebelspitze des Mittelschiffdachs in Form eines gleichschenkligen Dreiecks. Seine Ortgänge sind mit Krabben dekoriert und sein First trägt ein fast gleichschenkliges Kreuz, dessen Arme an den Enden wie bei einem Tatzenkreuz aufgeweitet sind. Ein gutes Stück unterhalb des Laufgangs liegt der Bogenscheitel des großen spitzbogigen Fensters der Westfassade, das die Strahlen der untergehenden Abendsonne in das Mittelschiff leitet und es in ein güldenes Licht taucht. Sein Maßwerk besteht aus einem großen Kreis in dem acht kleine Kreise und ein Vierpass untergebracht sind. Der Kreis wird seitlich gestützt von zwei Dreipässen und zwei kleinen Kreisen. Das ganze steht auf drei Spitzbögen mit Nonnenköpfen und diese auf vier keinen Kapitellen und Pfosten. In die Wand oberhalb des Fensters sind oberflächenbündige, leicht angespitzte Entlastungsbögen eingemauert.

#### Langhaus

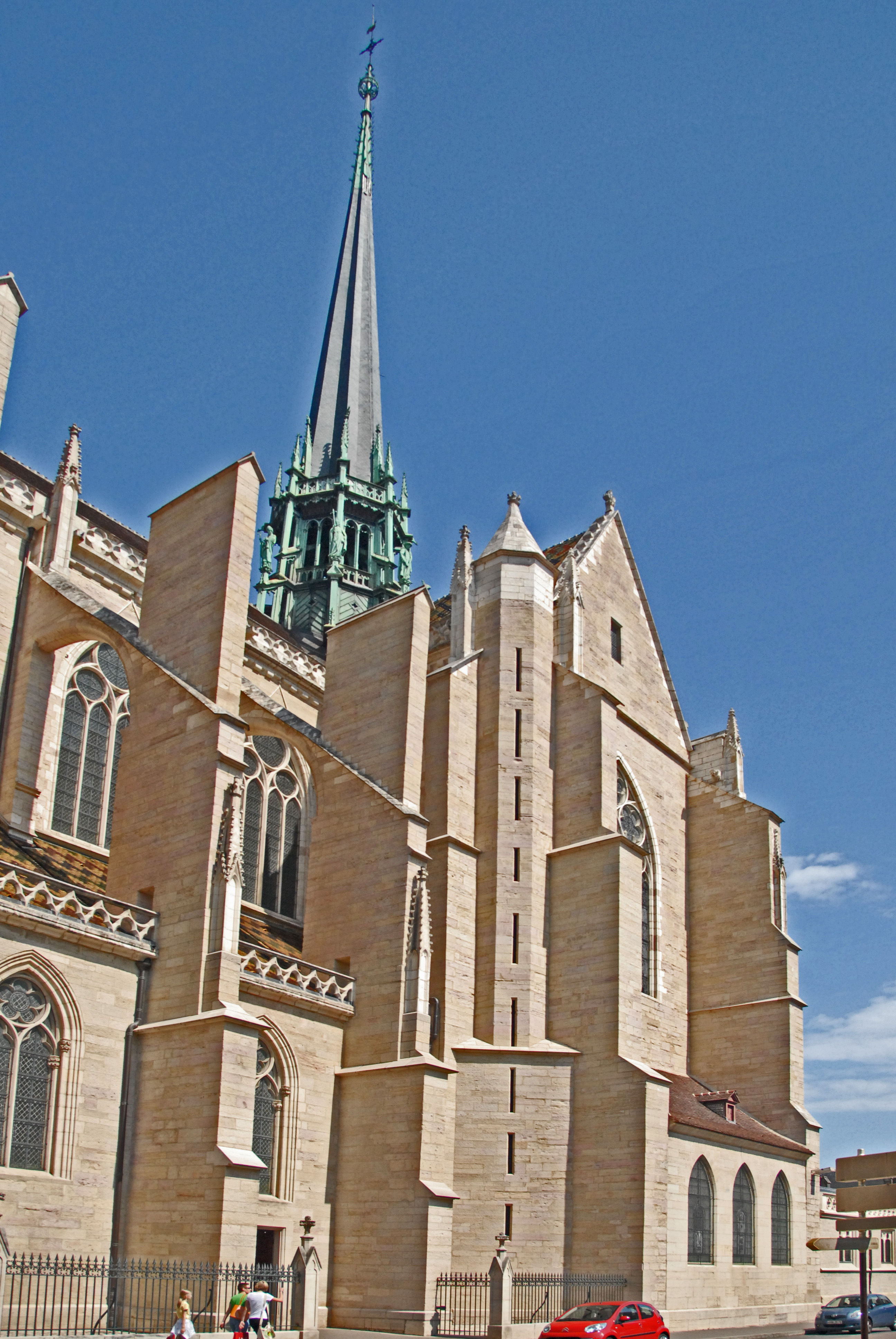
Lang- u. Querhaus von Südwesten

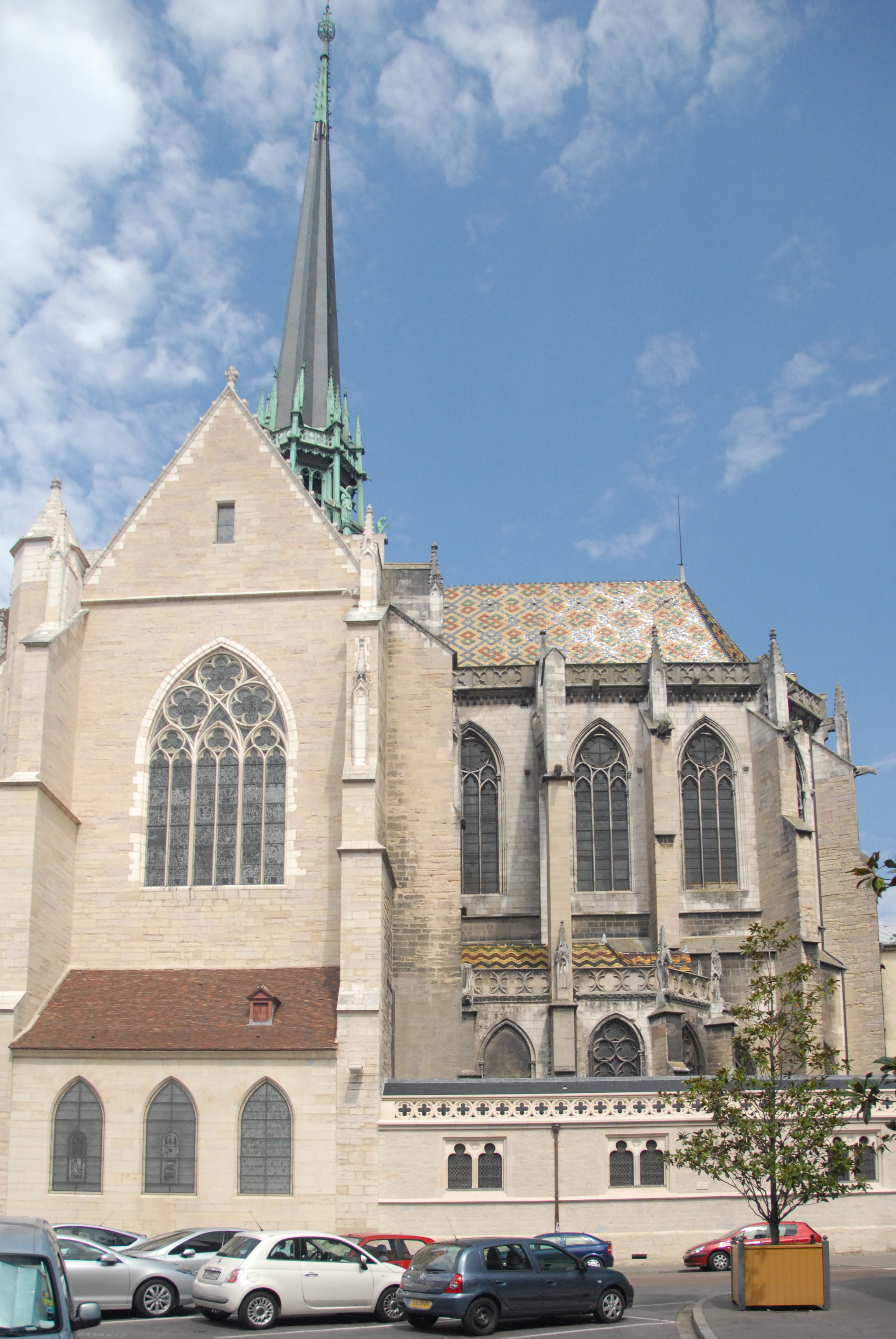
Querhaus und Chor von Süden

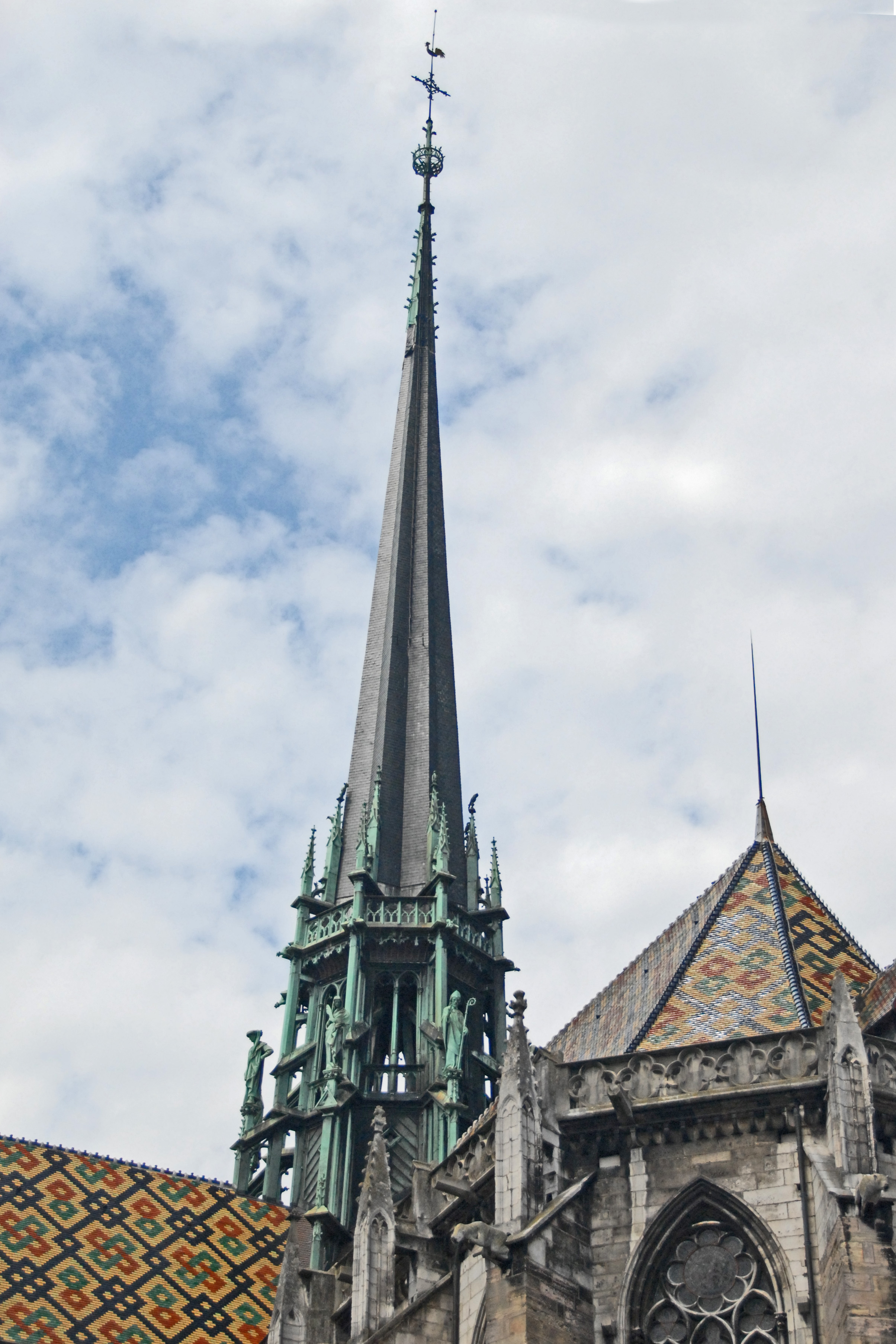
Vierungsturm von Südosten

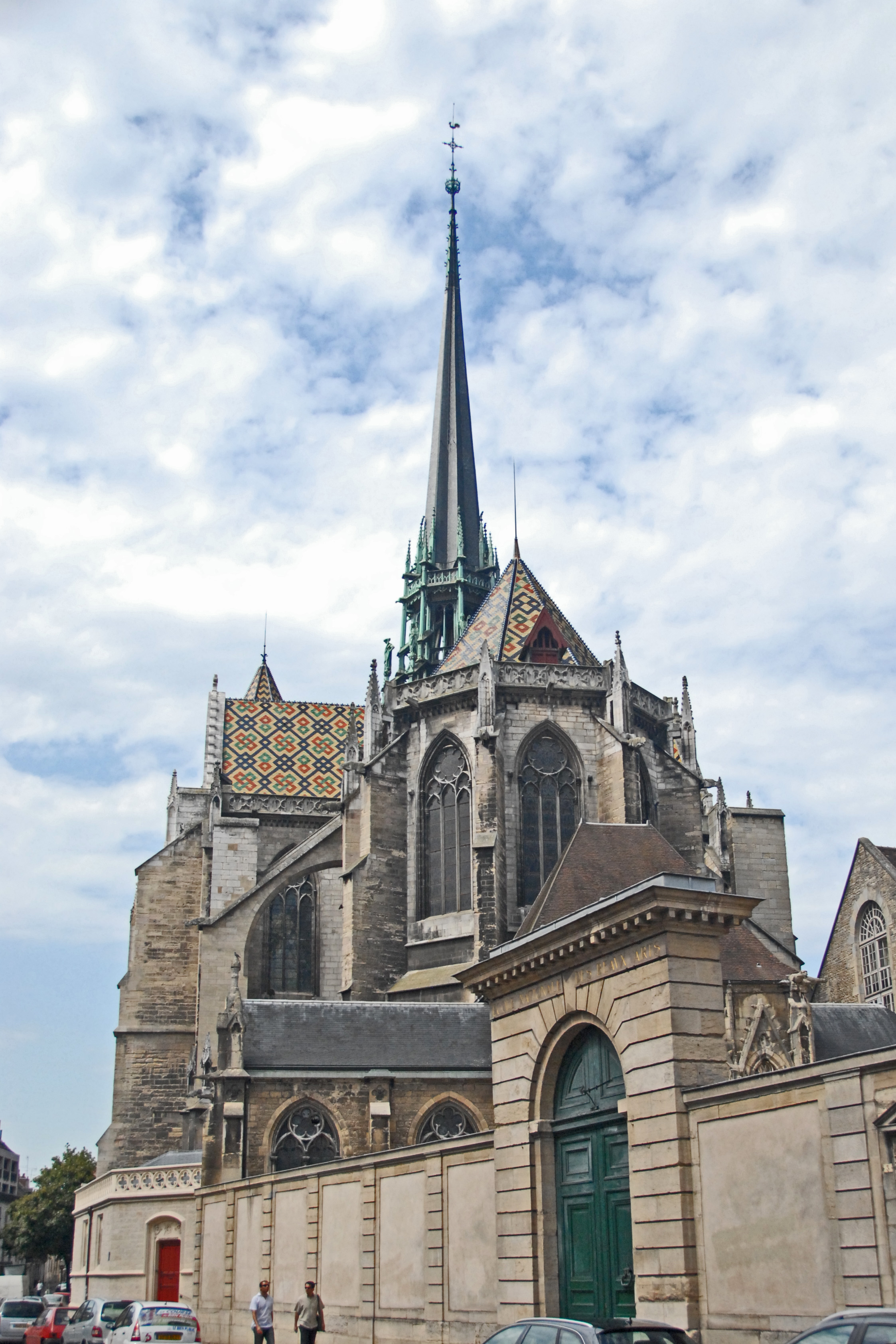
Chorhaupt von Osten

Die Langhausbreite wird hinter der Westfassade geringfügig schmaler. Seine innere Gliederung in drei Schiffe und vier Joche ist auch von außen gut ablesbar. Das Mittelschiff ragt gegenüber den Seitenschiffen weit heraus. Es wird von einem knapp 60 Grad geneigten Satteldach überdeckt, das zwischen den Türmen bis gegen die Westwand geführt wird und dort die Orgelempore überdeckt. Es wird im Gegensatz zu den anderen Dächern von einer grauen Schiefereindeckung abgedeckt. Seine Außenwände schließen oberseitig mit einem mehrfach gegliederten weit ausladenden Traufgesims ab, das von Kragsteinen unterstützt wird. Darüber erhebt sich eine geschlossene Balustrade, die mit einer Struktur aus aufgereihten Vierpässen dekoriert ist. Hinter der Balustrade befindet sich eine begehbare Regenrinne, die über Regenfallrohren aus Kupferblech kontrolliert entwässert wird.
Die deutlich niedrigeren Seitenschiffe sind mit um etwa 60 Grad geneigten Pultdächern überdeckt, die mit bunt glasierten burgundischen Schindeln in geometrischen Mustern eingedeckt sind. Die Seitenschiffwände enden oberseitig mit einem kräftigen, mehrfach profilierten und ausladenden Kraggesims. Auf diesem erhebt sich eine durchbrochene Balustrade mit einem Maßwerk aus Halbkreisen und halben Vierpässen. Auch hier gibt es die begehbare Dachrinne.
Die vier Joche werden unterteilt durch drei gotische Strebewerke. Sie bestehen jeweils aus einem gering ausladenden Strebepfeiler an der Langhauswand, in dessen Verlängerung ein deutlich weiter ausladender und breiterer Strebepfeiler vor den Seitenschiffwand steht. Letzterer verjüngt sich ein Stück unterhalb der Seitenschifftraufe und erweitert sich oberhalb der Traufe in Richtung der Schiffe und wird zu einem rundum freistehenden Pfeiler. Dieser Pfeiler wird mit dem gleich breiten Wandpfeiler am Mittelschiff mit einem einhüftigen oder halben Rundbogen verbunden, knapp über dem, parallel zu Dachneigung, eine über beide Pfeiler hinweg seitlich leicht auskragende Abdeckplatte angeordnet ist. Über dieser wird der freistehende Pfeiler leicht verjüngt und weiter aufwärts verlängert, fast bis in Höhe der Mittelschifftraufen. Der Pfeiler ist dachartig in Längsrichtung abgedeckt. Diese Erhöhung hat statische Gründe. Er soll den Pfeiler beschweren, um die seitlichen Schubkräfte aus dem Gurtbogen des Mittelschiffs über den Bogen des Strebewerks sicher in die Senkrechte des äußeren Pfeilers abzuleiten. Eher dekorative Zugaben sind die Fialen mit langen Schäften über dem Strebepfeiler an der Langhauswand und die deutlich schlankeren vor den freistehenden Pfeilern, oberhalb der Verjüngung. Die freistehenden Pfeiler sind in Verlängerung der begehbaren Regenrinnen mit Durchlässen versehen die den ungehinderten Durchgang erlauben. Passend dazu gibt es Türdurchlässe in die Türme und in das Querschiff.
In den Wänden der Seitenschiffe ist in jedem Joch ein mittelgroßes Fenster ausgespart, das im Bogenbereich aus einem Maßwerk aus einem Kreis mit einem Vierpass darin und zwei Spitzbögen mit Nonnenköpfen auf drei senkrechten Profilen steht. Im Joch vier musste das Fenster wegen der Einengung etwas kleiner sein. In der Südwand ist im dritten Joch unter dem Fenster eine einflügelige rechteckige Tür ausgespart. In den Mittelschiffwänden ist in jedem Joch ein großes spitzbogiges Fenster ausgespart. Das Maßwerk im Bogenbereich besteht aus einem größeren Kreis, der von zwei kleineren gestützt wird. Diese werden getragen von zwei Spitzbögen auf vier senkrechten Pfosten.

#### Querhaus mit Vierungsturm
Das Querhaus, dessen Arme nicht über das Langhaus vortreten, besitzt die gleiche Breite, Höhe, Dachneigung und Traufausbildung mit Attika wie das Mittelschiff. Ihre Dachflächen gehen daher im Vierungsbereich, von Kehlen getrennt, ineinander über. Das gilt auch für den im Osten anschließenden Chor. Die Dacheindeckung besteht wie bei den Seitenschiffen aus den bunt glasierten burgundischen Schindeln in großen geometrischen Mustern. Ihre Giebelwände ragen nur knapp über die Schrägen der Dachflächen hinaus. Ihre Oberseiten sind mit leicht auskragenden Platten abgedeckt, die mit einer Reihung von Krabben dekoriert sind. Ihre Sichtkanten sind von einer Hohlkehle gebrochen. Ihre Firste krönt je eine Kreuzblume. Das Giebeldreieck wird durch ein waagerechtes Kragprofil in Traufhöhe abgetrennt. Auf den Giebelkanten der Querhausarme laden die Strebepfeiler nach Süden und Norden besonders tief aus und springen in der Höhe dreimal zurück. Die Strebepfeiler in Verlängerung der Giebelwände und über den Seitenschiffwänden laden nur so weit aus wie der obere Abschnitt der Strebepfeiler. Alle reichen bis zur Traufhöhe hinauf und sind an den Oberseiten und bei den Rückversätzen steil abgeschrägt. Auf den oberen Abschrägungen stehen noch weitere schmalere Pfeilerstücke, denen auf ihren Außenseiten Fialen mit quadratischen Schäften und Kreuzblumen vorgeblendet sind.
An den westlichen Ecken der Querhausarme sind in den Winkel, der dort aus den Strebepfeilern gebildet wird, Spindeltreppen eingefügt worden, deren Außenwände im Erdgeschoss im Grundriss diagonal eingezogen und darüber als halbes Achteck ausgebildet sind und eine Reihe schlitzartiger Fenster aufweisen. Die Treppentürme sind mit steinernen achteckigen Pyramidendächern überdeckt, die mit Kreuzblumen bekrönt sind.
In den Giebelwänden sind große spitzbogige Fenster ausgespart, im Bogenbereich mit einem Maßwerk aus drei großen Kreisen mit Fünfpässen, die von drei Bögen gestützt werden, mit kleinen Kreisen und Dreipässen, darunter sechs kleinere Bögen mit Nonnenköpfen, das Ganze auf sieben senkrechten Pfosten. Im Giebeldreieck ist etwa mittig ein ganz kleines rechteckiges Fenster ausgespart.
Vor der Giebelwand des südlichen Querhausarms und zwischen den Strebepfeilern hat man im Erdgeschoss durch den nachträglichen Einzug einer Außenwand und der Überdachung mit einem Pultdach, das mit roten Ziegelschindeln eingedeckt ist, einen Sakristeiraum geschaffen. Seine Traufe liegt noch deutlich unter der des Seitenschiffs. Die Sakristei wird von drei mittelgroßen spitzbogigen Fenstern ohne Maßwerk belichtet.
Der Vierungsturm ist ein technisches Meisterwerk vom Ende des 19. Jahrhunderts, der den ehemaligen gotischen steinernen Turm ersetzte. Es ist ein schlanker nadelförmig erscheinender Dachreiter mit einer stattlichen Höhe von 55 Metern ab seinem Aufstand auf dem Vierungsmauerwerk unterhalb der Dachflächen. Er steht genau über dem Kreuzungspunkt der Schiffe und des Chors und ist offensichtlich eine Metallkonstruktion. Der senkrechte Turmabschnitt ist achteckig. Sein Kern, der im unteren Bereich geschlossen ist und im oberen von schlanken Zwillingsöffnungen durchbrochen ist, wird an den Ecken umstellt von jeweils zwei hintereinander auf Abstand angeordneten quadratischen Pfosten. Die inneren Pfosten reichen hinauf bis über die Traufhöhe des Helms und tragen dort einen Umgang mit einer Balustrade, die ähnlich einem gotischen Maßwerk dekoriert ist. Sie werden bekrönt von jeweils zwei Fialen, mit einem in der Gotik üblichen Dekor. Die äußeren Pfosten reichen bis in die mittlere Höhe des Turms und tragen dort stehende Heiligenfiguren. Der Turm und sein Dekor weist einen grünen Farbton auf, wie man ihn von oxidierendem Kupfer kennt. Der spitz aufragenden Turmhelm steht auf einem Grundriss eines achteckigen Sterns und ist mit kleinformatigen grauen Schindeln eingedeckt. Der obere Abschnitt des Helms ist offensichtlich mit grünem Kupferblech bekleidet, das mit Blättern in Form gotischer Krabben dekoriert ist. Er wird von einer grünen runden Metallspitze bekrönt, die ein radartiges Gebilde durchstößt und mit einem grazilen Kreuz und einem Wetterhahn obenauf endet.

#### Staffelchor
Das Vorjoch des Staffelchors besitzt die gleiche Breite und denselben Aufriss wie die des Langhauses. Die zentrale Chorapsis steht auf einem Grundriss aus einem schmalen rechteckigen Chorjoch und einer polygonalen Apsis aus fünf Wandabschnitten. Die äußeren Abschnitte stehen in Verlängerung der Jochwände. Dementsprechend wird sie von einem Satteldach überdeckt, das in ein Dach in Form einer halben zehneckigen Pyramide übergeht. In deren östlicher Seite ist eine Giebeldachgaube eingelassen. Die Dacheindeckung, deren Neigung und Ortgangausbildung entspricht denen des Querhauses. Zwischen dem Vorjoch und der Chorapsis ist jeweils ein Strebewerk angeordnet, das denen des Langhauses entspricht. Zwischen dem Vorjoch und dem Chorjoch ist je ein einfacher Strebepfeiler angeordnet ohne Rückversätze. Auf der schrägen Abdeckung steht wieder ein Stück schlankerer Pfeiler mit einer vorgeblendeten Fiale. Die vier Strebepfeiler vor der Chorapsis ähneln denen auf den Giebelwänden der Querhausarme, laden jedoch nicht so weit aus. Zwischen den Strebepfeilern treten die Wandabschnitte unter den Fenstern etwas vor.
Die spitzbogigen Fenster des Chors sind deutlich schlanker und höher als die des Mittelschiffs. Ihr Maßwerk besteht im Bogenbereich jeweils aus einem Kreis, der von drei Bögen getragen wird, die auf vier senkrechten Profilen stehen. In die beiden äußeren Arkaden ist jeweils noch ein weiterer Bogen eingefügt.
Die weit zurück gestaffelten Chorkapellen flankieren das Chorjoch. Ihre Grundrisse gleichen dem der zentralen Apsis, sind allerdings deutlich kleiner. Wie beim Chor werden sie zusammen mit dem Bereich des Vorjochs mit einem Satteldach überdeckt, das in ein Dach in Form einer halben zehneckigen Pyramide übergeht. Die Traufe mit geschlossener Balustrade gleicht der des Chors. Die je drei Strebepfeiler der Apsiden sind in der Höhe einmal zurückgestuft und sind in Form von Walmdächern abgedeckt, die von den bekannten Fialen bekrönt sind. Die spitzbogigen Kapellenfenster weisen im Bogenbereich Maßwerke auf, aus je drei Kreisen mit Dreipässen, die von zwei Bögen mit Nonnenköpfen getragen werden, die auf drei senkrechte Profilen stehen.
In östlicher Verlängerung der Sakristei wurde in der Neuzeit ein Verbindungsgang angebaut, der unter anderem zu einem Treppenhaus führt, über das man heute in die Krypta gelangt. Über der Traufe des Gangs ragt eine durchbrochene Balustrade auf mit aufgereihten Vierpässen. Der Gang wird von Zwillingsfenstern belichtet mit Maßwerken in Form von Nonnenköpfen.

### Inneres der Kirche

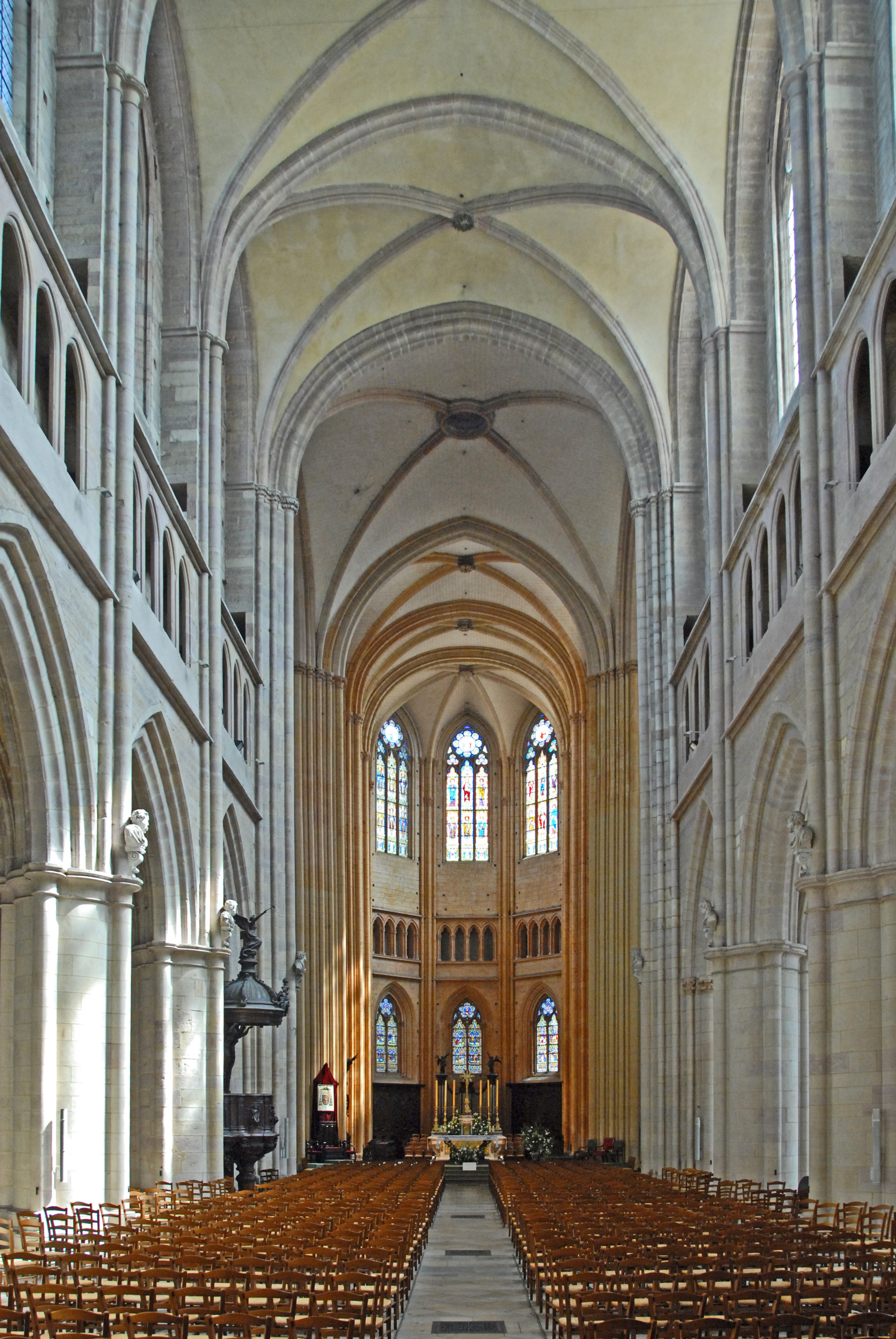
Mittelschiff zum Chor

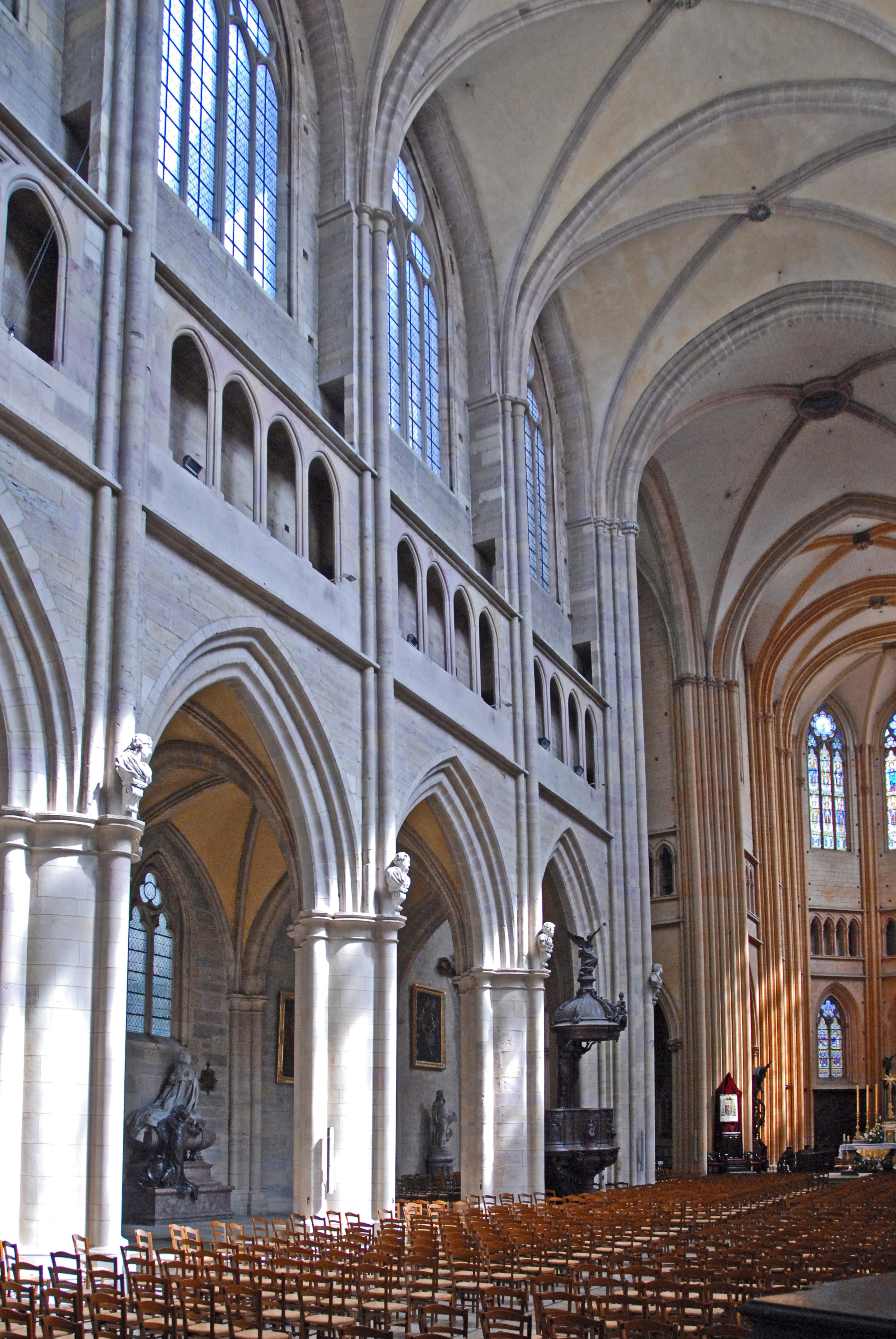
Mittelschiff Nordwand

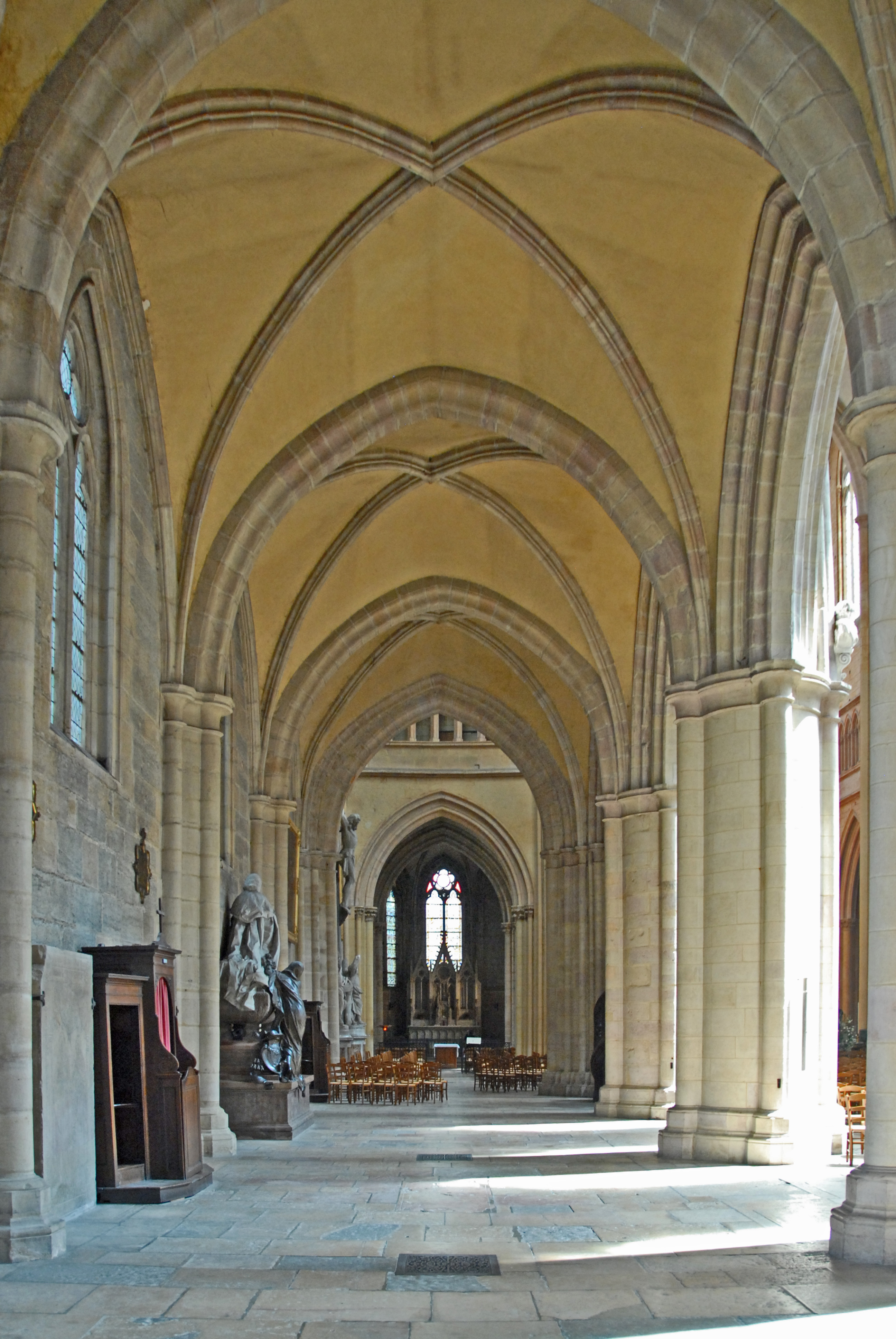
Nördliches Seitenschiff zum Chor

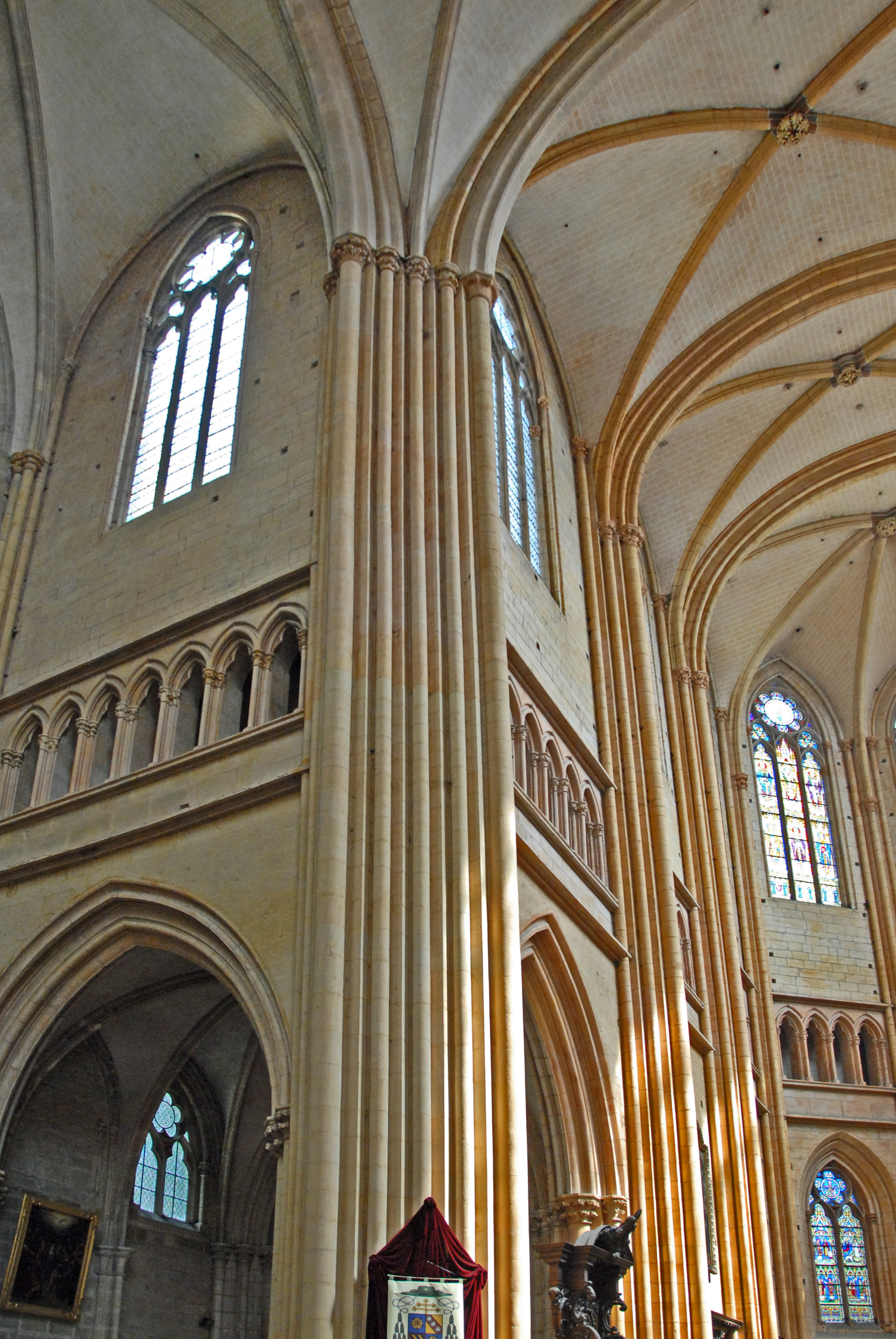
Vierungsbündelpfeiler, am nördlichen Querhausarm

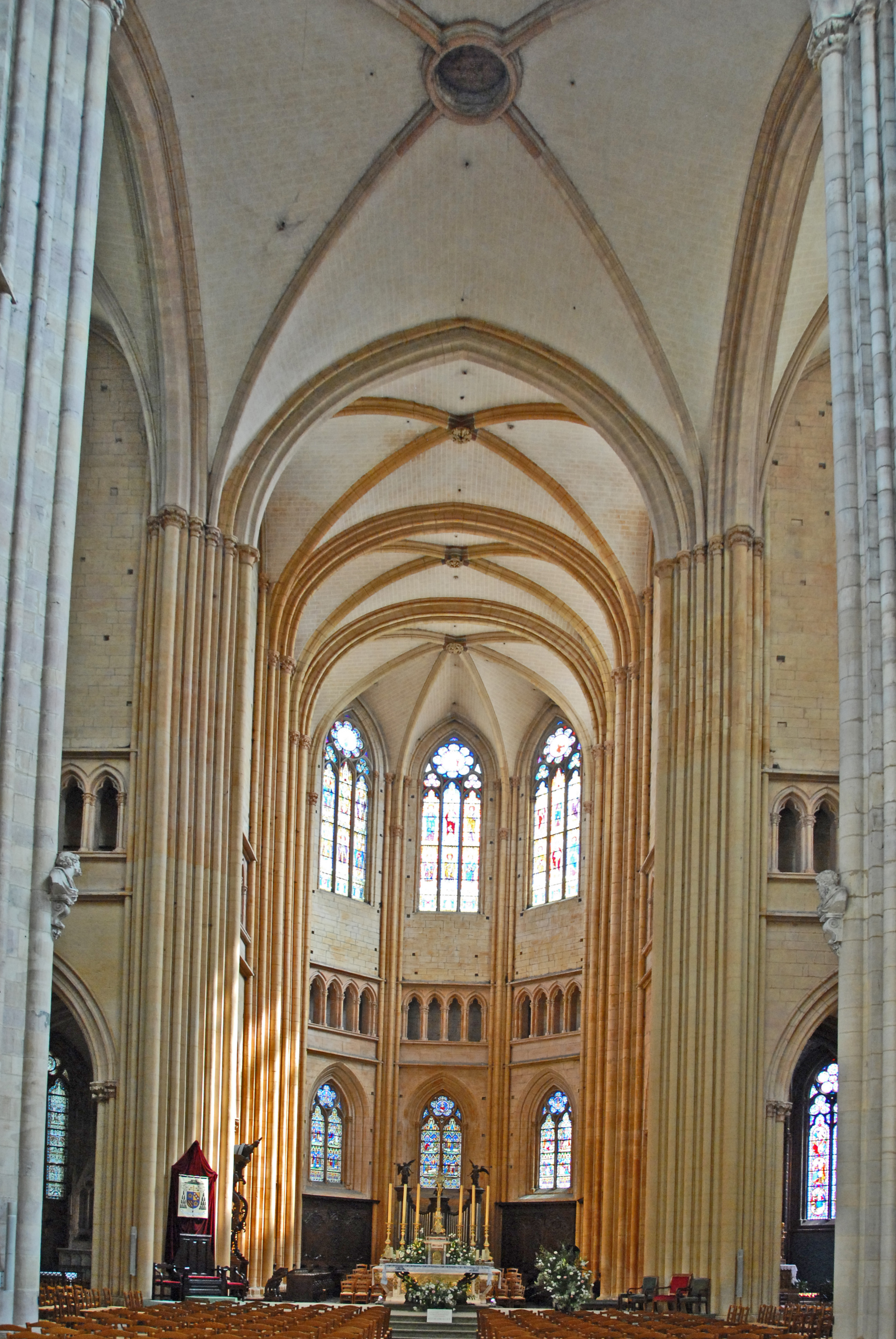
Chor aus Vierung

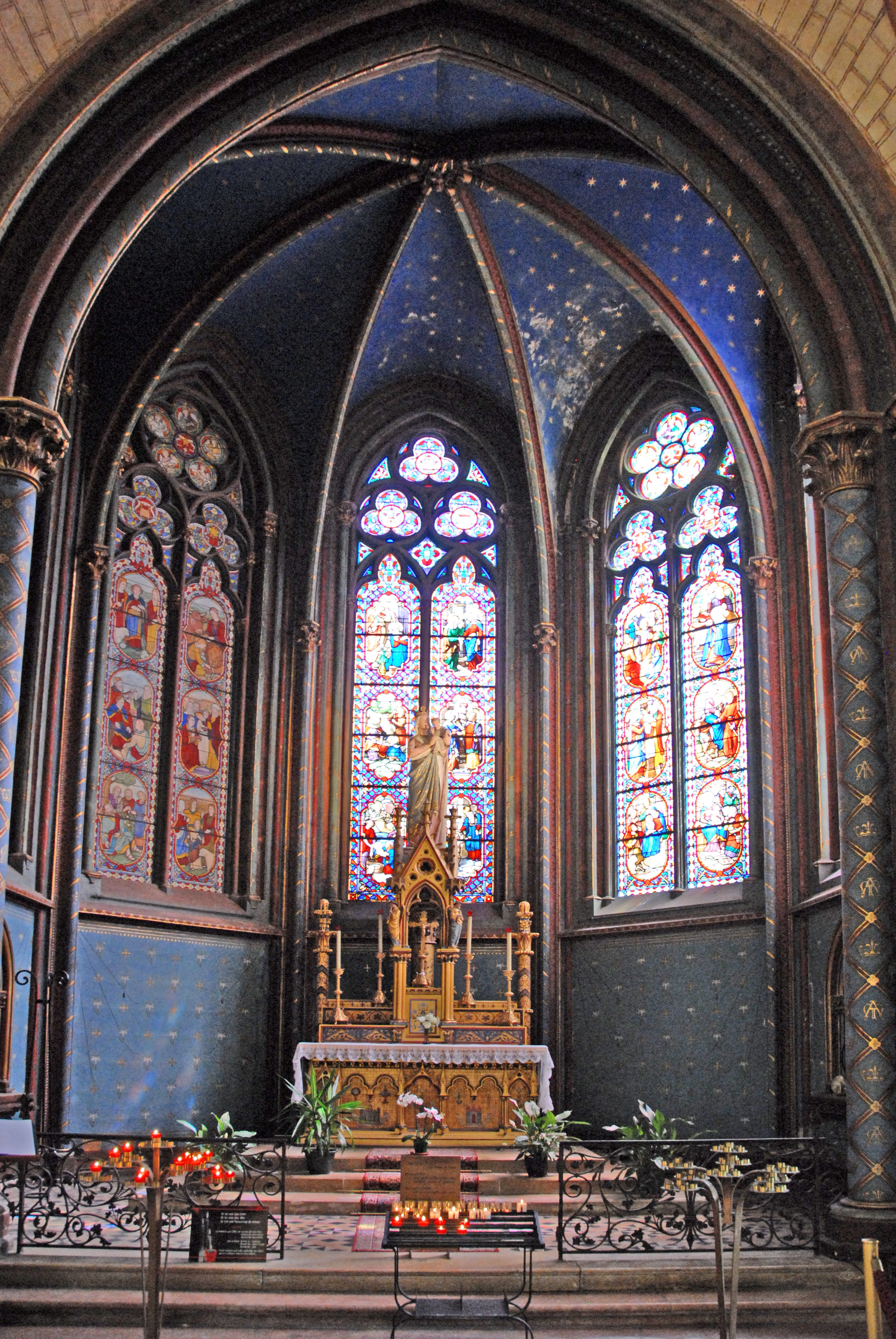
Apsis Chorkapelle

Der heutige Innenraum spiegelt den Geist der Hochgotik in einer recht „trockenen“ Weise wider. Er orientiert sich an bedeutenden Vorbildern in der Ile de France und der Champagne und übersetzt die wesentlichen Stilmerkmale der burgundischen Gotik ins Akademische. Er wirkt ein wenig starr und der graue Anstrich lässt ihn obendrein stumpf und leblos aussehen. Anders als die recht eigenwillige Kirche Notre-Dame de Dijon stellt St-Bénigne einen Schulvertreter ohne nennenswertes eigenes Profil dar.

#### Westbau / Narthex
Das Innere des Westbaus war vermutlich ursprünglich ein erstes Langhausjoch ohne Orgelempore und ohne Obergadenfenster, wegen der Türme. Das obere Gewölbe entspricht denen des Mittelschiffs und die Triforien sind bis zu Westwand durchgezogen. Die Seitenräume besitzen die gleichen Gewölbe wie die Seitenschiffe.
Die Orgelempore deutet darauf hin, dass sie nachträglich eingezogen worden ist. Sie nimmt die ganze Mittelschiffbreite ein und endet aber ein kurzes Stück vor den ersten Pfeilern. Die Oberkante ihrer Balustrade ist aus weißem Marmor und liegt knapp unter dem geschossteilenden Kraggesims. Die große Orgel füllt fast den ganzen Raum der Empore, lässt aber im mittleren Bereich das Tageslicht des großen Westfensters einfließen. Im mittleren Bereich, auf und vor der Balustrade, ist noch ein Rückpositiv als kleines Teilwerk der Orgel angebracht.
Der erdgeschossige Eingangsraum wird von einem Flachen Rippengewölbe überdeckt und öffnet sich in das Mittelschiff mit einer breiten Arkade mit einem flachen Korbbogen. Dementsprechend wurden auch die Öffnungen zu den Seitenräumen mit Korbbögen versehen, die tiefer angeordnet wurden. Die weißen Stuckdekorationen der Decke und der Langhausseite um die Arkade herum zeigen barocke Stilelemente. In den äußeren westlichen Ecken der Seitenräume des Narthex öffnen sich die Türen zu den Spindeltreppen, die bis in die Höhe der Glockenstuben führen. Das zweiflügelige Hauptportal wird durch einen hölzernen Windfang verdeckt.

#### Langhaus
Das Langhaus steht auf einem fast quadratischen Grundriss und ist in drei Schiffe und vier Joche unterteilt. Die Gliederung in die Schiffe erfolgt durch die Scheidewände, die der Joche durch die Arkadenpfeiler und die entsprechenden Gurtbögen der Gewölbe. Der Aufriss der Längswände des Mittelschiffs ist dreigeschossig, im Erdgeschoss öffnen sich die Scheidewandarkaden in die Seitenschiffe, im mittleren Geschoss finden sich die geschlossenen Triforien mit Laufgang und ganz oben die reich durchfensterte Obergadenzone. Die spitzen Bögen der Scheidewandarkaden stehen auf kräftigen runden Pfeilern, die zu den Schiffen und Arkaden hin mit dreiviertelrunden Diensten vorgeblendet sind. In Höhe der Bogenansätze werden die Pfeiler und Dienste von schlichten Kapitellfriesen umgeben, die lediglich aus flachen runden Scheiben bestehen, die untere als Säulenringe, die drei oberen als ausladende Kämpfer. Dazwischen sind die runden „Kapitelle“ glatt und nach oben hin hohlkehlenartig ausgerundet. Die Gewände der Arkadenbögen sind auf beiden Seiten der Scheidewand in vier kantige Stufen aufgelöst. Die mittelschiffseitigen Dienste werden über dem Kapitellfries in geringfügig kleinerer Dimension weiter aufwärts geführt und reichen bis zu den Gurtbogenansätzen des Hauptgewölbes. Sie werden von kaum schlankeren halbrunden Diensten beidseitig begleitet, mit geringfügigem Abstand untereinander. Das Erdgeschoss wird in gut halber Wandhöhe, etwas über den Bogenscheiteln der Arkaden, von einem weit ausladenden Kragprofil abgeschlossen, dessen äußere Kante gegen die mittleren Dienste über den Pfeilern stoßen.
Der Laufgang hinter den Triforien ist zu den Pultdächern der Seitenschiffe hin gänzlich geschlossen. Auf glatt geschlossenen Brüstungen stehen in jedem Joch vier spitzbogige Öffnungen der Triforien, deren Gewändekanten in einen umlaufenden Rundstab aufgelöst sind. In den Pfeilern der Schiffe sind im Zuge der Laufgänge entsprechende Durchlässe ausgespart. Diese Laufgänge konnten im Mittelalter auch zu Verteidigungszwecken benutzt werden. Kurz über den Triforien wird dieses Geschoss mit dem gleichen Kraggesims abgeschlossen wie über dem Erdgeschoss.
Oberhalb des Triforiengeschosses tritt die Außenwand zwischen den rechteckigen Wandpfeilern etwa um die Gangbreite zurück. Dadurch entsteht ein weiterer Laufgang mit Durchlässen in den Pfeilern, allerdings ohne eine Absturzsicherung. Etwa drei Meter über diesem Wandrückversatz, übereinstimmend mit dem Pultdachfirst der Seitenschiffdächer, beginnen die großen Obergadenfenster, die nicht ganz die Jochbreite einnehmen. Ihre Maßwerkgliederung ist aus dem Abschnitt „Äußere Erscheinung“ bekannt.
Die rechteckigen Wandpfeiler mit ihren drei vorgeblendeten Diensten werden in Höhe der Gurtbogenansätze durch schlichte Kapitellfriese mit ausladenden Kämpferprofilen abgeschlossen. In Verlängerung der Pfeilerseiten stehen im Verlauf der Schildbögen der Kreuzrippengewölbe flache im Querschnitt rechteckige Gurtbögen, die zu den Fensterbögen den gleichen Abstand bewahren wie die Pfeiler zu den Fensterseiten. Die fast rundbogigen Gurtbögen der vierteiligen Kreuzrippengewölbe des Mittelschiffs besitzen fast rechteckige Querschnitte, deren Kanten aber durch breite und flache Hohlkehlen gebrochen sind. Sie stehen zusammen mit jeweils zwei klassisch profilierten Kreuzrippen auf den vorgenannten Kapitellfriesen. Die Kreuzrippen treffen sich im Gewölbescheitel in runden Schlusssteinen.
Die Gewölbe der Seitenschiffe sind ähnlich gestaltet wie die des Mittelschiffs. An den Außenwänden stehen den Pfeilern gegenüber flache Wandpfeiler, denen halbrunde Dienste vorgeblendet sind und die beidseitig von schlankeren halbrunden Diensten begleitet werden. In Höhe der gegenüber liegenden Kapitellfriesen werden die Dienste mit skulptierten Kapitellen und profilierten Kämpfern abgeschlossen. Die jochteilenden Gurtbögen, im Querschnitt wie im Mittelschiff, stehen beidseitig auf den zugehörigen Diensten. Die Kreuzrippengewölbe, ohne erkennbare runde Schlusssteine, stehen mit ihren Rippen jeweils neben den Gurtbögen auf Kapitellen und Kapitellfriesen. Die außenseitigen Scheidbögen sind mit halben Kreuzrippen markiert. In jedem Joch ist ein Fenster ausgespart, das fast bis unter den Scheitel des Scheidbogens reicht. Seine Maßwerkgliederung ist aus dem Abschnitt „Äußere Erscheinung“ bekannt. In der Südwand ist im dritten Joch unter dem Fenster eine einflügelige rechteckige Tür ausgespart.

#### Querhaus
Das Querhaus steht auf einem rechteckigen Grundriss, der so lang wie das Langhaus breit ist und so breit wie das Mittelschiff und kennt keine „ausgeschiedene“ Vierung. Die Aufrisse der Querhausarme und auch ihrer Giebelwände haben Ähnlichkeit mit dem des Mittelschiffs. Im Erdgeschoss ist die Giebelwand ganz geschlossen, darüber folgt das Triforium mit einer über die ganze Breite des Querschiffs reichenden Arkatur und den geschossteilenden Kraggesimsen. Die Arkadenbögen sind jeweils mit einem Nonnenkopf-Maßwerk dekoriert. Im oberen Geschoss tritt die Wandfläche zwischen den Eckpfeilern um die Laufgangbreite zurück. Der leicht angespitzte Bogen dieser Wandnische entspricht dem Scheidbogen des Kreuzrippengewölbes über dem Querhausarm.
Das Fenster ist deutlich größer als die des Mittelschiffs. Seine Maßwerkgliederung ist aus dem Abschnitt „Äußere Erscheinung“ bekannt. In den Ost und Westwänden der Querschiffarme öffnen sich im Erdgeschoss Arkaden, die denen der Seitenschiffe entsprechen. Die Arkatur der Triforien reicht jeweils über die Länge der Querschiffarme. Ihre Arkadenbögen enthalten wieder Nonnenkopf-Maßwerke und stehen zusätzlich auf pflanzlich skulptierten Kapitellchen. Über ihnen, in der Obergadenzone, treten die Wände nicht mehr zurück. Im oberen Bereich ist je ein schlankes und hohes Fenster ausgespart, das den Fenstern der Chorseiten entspricht.
Die Vierungspfeiler sind mächtige Bündelpfeiler aus einem runden Kern. In deren unteren allseitig freien Abschnitten je vier „ältere“ halbrunde Dienste in allen vier Himmelsrichtungen vorgeblendet sind. Zwischen diesen Diensten sind drei „junge“ Dienste eingebaut, wie wiederum von vier noch „jüngeren“ Diensten getrennt werden. Oberhalb der Bogenansätze der erdgeschossigen Arkaden stoßen jeweils zwei Wände des Chorjochs und der Querschiffarme gegen den Vierungspfeiler und verdecken gut ein Viertel ihres Umfangs. Diese Pfeiler reichen ohne Unterbrechung vom Boden bis in Höhe der Gurtbogenansätze der Gewölbe. Dort werden sie abgeschlossen von skulptierten Kapitellfriesen mit vieleckigen profilierten Kämpfern. Auf diesen stehen die Gurtbögen der anschließenden Schiffe und des Chorjochs und die Kreuzrippen der anschließenden Gewölbe. Das größte Kreuzrippengewölbe ist das quadratische Vierungsgewölbe, das von den vorgenannten Gurtbögen eingeschlossen wird. In seinem Scheitel ist ein kreisrunder Okulus ausgespart, der von einem Profil in Art der Rippen umschlossen wird.

#### Staffelchor
Dem eigentlichen Staffelchor ist ein Vorjoch vorgeschaltet, dass nahezu dem vierten Langhausjoch entspricht. Die östlichen beiden Bündelpfeiler haben die gleiche Dimension und etwa die gleiche Gliederung mit Diensten der Vierungspfeiler. Im Erdgeschoss schließen östlich an diese Pfeiler die Chorjochwände an, die gut ein Viertel ihres Umrisses verdecken. In den nächsten Geschossen kommen noch die Wände des Vorjochs dazu, die noch einmal so viel verdecken. So verbleiben an diesen Pfeilern auf der Chorseiten je nur noch ein alter Dienst, der auf Südwestseite von zwei jungen Diensten und zwei noch „jüngeren“ begleitet werden. Die Scheidewandarkaden entsprechen denen des Langhauses. Die Dienstbündel zwischen den Wänden des Chorjochs und der Chorapsis entsprechen denen der östlichen Pfeiler des Vorjochs. Sie sind allerdings gerundeten Wandpfeilern vorgeblendet. Die folgenden vier Dienstbündel der Chorapsis sind schlankeren gerundetern Wandpfeilern vorgeblendet und bestehen je aus einem mittleren „älteren“ Dienst der von zwei „jüngeren“ flankiert wird. Die Gurtbögen über dem Chorjoch entsprechen denen der Vierung. Ihre und die Bogenansätze der Kreuzrippen stehen auf den entsprechenden Diensten, deren skulptierte Kapitelle auf derselben Höhe liegen wie die der Vierung und der Hauptschiffe. Ein gutes Stück höher reichen jeweils die äußeren Dienste mit ihren Kapitellen, die dann in dreiviertelrunde gebogene Stäbe übergehen, die die Schildbögen der Kreuzrippengewölbe markieren.
Die Pfeilerbündel und Gewölbe der Chorkapellen entsprechen denen des Chors, sind jedoch deutlich kleinmaßstäblicher. Die Gewölbe liegen auf der Höhe derer der Seitenschiffe. Alle Gewölberippen des Staffelchors treffen sich in runden skulptierten Schlusssteinen. Die Triforienzone mit Laufgängen des ganzen Chors entspricht denen der Hauptschiffe, aber ohne Wandrücksprünge darüber. In allen sieben Wandabschnitten des Chors sind schlanke spitzbogige Fenster ausgespart deren Bogenscheitel fast bis zum Scheitel der Schildbögen reichen. Ihre Maßwerkgliederung ist aus dem Abschnitt „Äußere Erscheinung“ bekannt. In den erdgeschossigen Wandfeldern des Chors und der Chorkapellen sind deutlich kleinere spitzbogige Fenster ausgespart. Ihre Bogenscheitel reichen in der Chorapsis bis knapp unter die Triforien und in den Chorkapellen bis unter die Scheitel der Schildbögen. Ihre Maßwerkgliederung ist aus dem Abschnitt „Äußere Erscheinung“ bekannt.

### Orgel

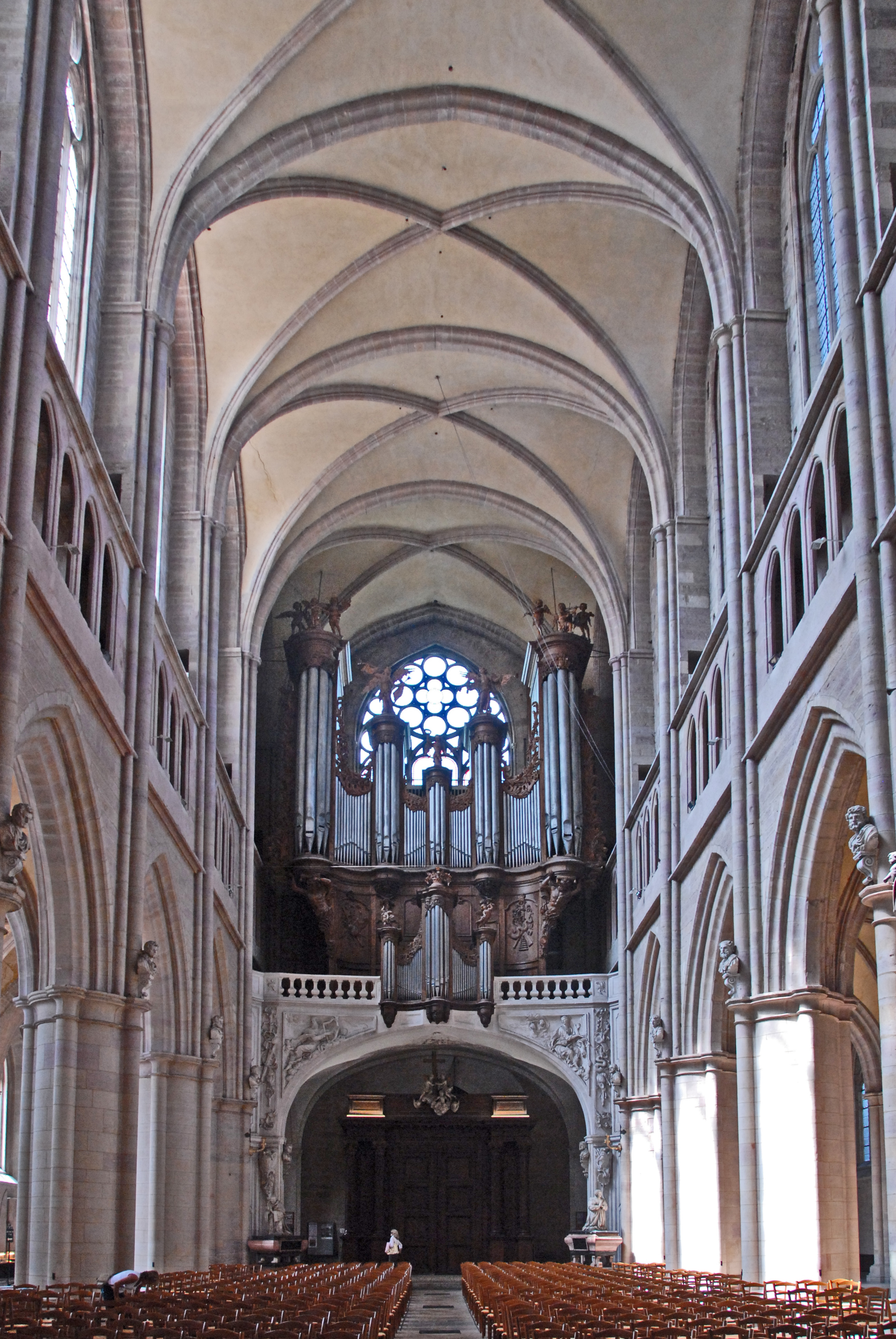
Mittelschiff nach hinten mit Blick auf die Orgel

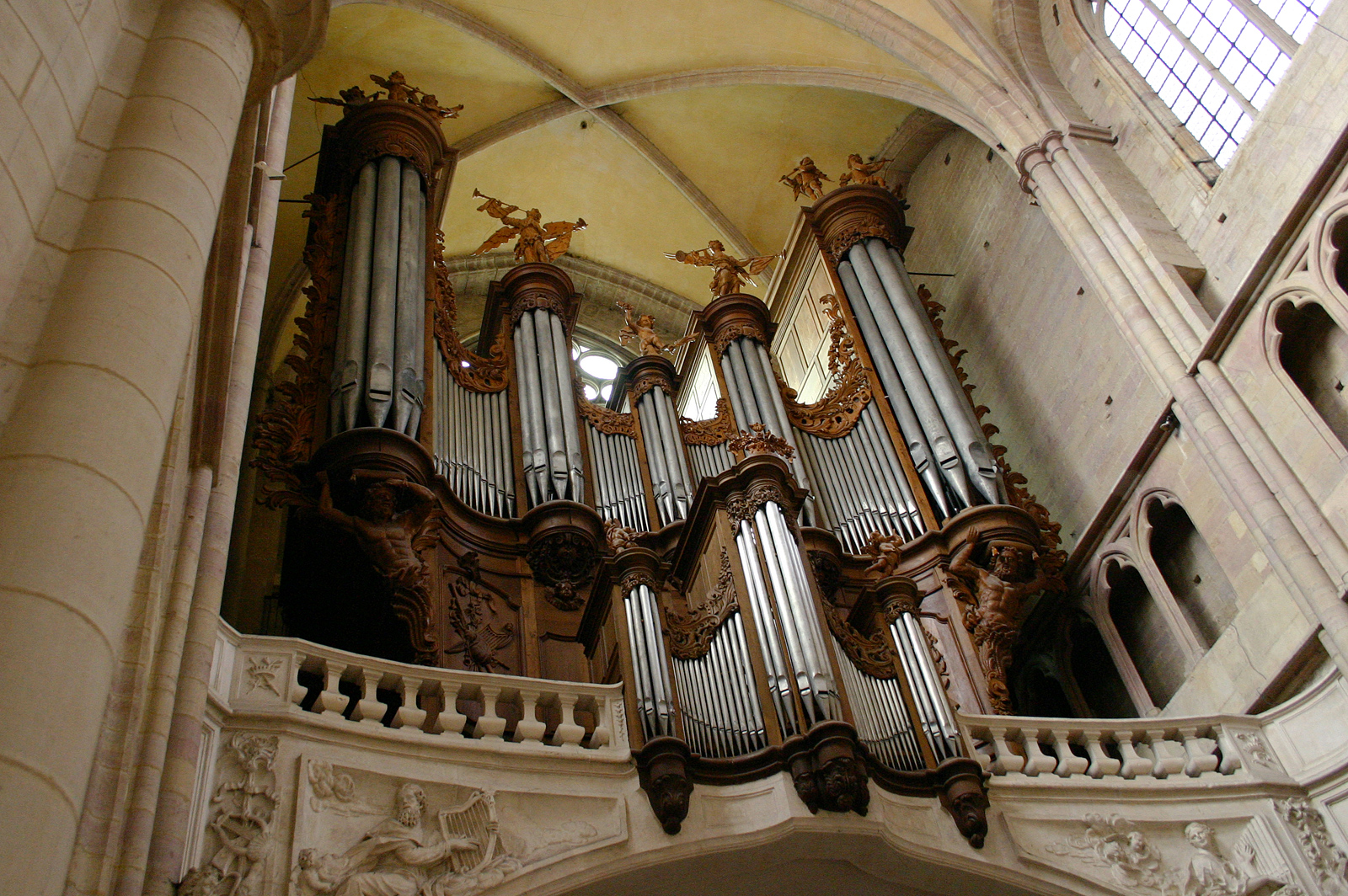
Orgelprospekt mit Rückpositiv

Die Geschichte der Orgeln reicht zurück in das Jahr 1572. Die heutige Orgel geht wohl maßgeblich auf ein Instrument zurück, das 1740 von den Gebr. Riepp gebaut und in der Folgezeit mehrfach verändert und ausgebaut wurde. Zuletzt wurde das Instrument durch den deutschen Orgelbauer Gerhard Schmid (Kaufbeuren) im historischen Gehäuse unter weitgehender Verwendung des überkommenen Pfeifenmaterials in den Jahren 1987–1996 technisch neu gebaut. Es verfügt heute über 73 Register auf fünf Manualen und Pedal. Die Spieltraktur ist mechanisch, die Registertraktur elektrisch. Bemerkenswert ist der im Bass erweiterte Tonumfang von Positif, Grand Orgue, Recit expressif und Pédale, sowie der nach altfranzösischer Bauweise verminderte Tonumfang von Recit und Echo.
| I Positif G,A,C–g3 |               |         |
| 01.                | Bourdon       | 16′     |
| 02.                | Montre        | 08′     |
| 03.                | Prestant      | 04′     |
| 04.                | Bourdon       | 08′     |
| 05.                | Flûte         | 08′     |
| 06.                | Prestant      | 04′     |
| 07.                | Flûte         | 04′     |
| 08.                | Nasard        | 02 ⁄3′  |
| 09.                | Doublette     | 02′     |
| 10.                | Tierce        | 01 3⁄5′ |
| 11.                | Larigot       | 01 ⁄3′  |
| 12.                | Cornet V      | 08′     |
| 13.                | Carillon III  |         |
| 14.                | Fourniture IV | 01⁄2′   |
| 15.                | Cymbale III   | 01⁄4′   |
| 16.                | Trompette     | 08′     |
| 17.                | Cromorne      | 08′     |
| 18.                | Voix humaine  | 08′     |
| 19.                | Clairon       | 04′     |

| II Grand Orgue G,A,C–g3 |                       |         |
| 20.                     | Montre                | 32′     |
| 21.                     | Montre                | 16′     |
| 22.                     | Bourdon               | 16′     |
| 23.                     | Montre                | 08′     |
| 24.                     | Bourdon               | 08′     |
| 25.                     | Flûte                 | 08′     |
| 26.                     | Gros Nasard           | 05 1⁄3′ |
| 27.                     | Prestant              | 04′     |
| 28.                     | Grande Tierce         | 03 1⁄5′ |
| 29.                     | Nasard                | 02 ⁄3′  |
| 30.                     | Doublette             | 02′     |
| 31.                     | Quarte de nasard      | 02′     |
| 32.                     | Tierce                | 01 3⁄5′ |
| 33.                     | Grand Cornet VI       |         |
| 34.                     | Cornet V              | 08′     |
| 35.                     | Grande Fourniture III | 01 ⁄3′  |
| 36.                     | Fourniture IV         | 01⁄3′   |
| 37.                     | Cymbale V             | 01⁄4′   |
| 38.                     | Bombarde              | 16′     |
| 39.                     | 1ere Trompette        | 08′     |
| 40.                     | 2eme Trompette        | 08′     |
| 41.                     | 3eme Trompette        | 08′     |
| 42.                     | Clairon               | 04′     |

| III Recit expressif G,A,C–g3 |                  |     |
| 43.                          | Gambe            | 16′ |
| 44.                          | Flûte harmonique | 08′ |
| 45.                          | Bourdon          | 08′ |
| 46.                          | Salicional       | 08′ |
| 47.                          | Gambe            | 08′ |
| 48.                          | Voix céleste     | 08′ |
| 49.                          | Octave           | 04′ |
| 50.                          | Gambe            | 04′ |
| 51.                          | Octavin          | 02′ |
| 52.                          | Piccolo          | 01′ |
| 53.                          | Sesquialtera II  |     |
| 54.                          | Plein Jeu V      |     |
| 55.                          | Fourniture III   |     |
| 56.                          | Bombarde         | 16′ |
| 57.                          | Trompette        | 08′ |
| 58.                          | Basson-Hautbois  | 08′ |
| 59.                          | Voix humaine     | 08′ |
| 60.                          | Clairon          | 04′ |

| IV Recit f–g3 |                  |    |
| 61.           | Bourdon-Flûte II | 8′ |
| 62.           | Cornet V 0       | 8′ |
| 63.           | Hautbois         | 8′ |

| V Echo f–g3 |            |    |
| 64.         | Flûte      | 8′ |
| 65.         | Cornet V 0 | 8′ |
| 66.         | Trompette  | 8′ |

| Pédale G,A,C–f1 |                      |     |
| 67.             | Principal (= Nr. 20) | 32′ |
| 68.             | Flûte                | 16′ |
| 69.             | Flûte                | 08′ |
| 70.             | Flûte                | 04′ |
| 71.             | Bombarde             | 16′ |
| 72.             | Trompette            | 08′ |
| 73.             | Clairon              | 04′ |

### Glocken
Neben einem Carillon mit 63 Glocken im Südturm aus den Jahren 1894, 1895 und 1902 gibt es noch vier Läuteglocken:
| Glocke | Name             | Gießer           | Gussjahr | Gewicht  | Durchmesser | Schlagton |
| ------ | ---------------- | ---------------- | -------- | -------- | ----------- | --------- |
| 1      | Marie Alphonse   | G. Morel         | 1862     | 7122 kg  | 2212 mm     | f°        |
| 2      | Claude           | Guillot & Mahuet | 1740     | ≈3500 kg | 1724 mm     | a°        |
| 3      | Élisabeth Louise | G. Morel         | 1862     | 1805 kg  | 1438 mm     | c′        |
| 4      | Bernard Sophie   | G. Morel         | 1862     | 0794 kg  | 1080 mm     | f′        |

## Ansichten

Galerie Ausstattung
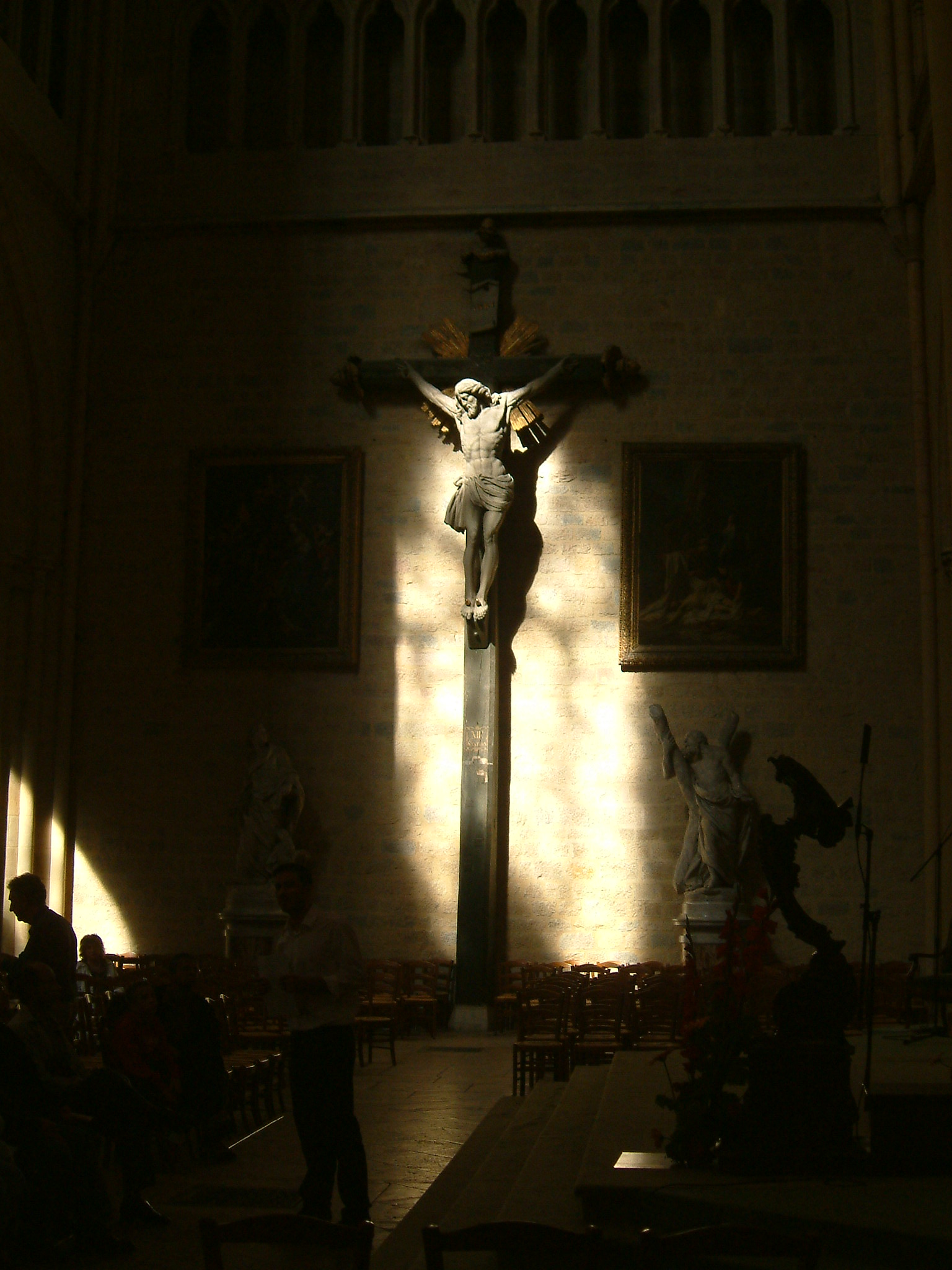
Kruzifix
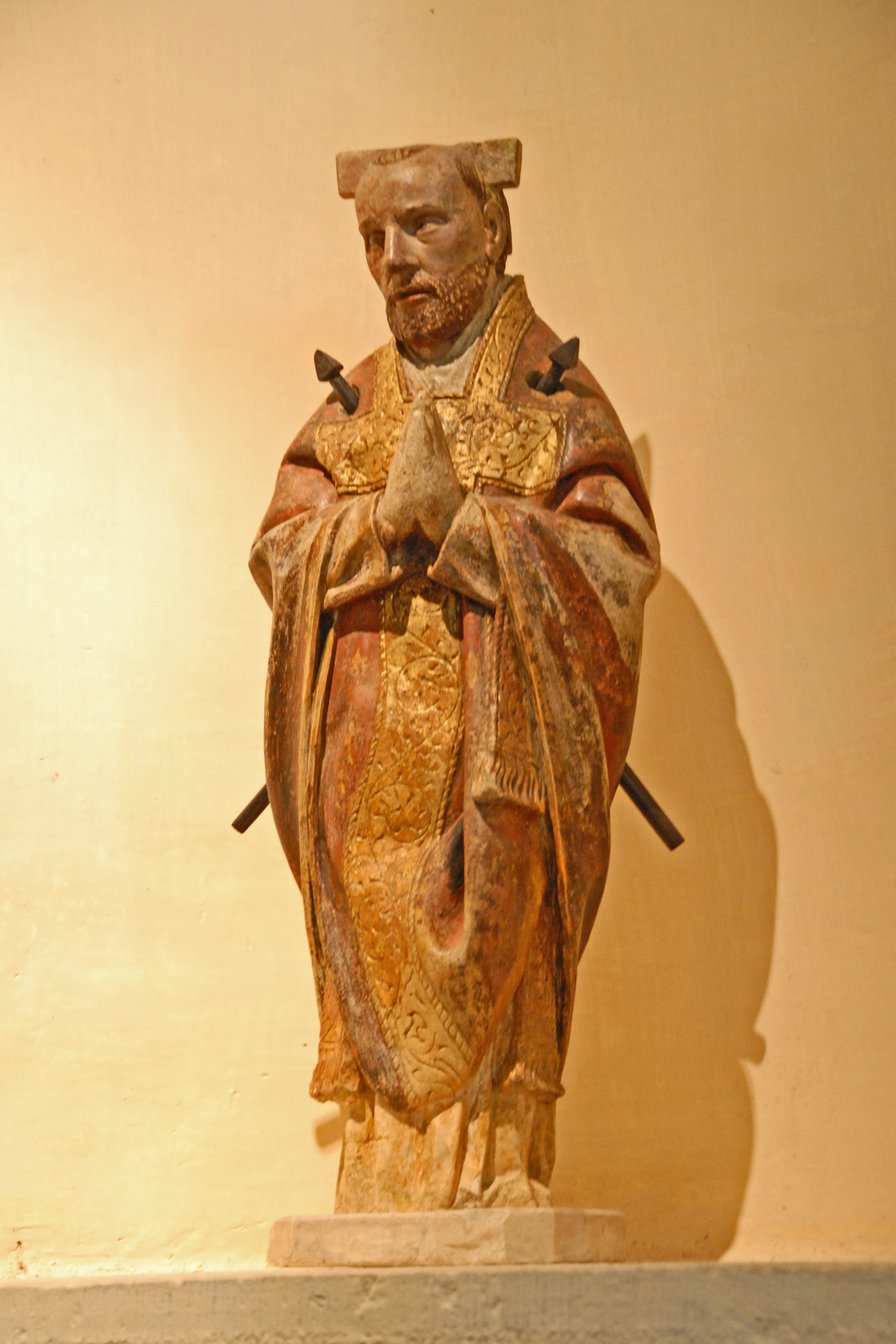
Märtyrer
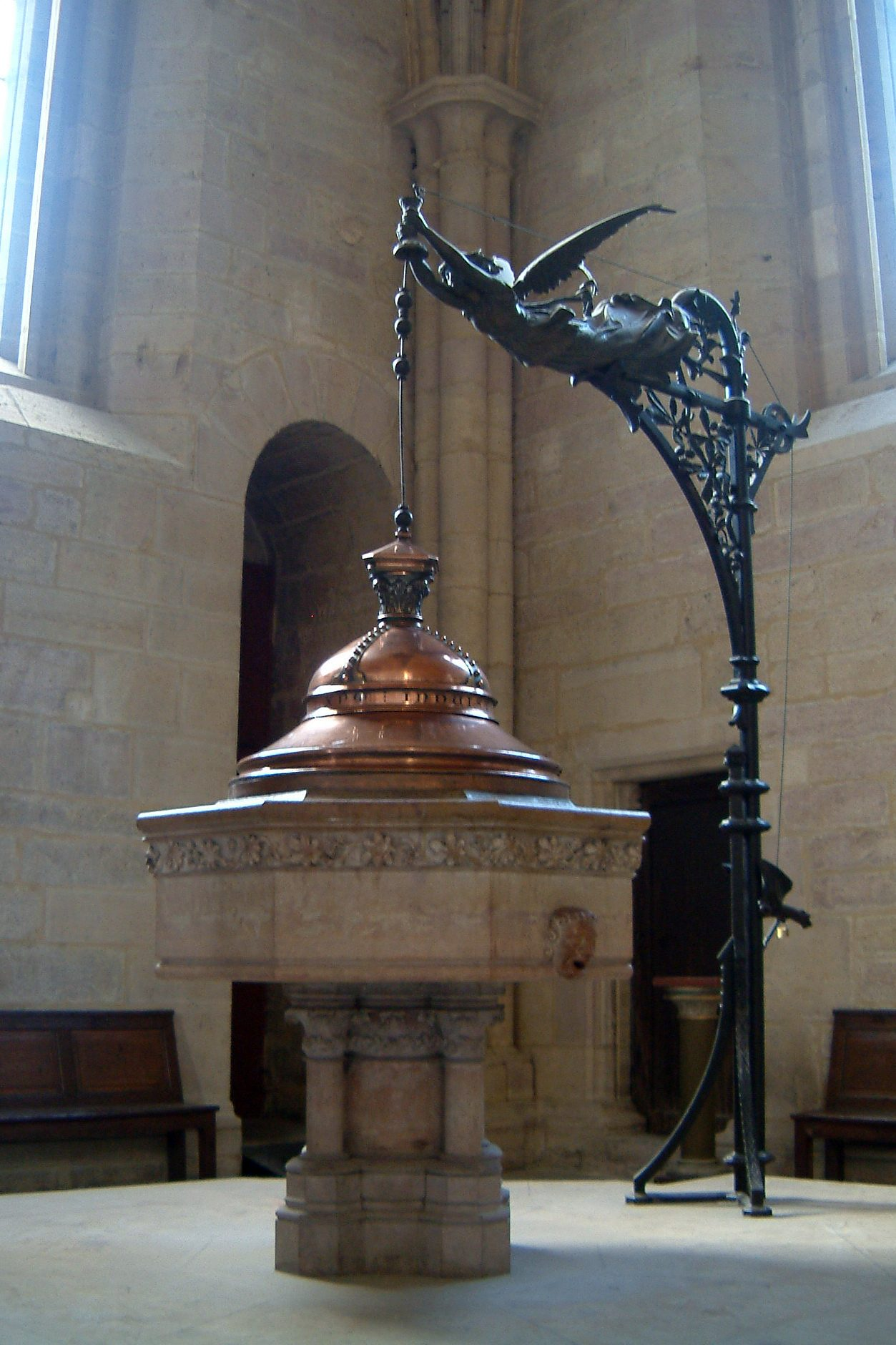
Taufstein
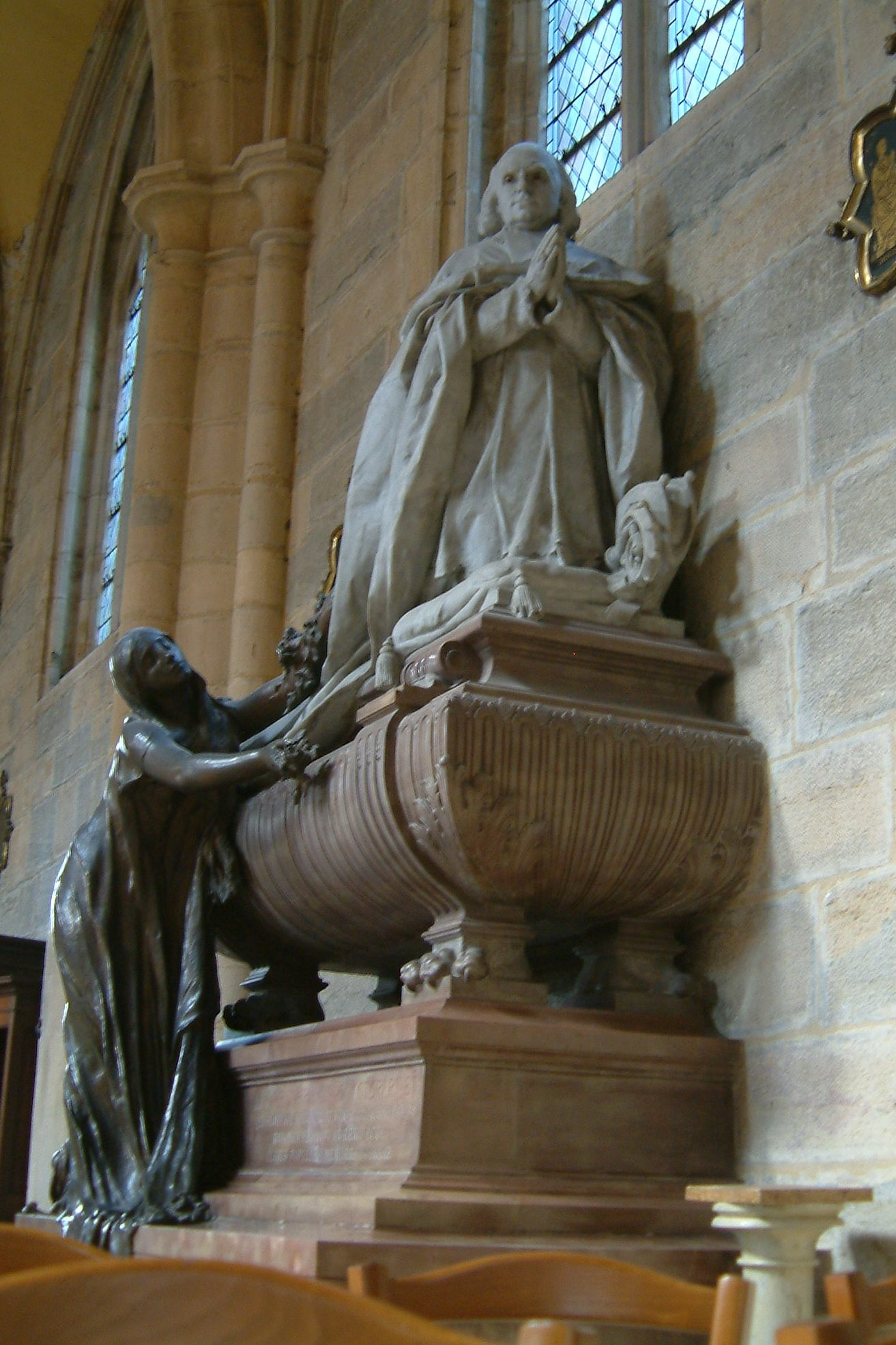
Sarkophag
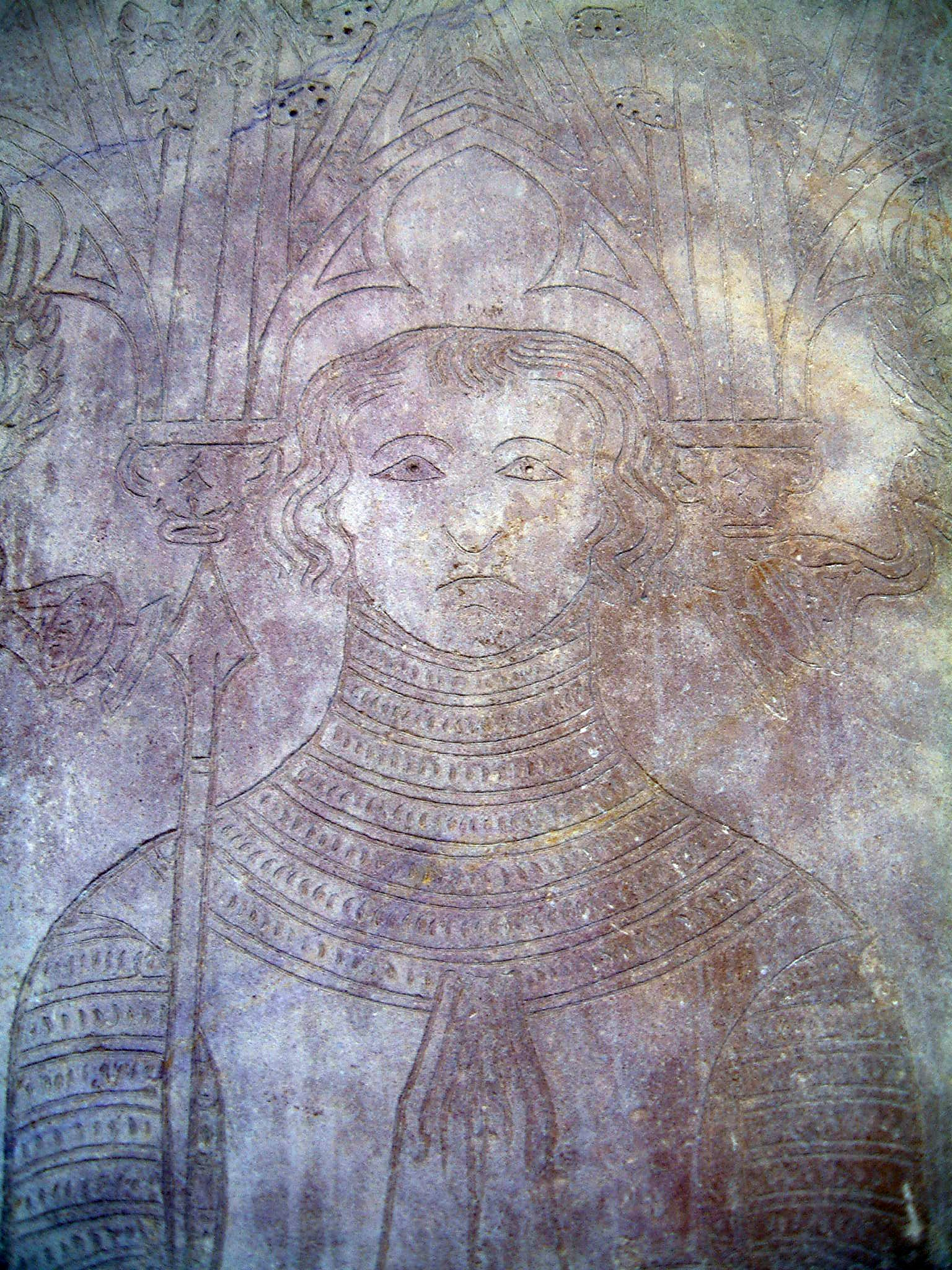
Grabplatte
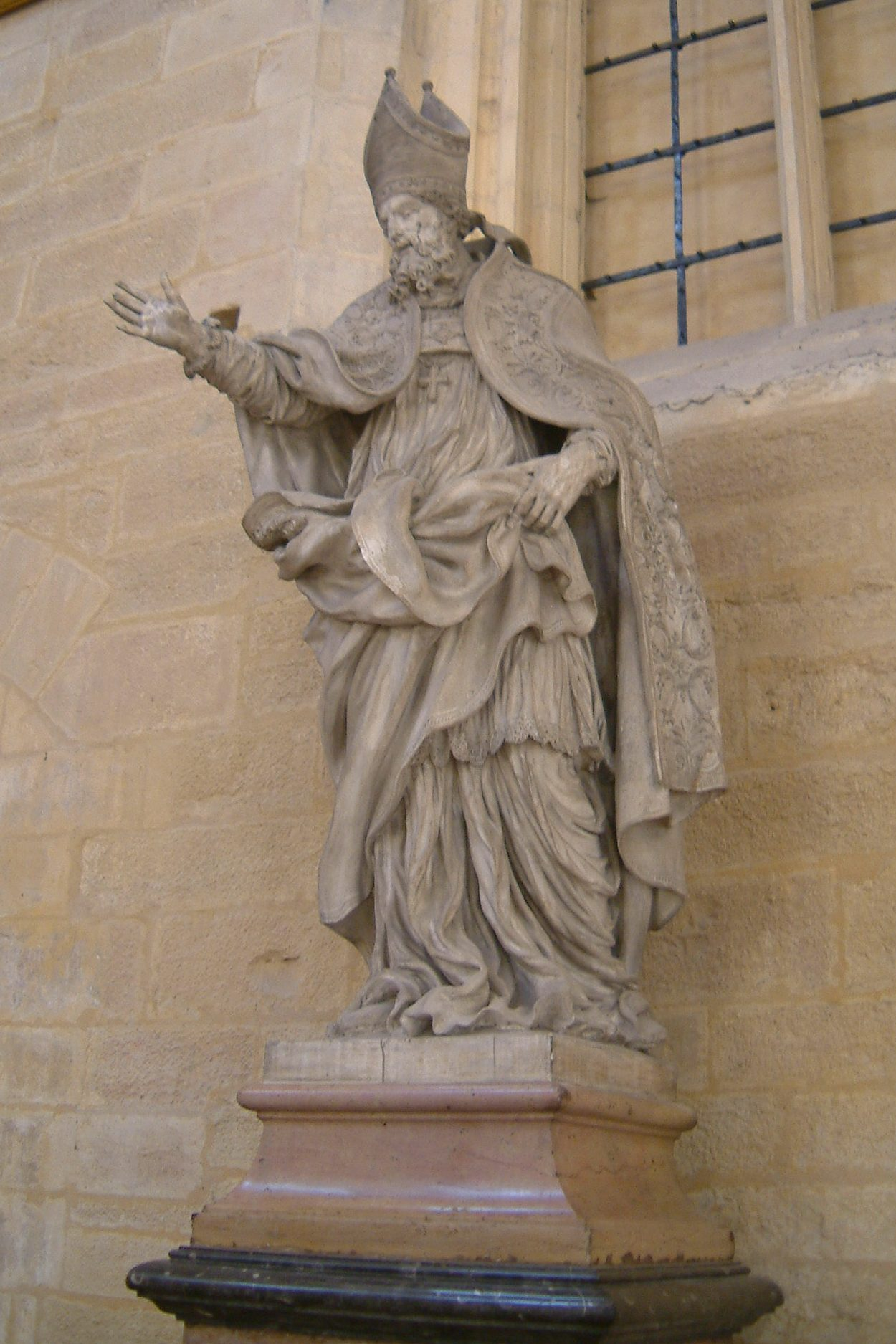
Segnender Bischof
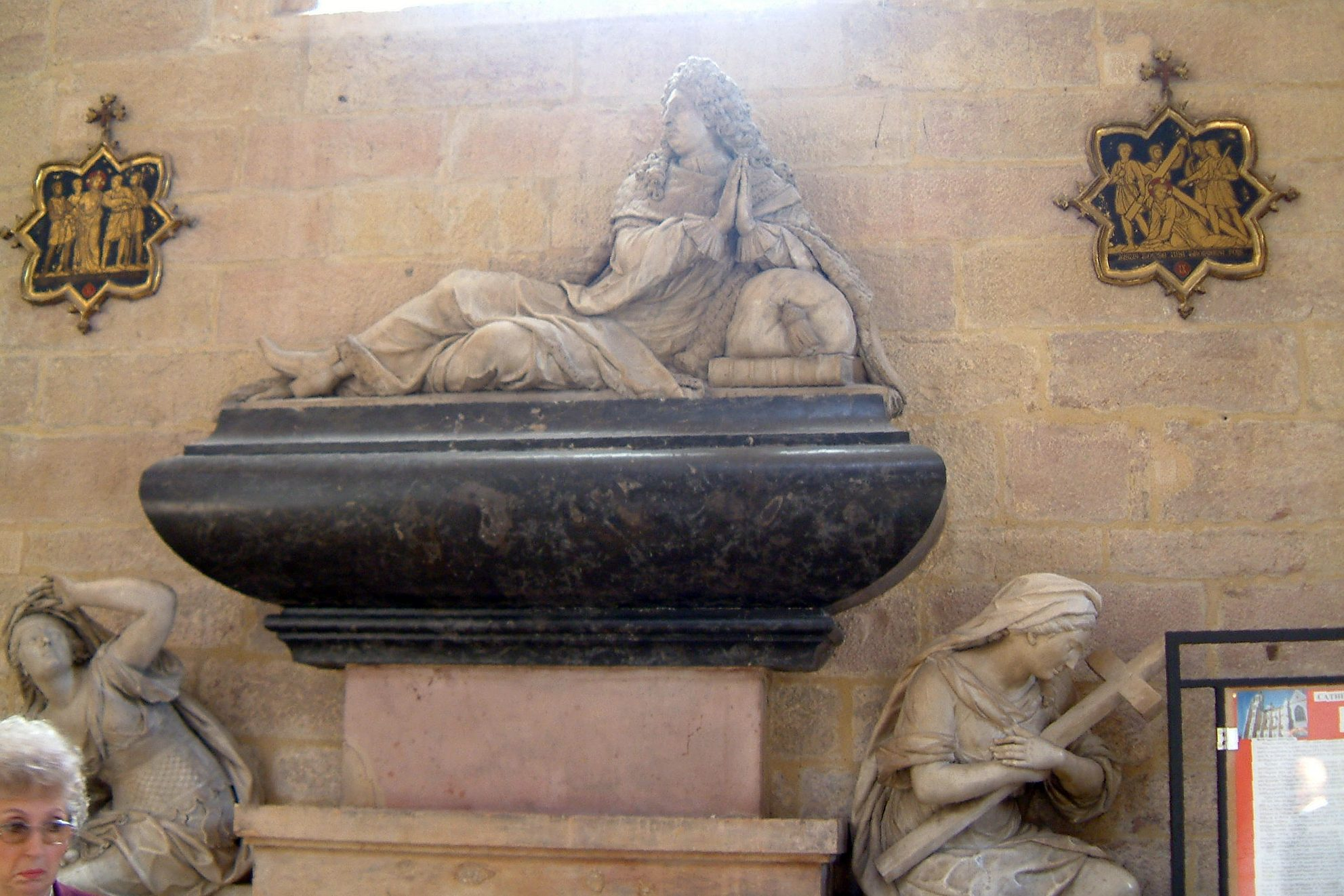
Sarkophag

### Neuzeitliche Anbauten
Durch eine Tür in der südlichen Giebelwand gelangt man in die Sakristei, eine Erweiterung aus neuerer Zeit. Sie nimmt die Grundfläche zwischen den hier weit ausladenden Strebepfeilern des Querhausarms ein. In der auf der Südseite eingezogenen Wand sind drei spitzbogige Fenster ausgespart. Sie wird von einer flachen Decke des hölzernen Pultdachstuhls überdeckt.
Durch eine Tür in der Südwand des Vorjochs gelangt man in einen langen Gang aus neuerer Zeit, über den auch andere Nebengebäude erschlossen werden. Er steht in Verlängerung der Sakristei und führt zu einem Treppenhaus, über das man heute in die Krypta, die Reste der alten Rotunde gelangt.

### Krypta der ehemaligen Rotunde

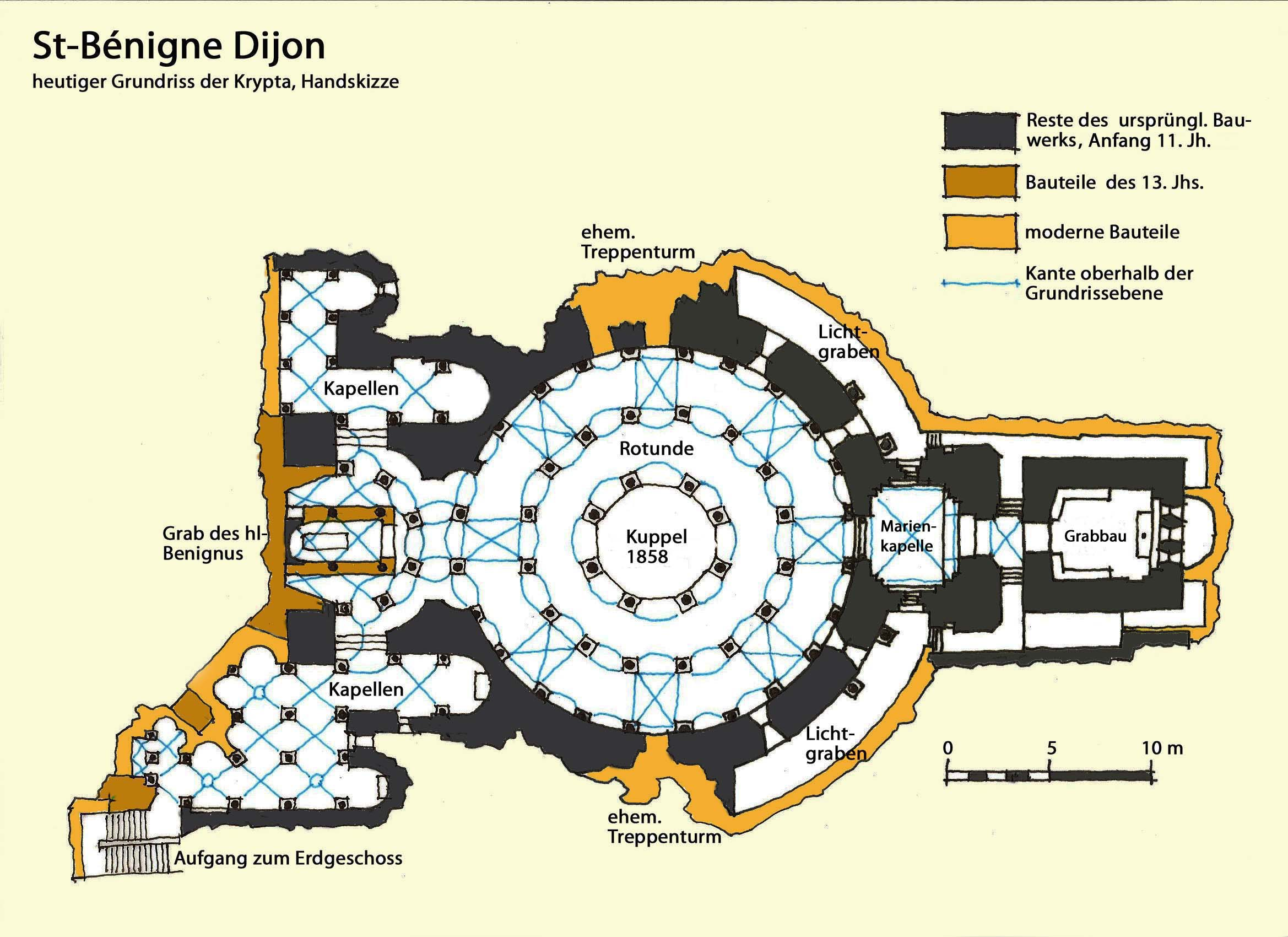
St-Bénigne, Krypta der Rotunde, Grundriss

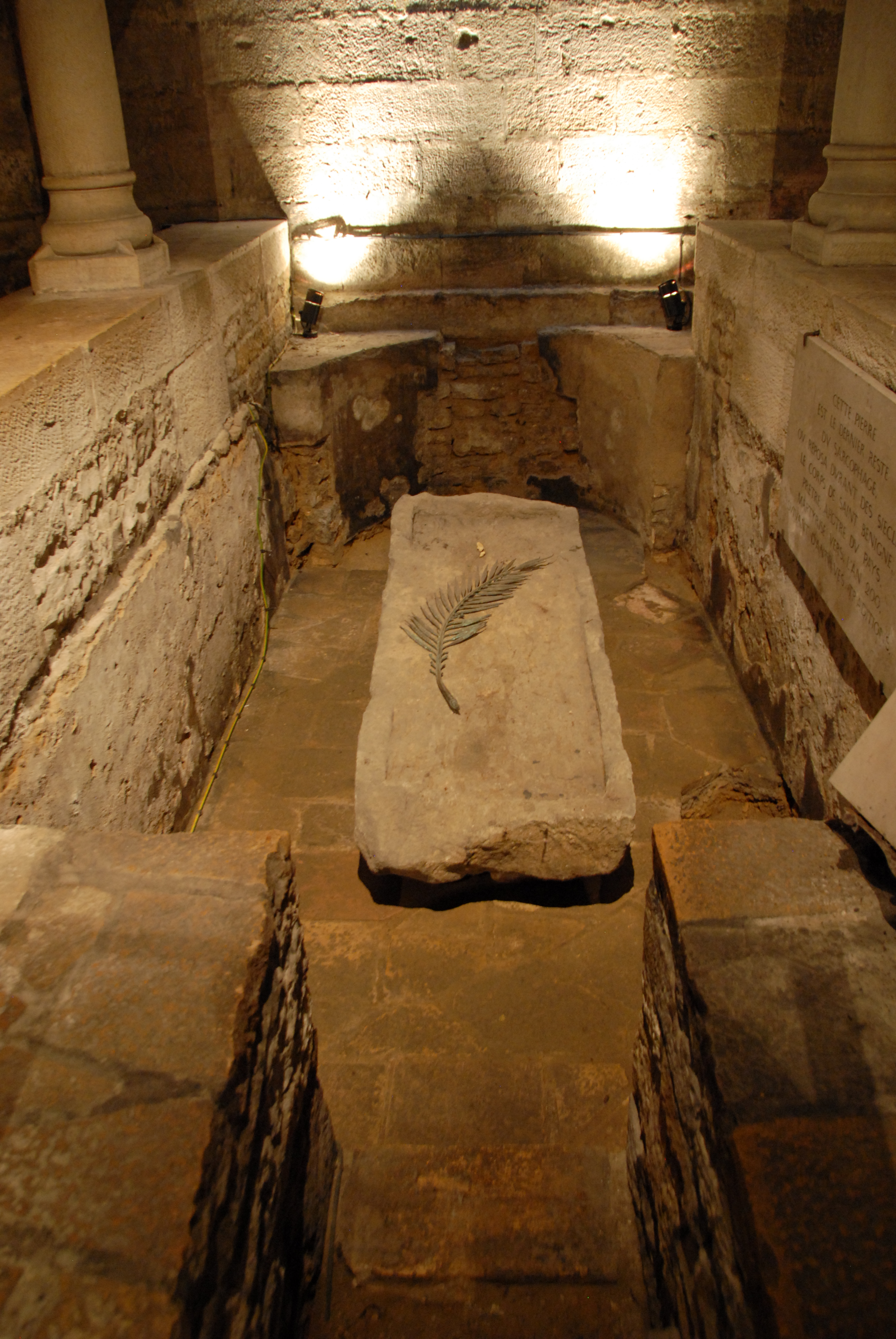
Sarkophag des hl. Benignus

Als man im 19. Jahrhundert die verschüttete Krypta wiederentdeckte, wurde zunächst der Schutt ausgeräumt und die Reste des originalen Bestandes traten zu Tage und wurden gesichert. Erhalten waren im Wesentlichen die Böden und größere Teile der aufgehenden Wände des unteren Geschosses der Rotunde, des Staffelchorbereichs und des Kapellenanbaus. Nicht mehr erhalten waren die Decken der Krypta und alle weiter hoch reichenden Teile der beiden oberen Geschosse und deren Einwölbungen. Auch die nördliche und südliche Geschosstreppe waren gänzlich bis zum Boden der Krypta abgetragen. Vermutlich wurden beim Einriss der Decken des Untergeschosses auch die feingliedrigen Säulen, die sie trugen zumindest beschädigt.

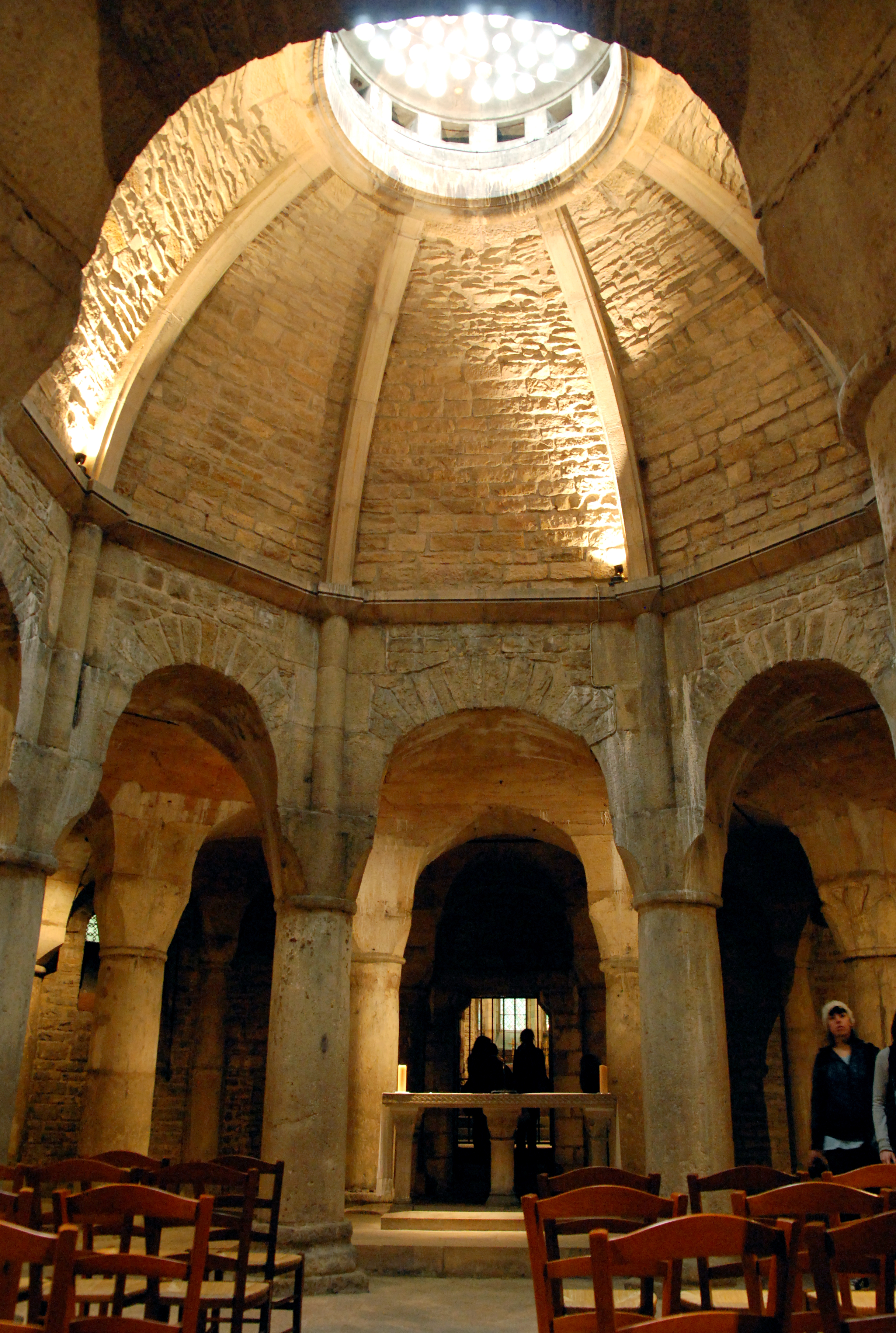
Kuppel

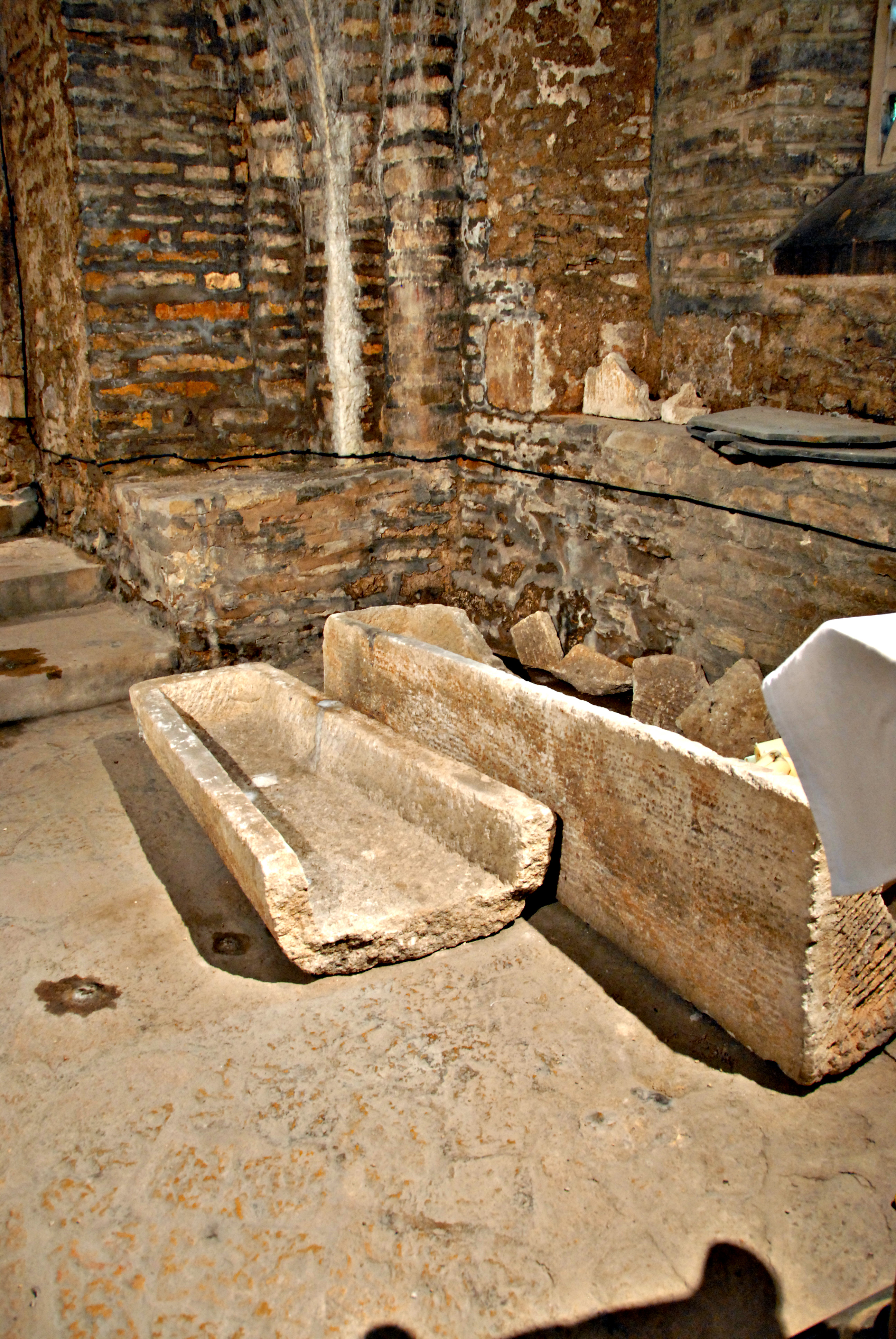
Kapellenanbau, Sarkophage

Die recht beachtlichen Überreste führten zum Entschluss der damaligen Restauratoren, zumindest das untere Geschoss der Rotunde mit dem Staffelchorbereich und dem Kapellenanbau zu bewahren und zur Besichtigung zugänglich zu machen. Man konnte aus dem Schutt so viele Säulenschäfte und Kapitelle bergen, dass man alle heutigen Säulen und Kapitelle zum ursprünglichen Bestand zählen kann. Die erhaltenen Wandabschnitte und Säulenstellungen entsprechen den ursprünglichen. Die ehemalige oberirdische Durchfensterung konnte man durch Lichtgräben entlang der östlichen Bauteile wiederherstellen. Wenn man heute die Krypta ohne Vorkenntnisse besucht, glaubt man, dass auch die Einwölbungen der Umgänge und des ehemaligen Staffelchorbereichs ursprünglich sind. Die Umgänge sind mit ringförmigen Tonnengewölben überdeckt, der äußere weist in jedem dritten Feld ein Kreuzgratgewölbe auf, wie auch alle übrigen Gewölbe, was vermutlich dem Ursprung entspricht. Sie sind allerdings ein Werk aus dem Jahr 1858.

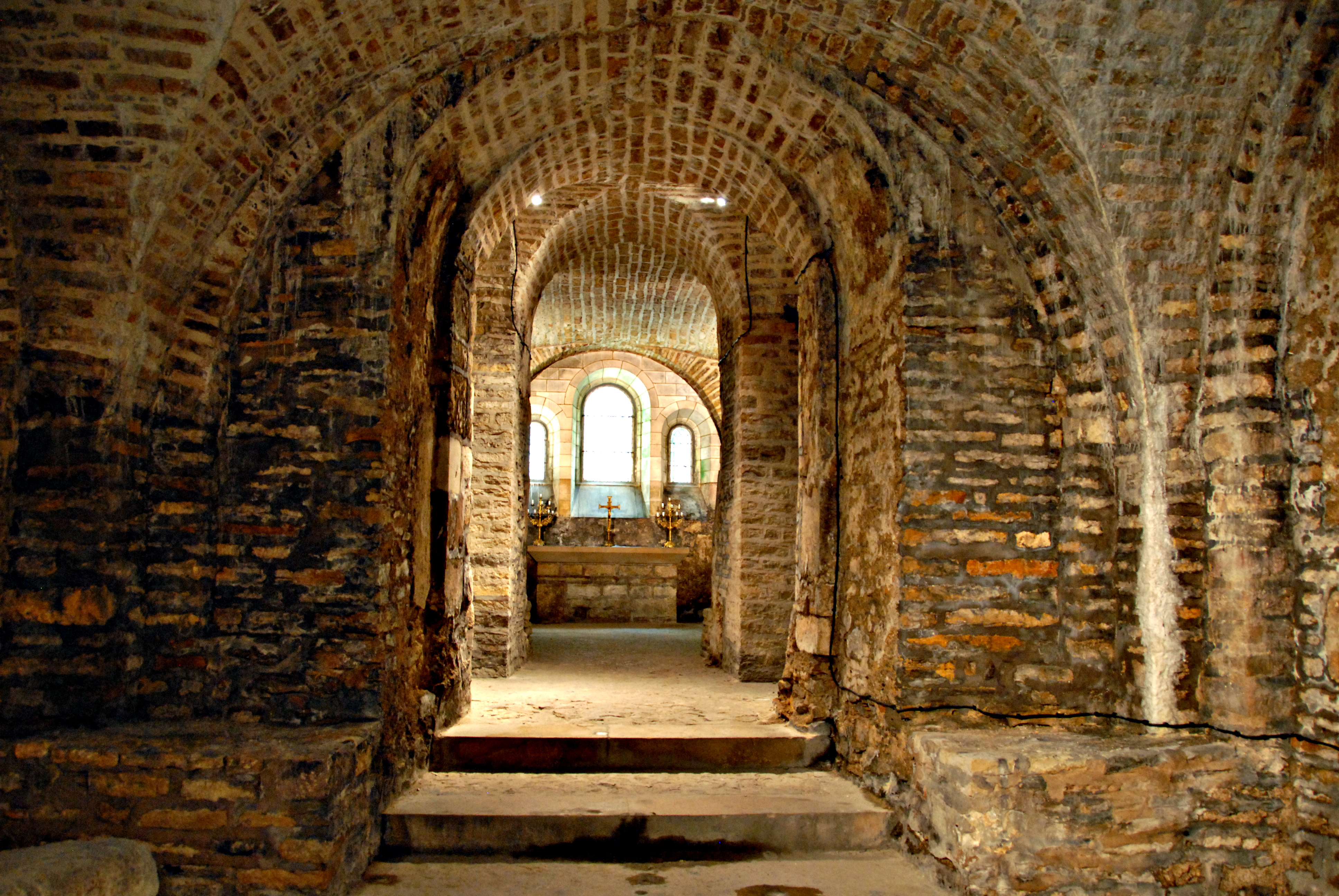
Kapellenanbau

Überhaupt nicht authentisch ist die Höhenlage der Kuppel über dem inneren Arkadenkreis. Dieser war ursprünglich ein dreigeschossiger Schacht mit einem „unechten“ vierten Geschoss. Er war mit einer Kuppel in Halbkugelform überwölbt. In ihrem Scheitel öffnete sich ein kreisrundes Opaion. Die heutige Kuppel über der Krypta imitiert nur geringfügig die alte Wölbung.

Galerie Krypta
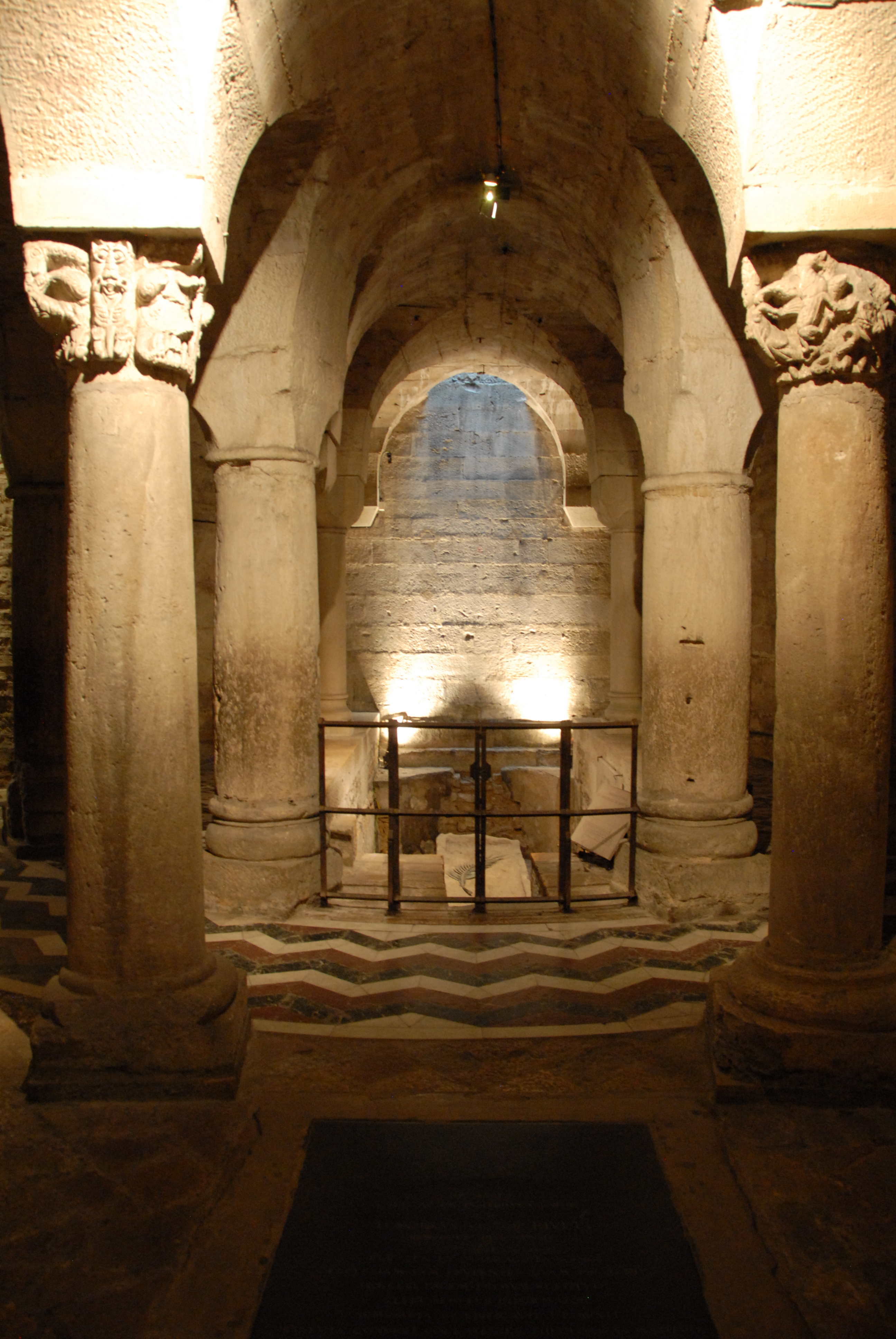
Grab des hl. Benignus
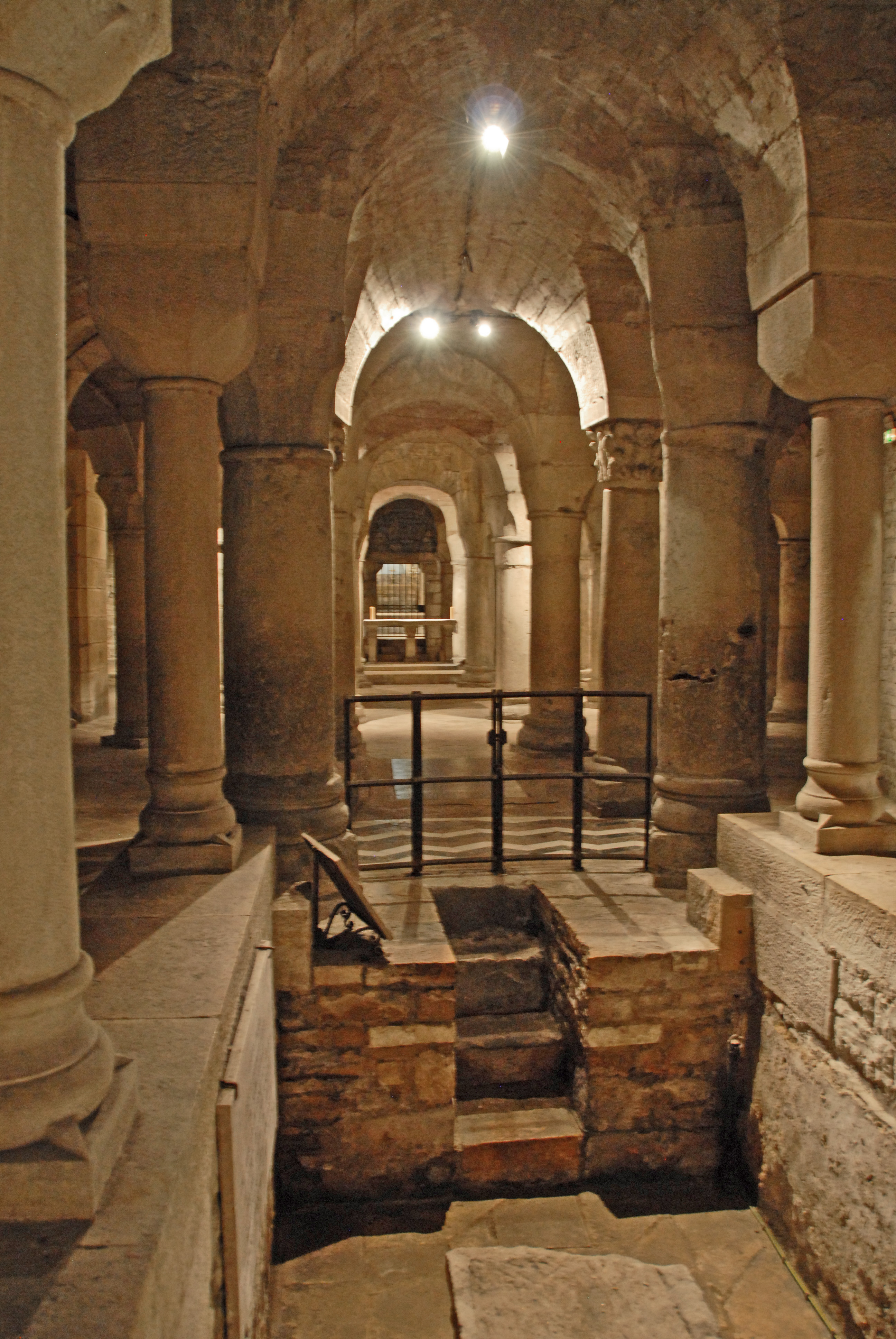
Vom Grab zur Rotunde
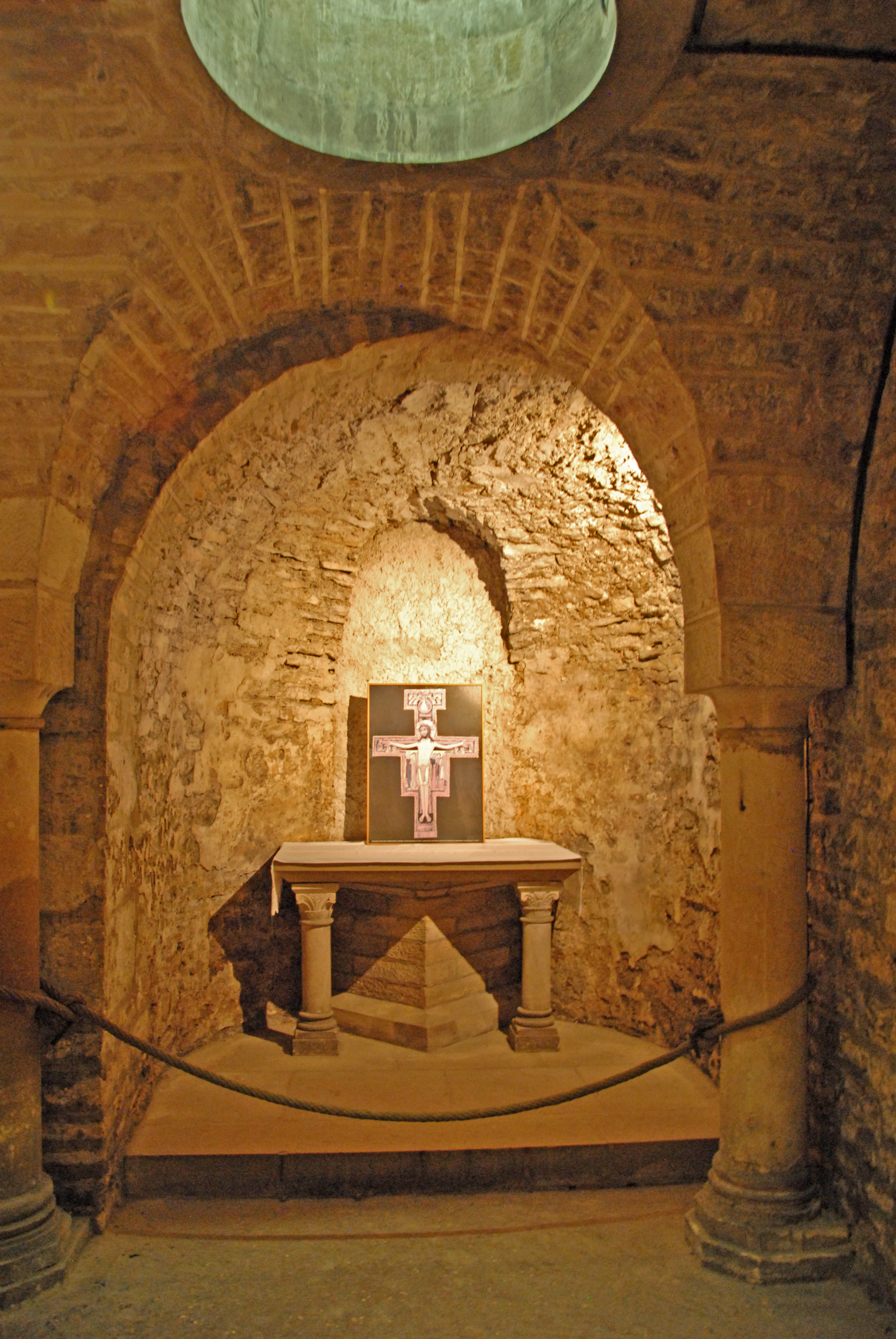
Kapelle
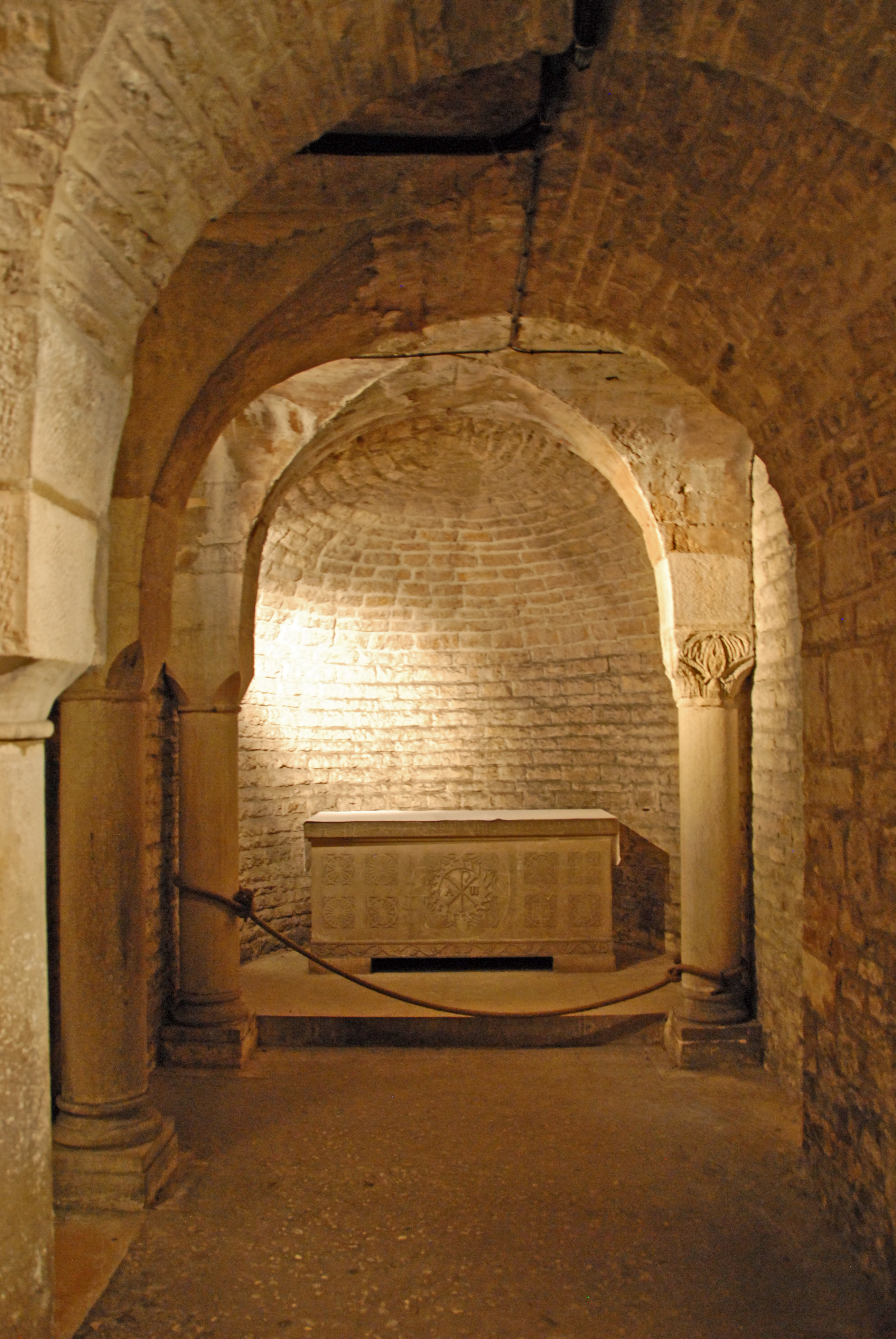
Kapelle
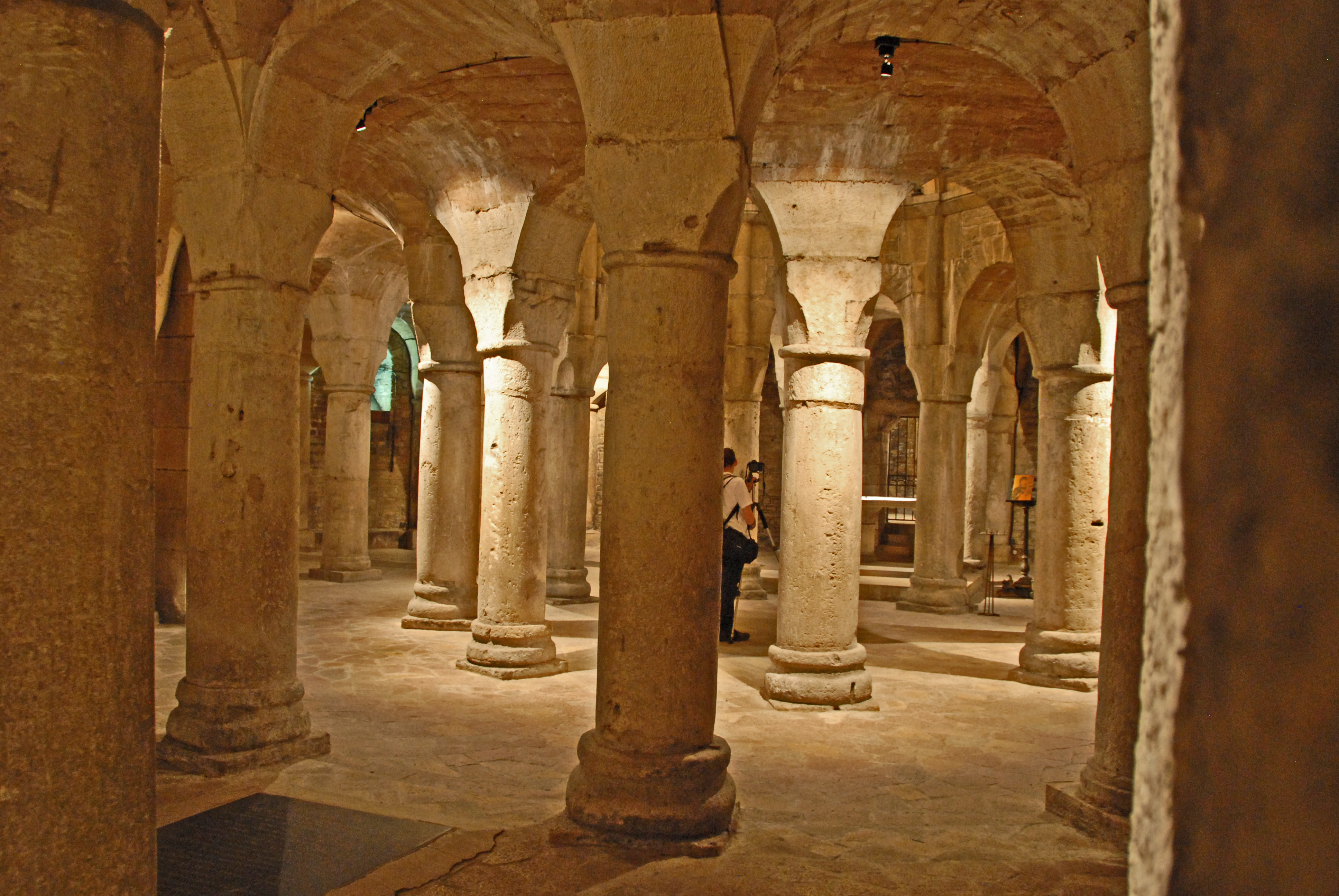
Rotunde
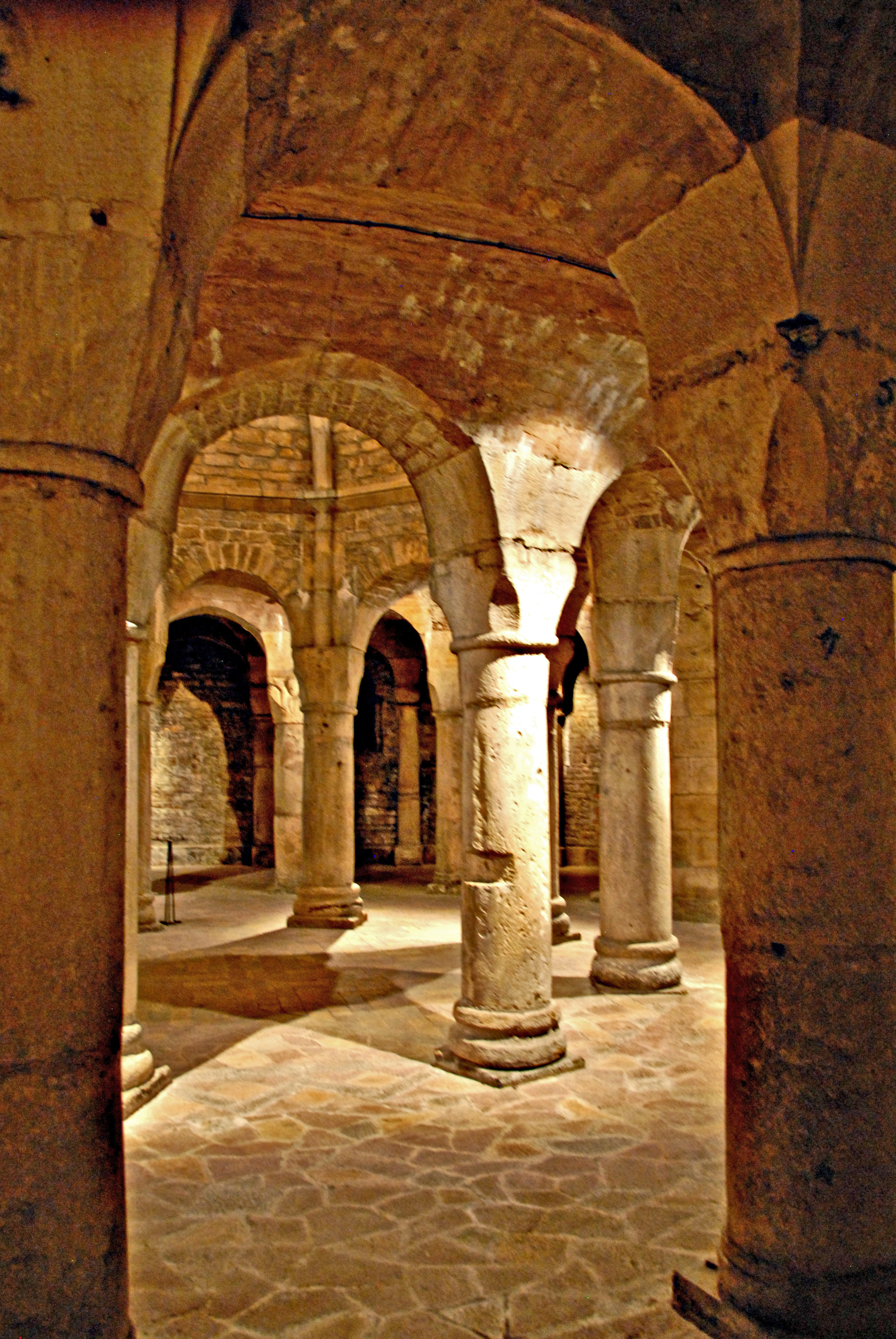
Rotunde
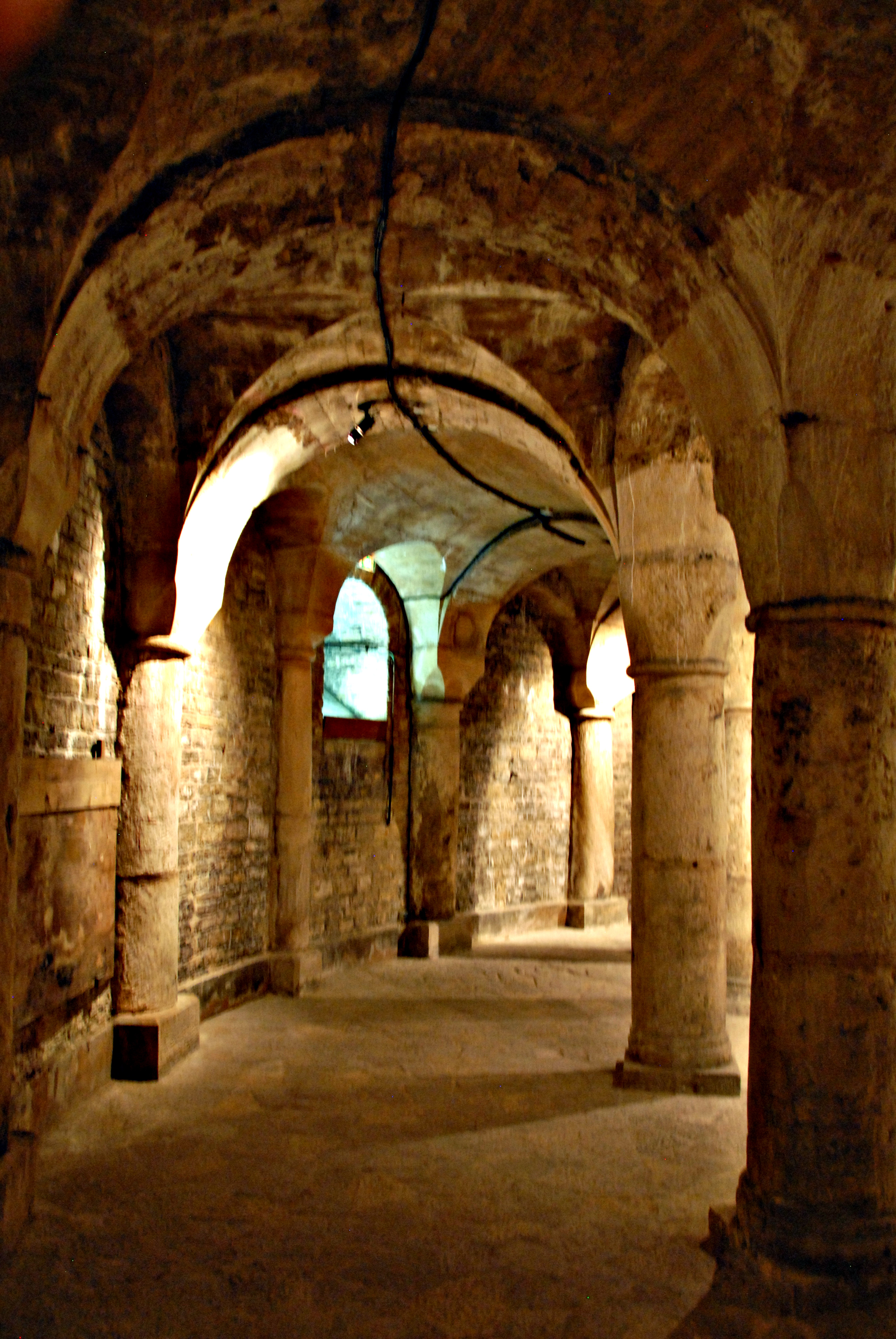
Rotunde, äußerer Umgang
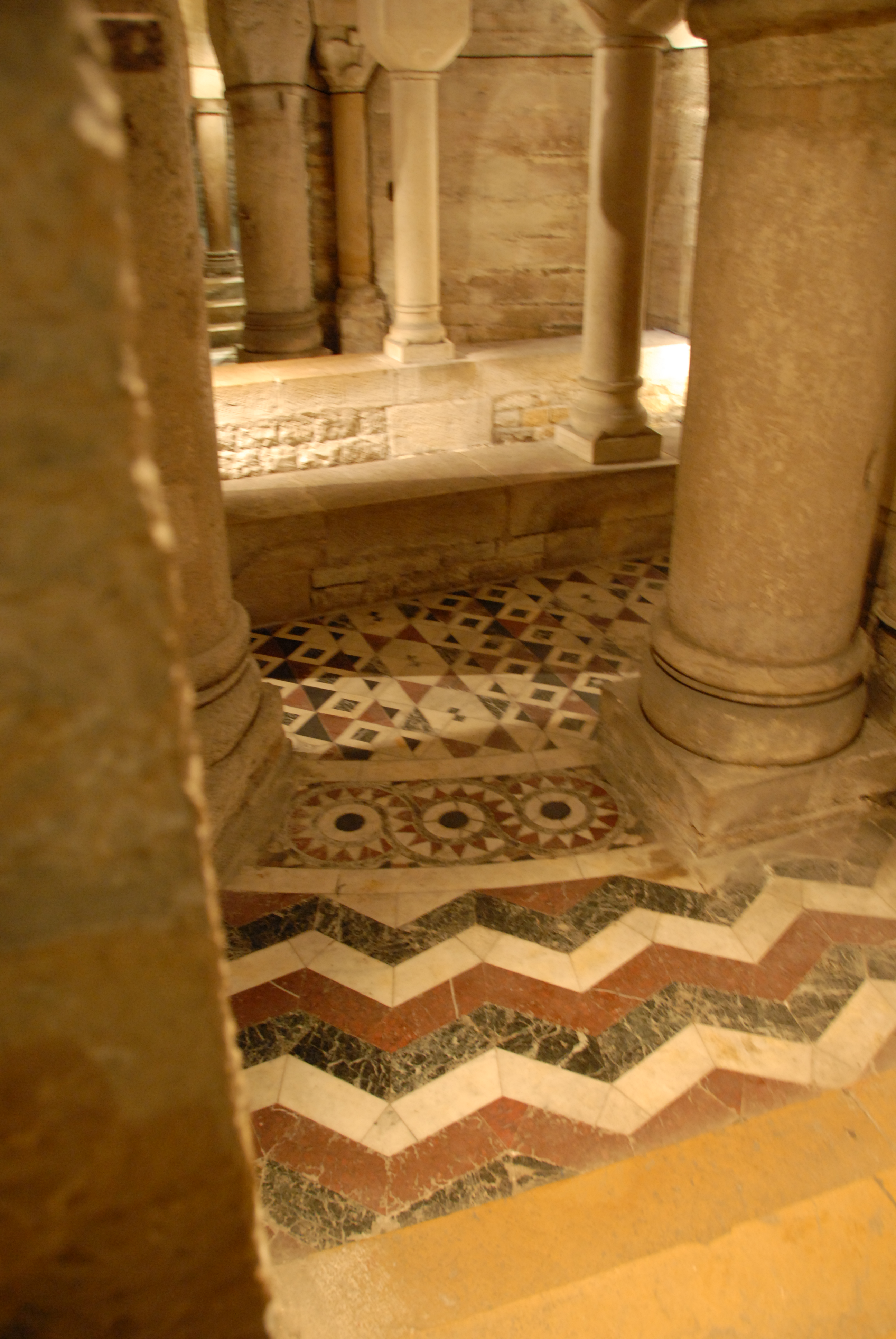
Mosaikboden neben Grab

Heute gelangt man über eine mäßig beleuchtete Treppe hinter dem gotischen Chor in die Krypta. Schon in dem nur schwach erhellten Vorraum sieht man Kapitelle, deren archaisches, flaches Relief darüber Auskunft gibt, dass es sich um sehr frühe Versuche mittelalterlicher Bauskulptur in Burgund handelt. Wenige Schritte weiter erreicht man das leere Grab des heiligen Benignus, das unter dem ehemaligen Chor und in der Achse der Basilika lag. Der spätantike Steinsarkophag steht in einer Vertiefung. Der Boden um diese Vertiefung herum ist mit einem Mosaik belegt, dass an Inkrustationen romanischer Kirchen in der Auvergne erinnert.
Dieser Raum öffnet sich in das Untergeschoss der einst dreigeschossigen Rotunde. Hier dominieren immerhin 48 schlanke Säulen den Zentralbau, aufgeteilt in drei Arkadenkreise aus dem zentralen Kreis mit zwei Umgängen. Die meisten Kapitelle sind lediglich schlicht skulptiert mit glatten Oberflächen, die von der runden Form der Säulen zu den scharfkantigen Kapitellen überleiten. Die runden Säulenbasen sind meist doppelt profiliert und stehen auf mehr oder weniger hohen kantigen Plinthen. Die gemauerten Segmente der zentralen Kuppel werden von kräftigen radialen Rippen getragen. Das Opaion wird von einem kreisförmigen Schacht umgeben, der mit modernen Glasbausteinen überdeckt wird, als Witterungsschutz und zur Belichtung. Im östlichen Halbrund der Außenwände sind vier rundbogige kleine Fenster ausgespart, die über Lichtgräben Tageslicht einfallen lassen.
Die Vorzone unter dem ehemaligen Staffelchor ist in den zentralen Raum über dem Benignusgrab und vier seitliche nach Osten ausgerichteten Kapellen unterteilt, die alle untereinander verbunden sind. Dieser Bereich wird mit einem Raster von Kreuzgratgewölben überdeckt. In den Kapellenapsiden stehen massive steinerne Altäre. In drei Fällen ist am Kreuzungspunkt der Gewölbegrate eine kreisförmige Öffnung eingelassen, die Tageslicht in das Untergeschoss einfallen lässt.
Im recht gut erhaltenen östlichen Anbau befinden sich zwei hintereinander angeordnete, durch einen Einschnitt getrennte rechteckige Kapellenräume, der äußere wird als Mönchschor bezeichnet. Der innere ist mit einem Kreuzgratgewölbe, der äußere mit einem Tonnengewölbe überdeckt. Im Mönchschor ist in der Ostwand ein Drillingsfenster mit Rundbögen ausgespart. In der inneren Kapelle sind zwei Steinsarkophage aufgestellt. In ihren Seitenwänden ist je ein kleines rundbogiges Fenster eingelassen.

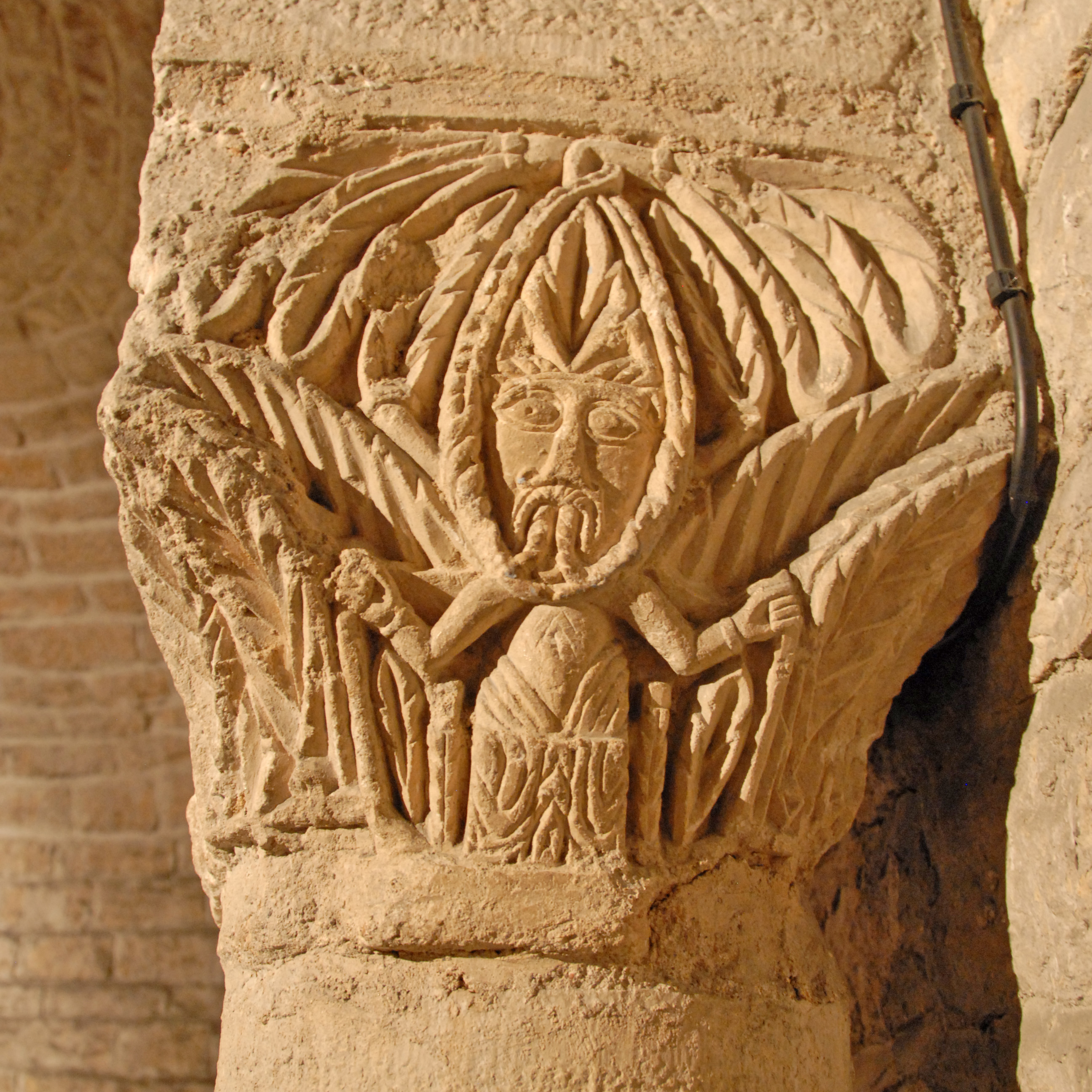
Krypta, Kapitell mit Blattmaske

Galerie Kapitelle der Krypta
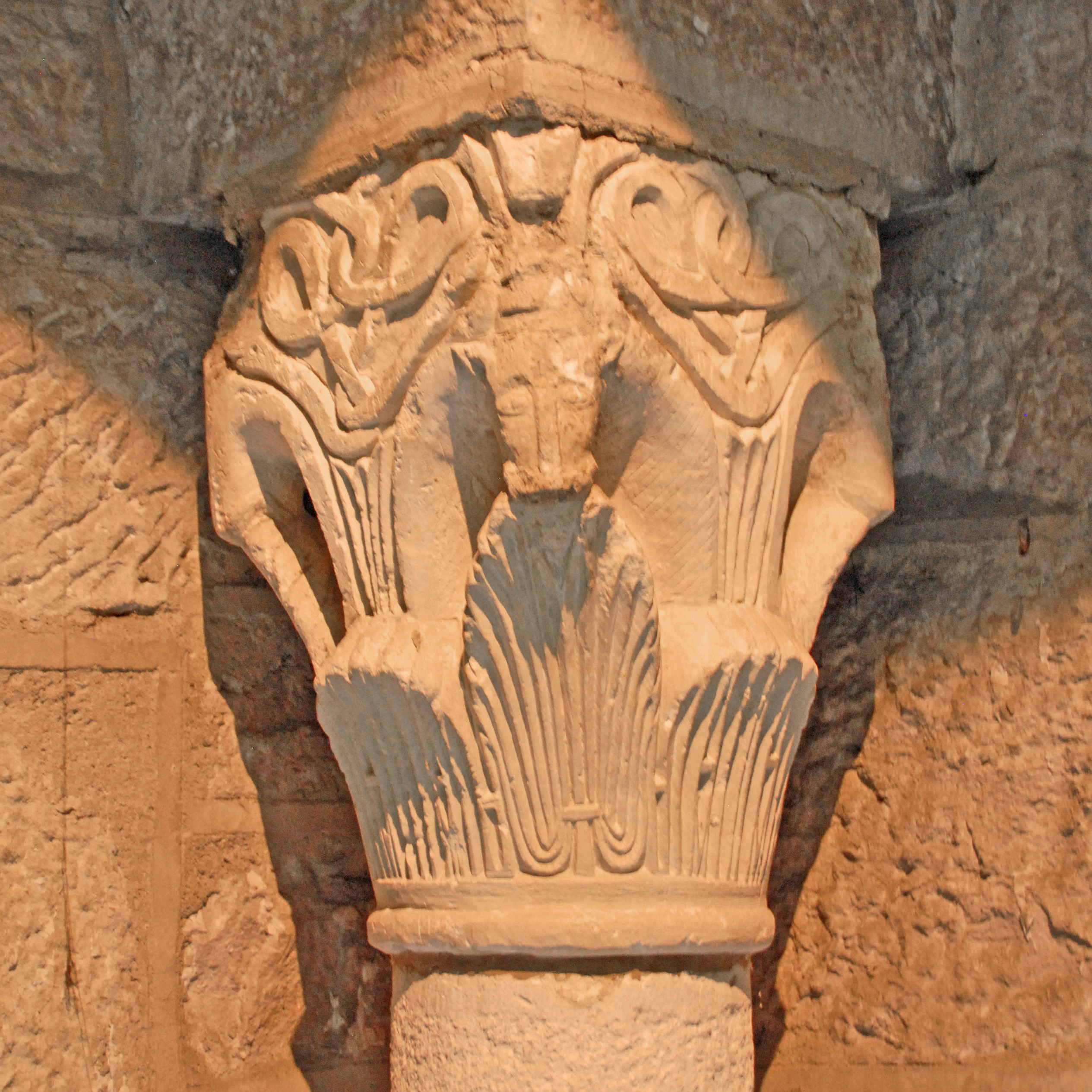
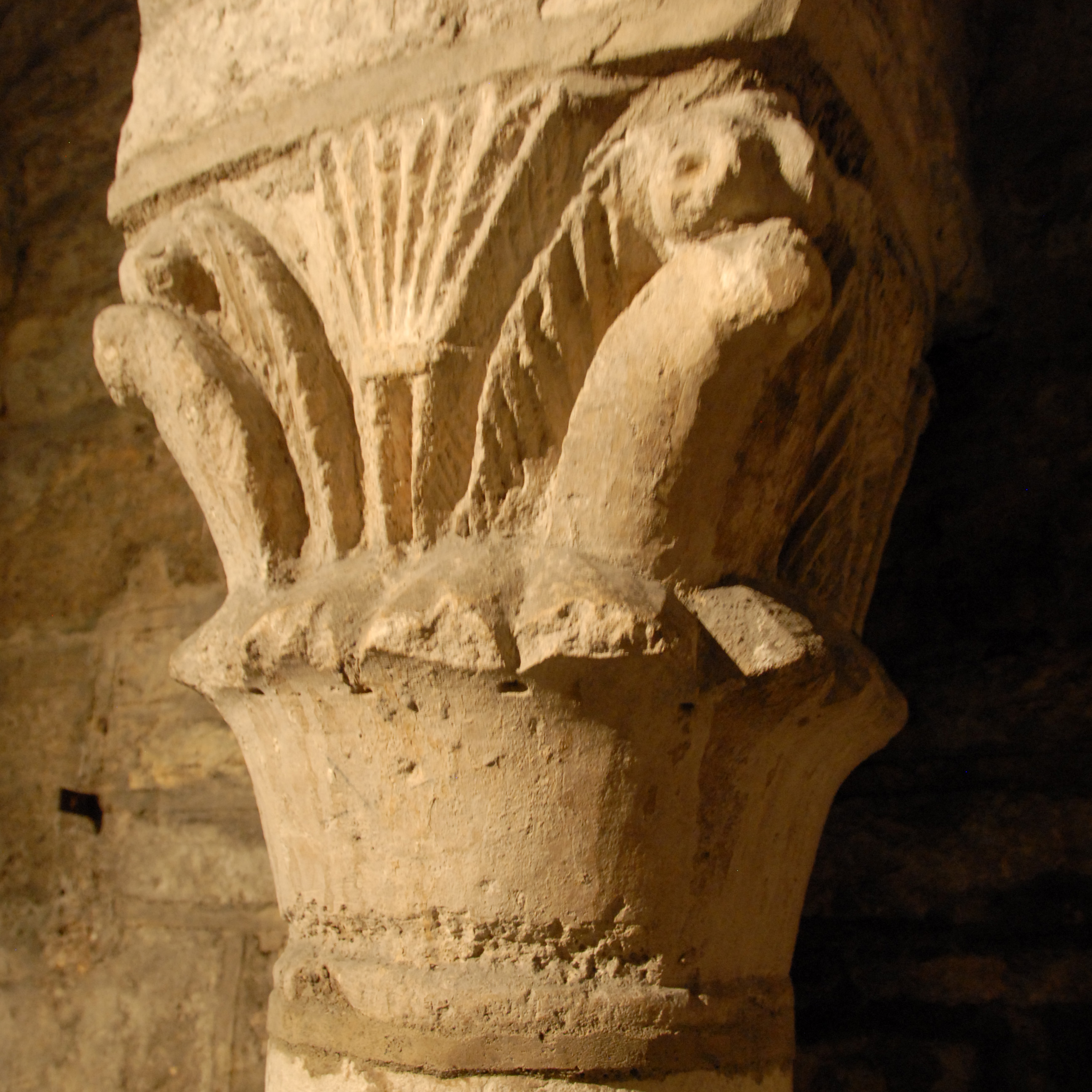
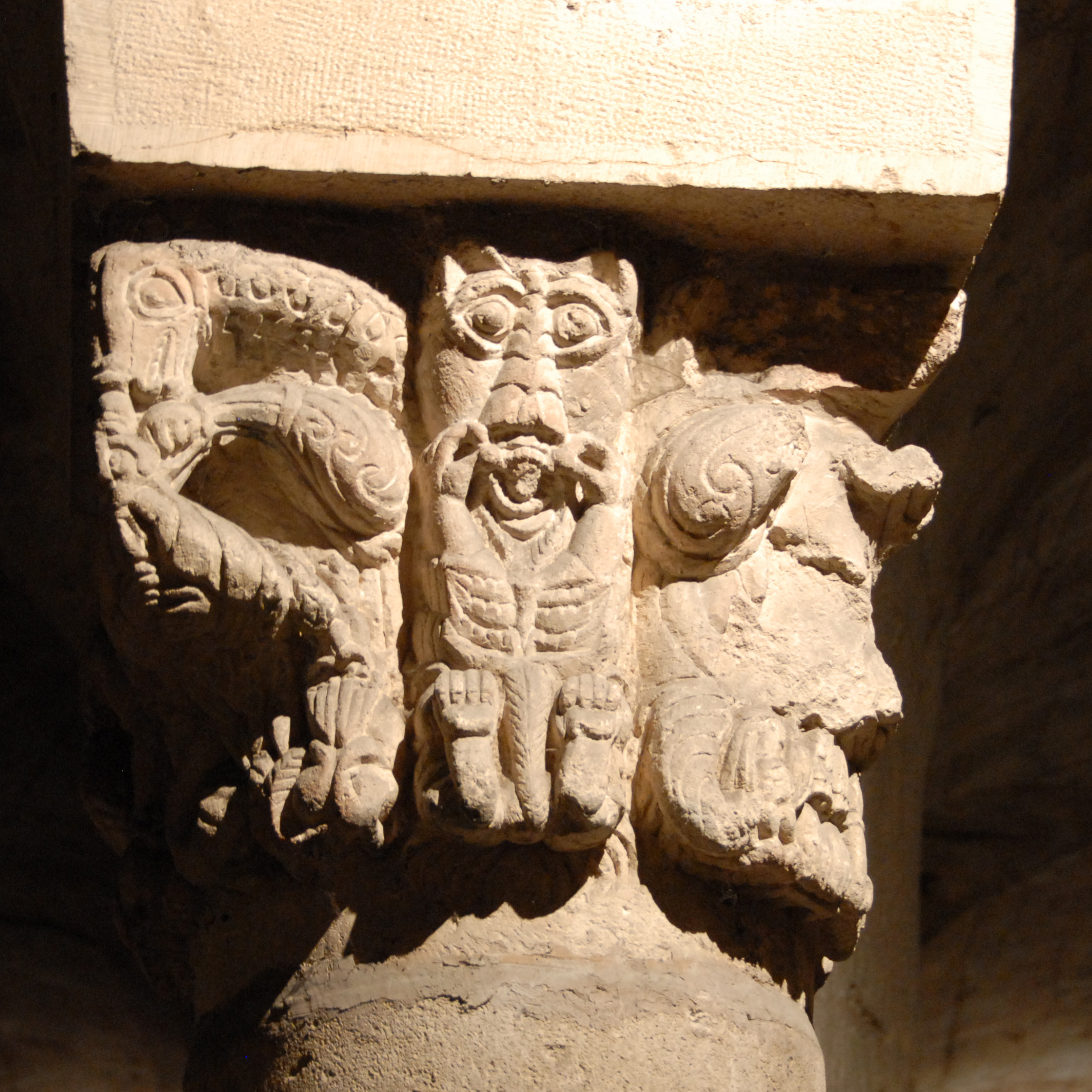
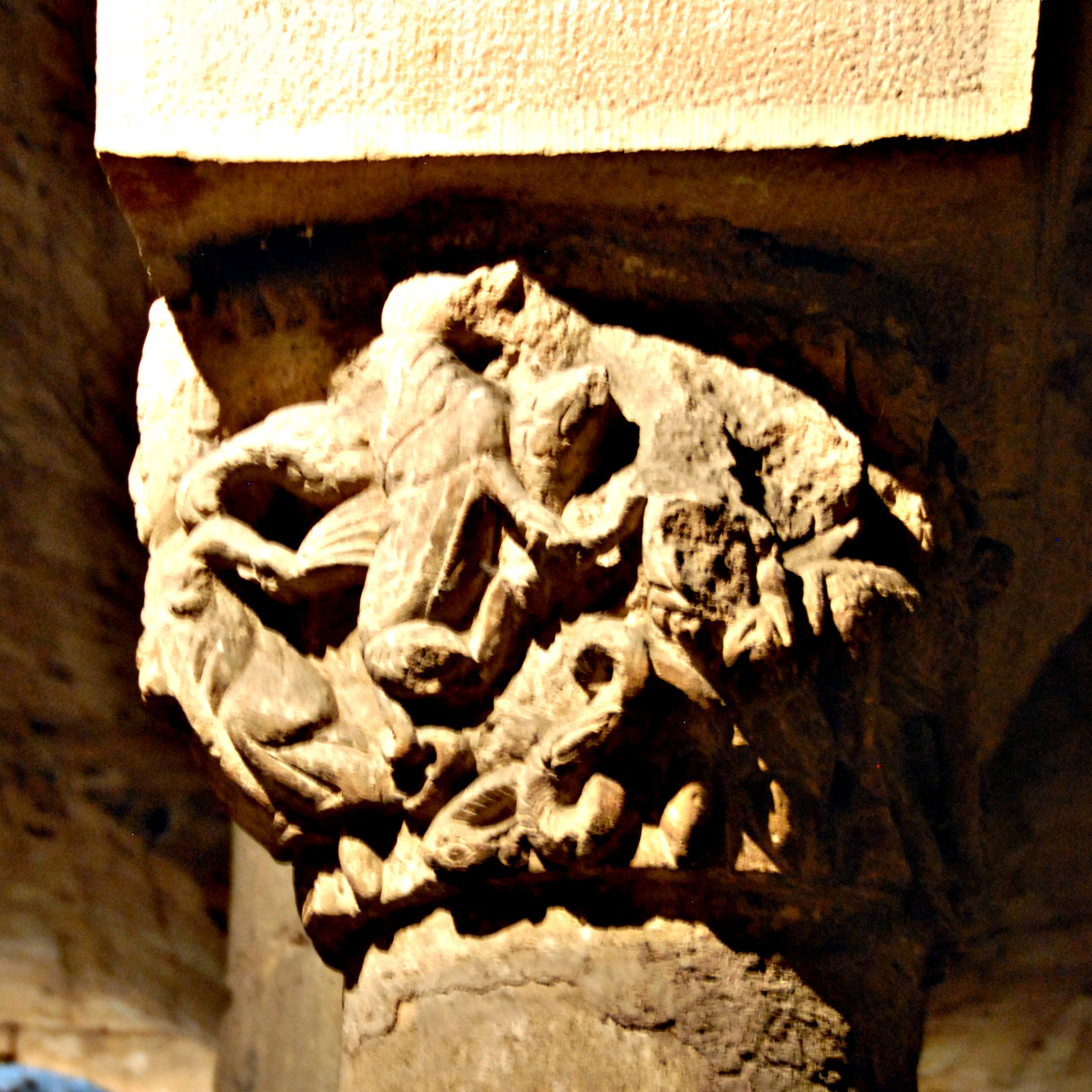
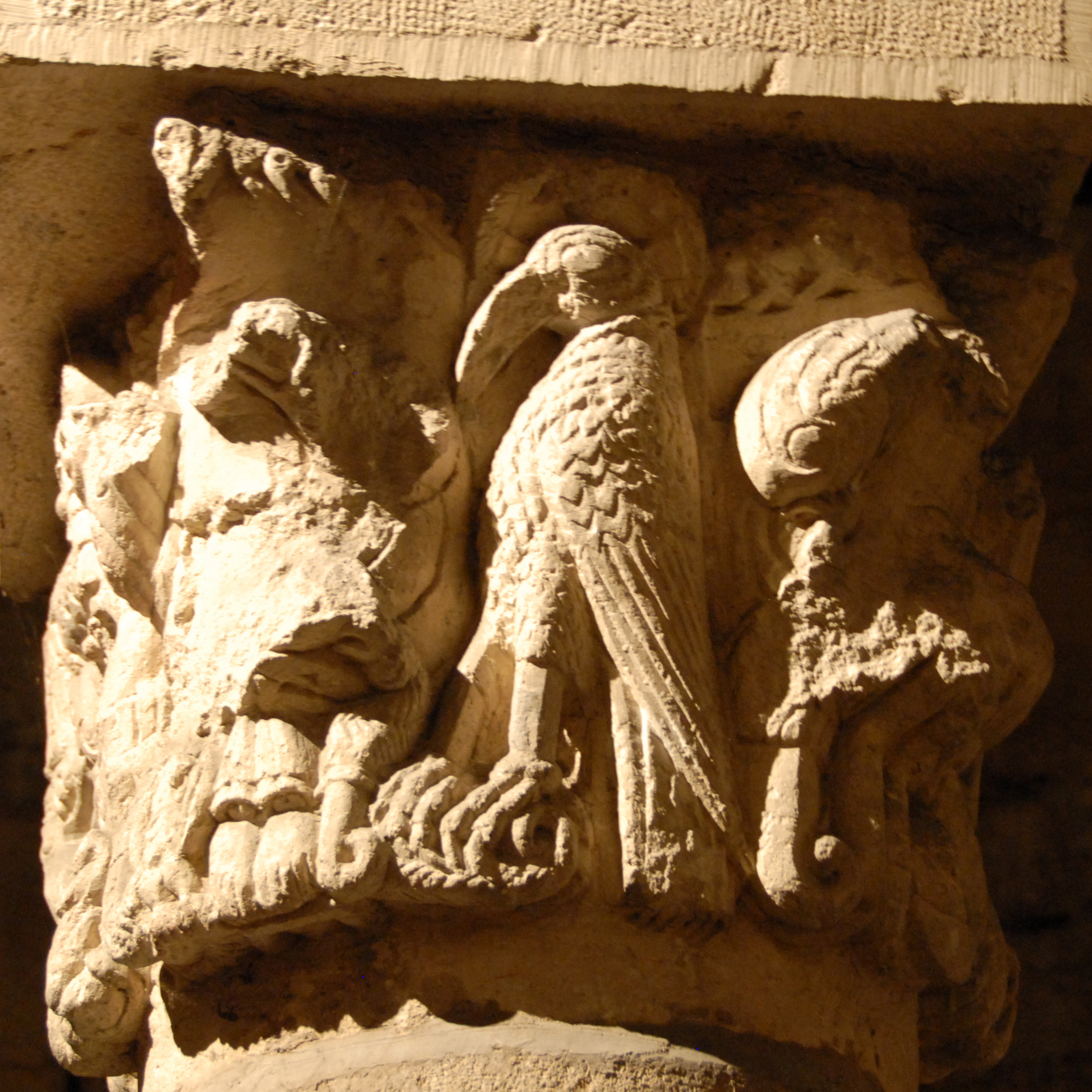
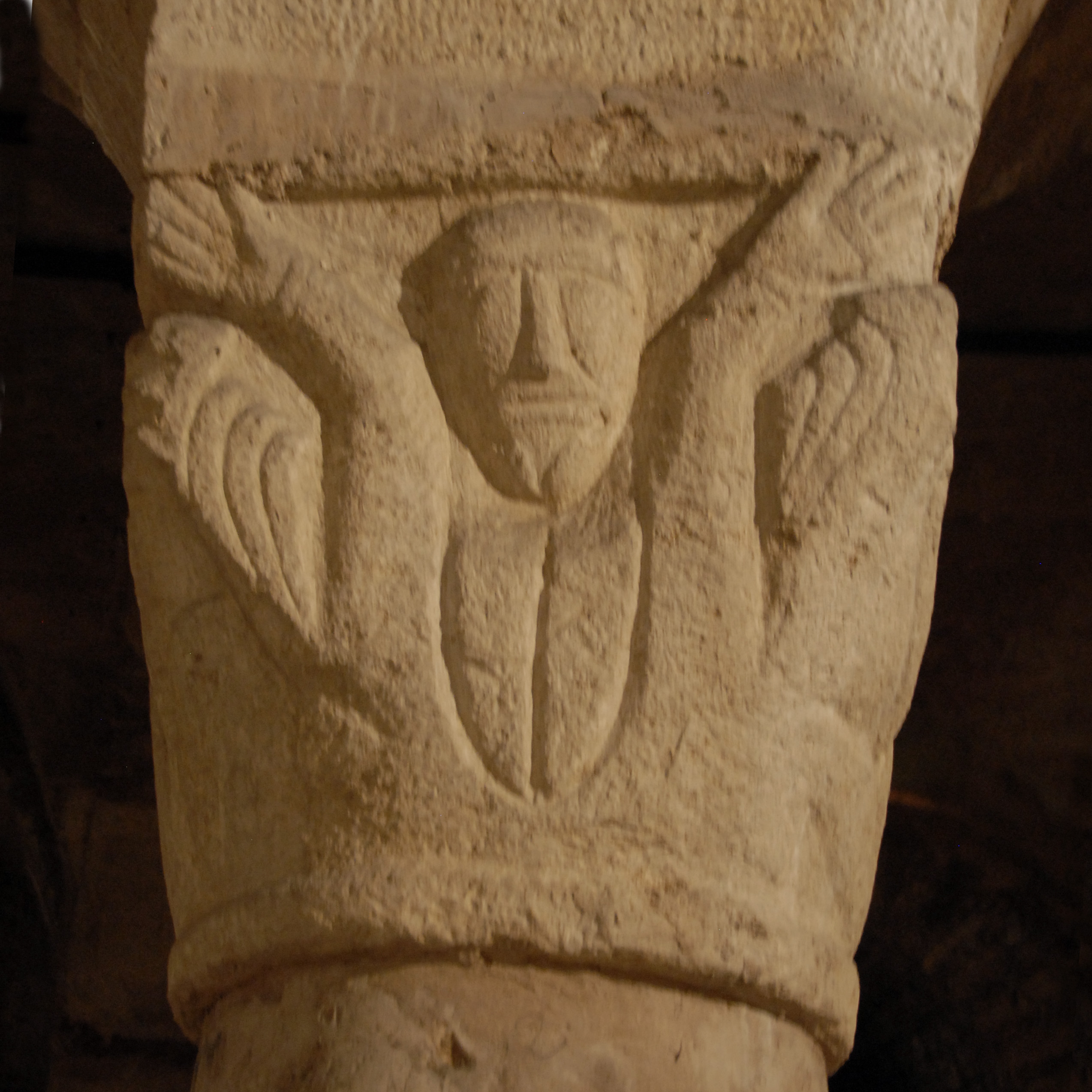
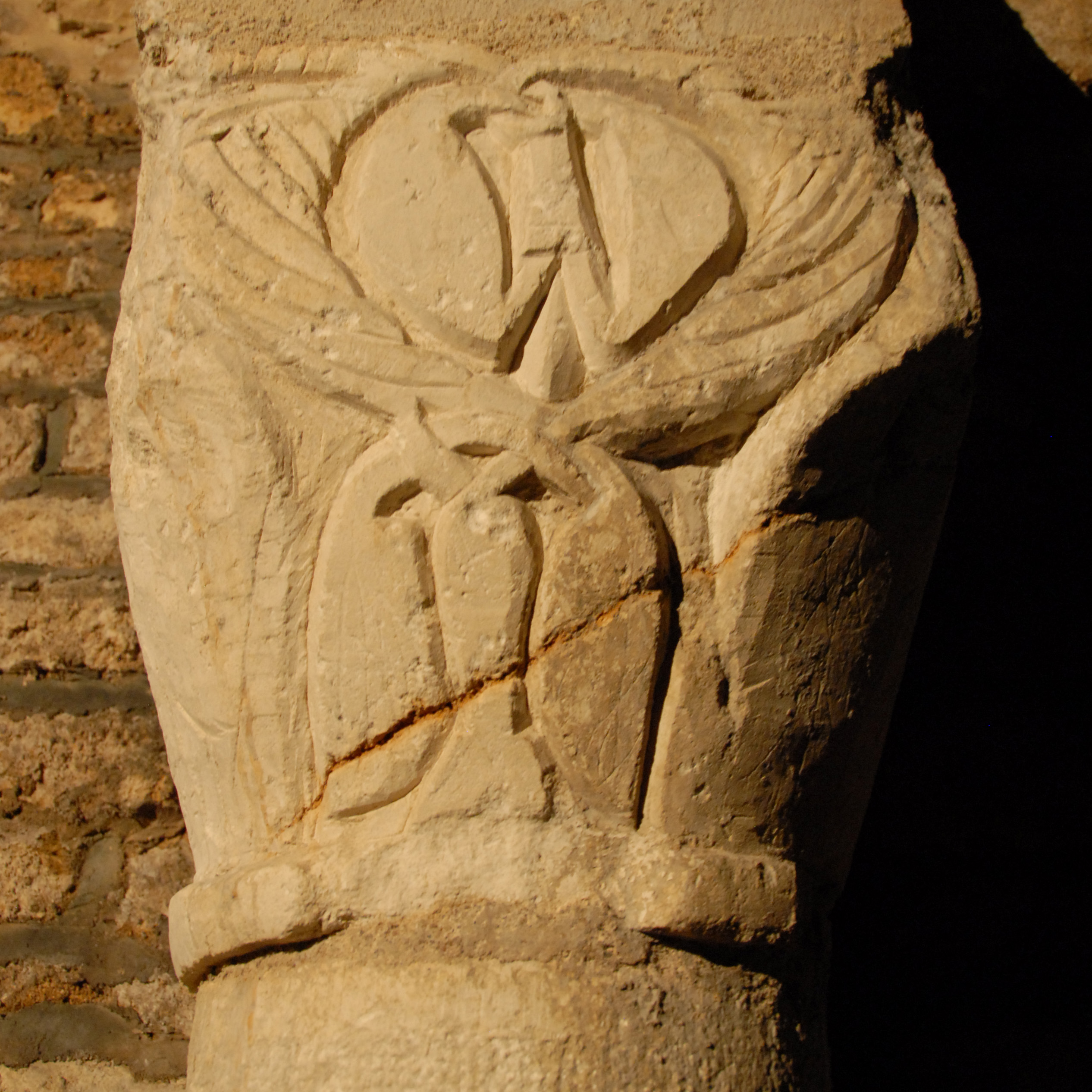
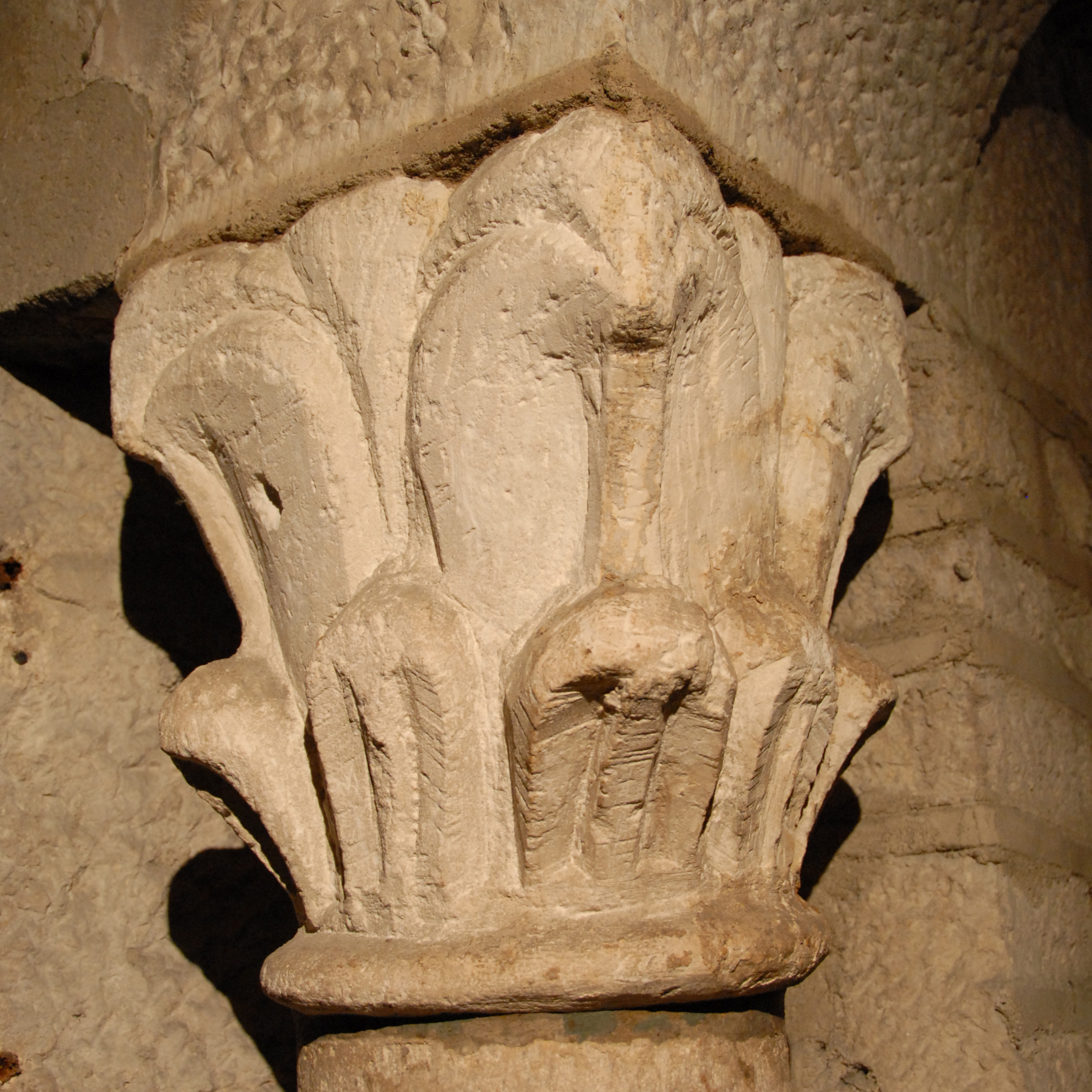

### Erhaltene Konventsgebäude
Die Klostergebäude von St-Bénigne erstreckten sich einst sowohl südlich, als auch nördlich der Abteikirche.
Beim Verlassen der Kirche über das südliche Seitenportal fällt der Blick auf die Kirche St-Philibert gegenüber. Sie gehörte einst zum weitläufigen Klosterkomplex von St-Bénigne und war der Andachtsraum der Novizen. Heute ist das Gebäude profaniert und kann nicht besichtigt werden.
Von den weitläufigen Klosteranlagen hat sich darüber hinaus auf der Nordseite der Kirche nur der Ostflügel des Kreuzgangs mit dem auf schweren Bruchsteinpfeilern gewölbten Kapitelsaal im Untergeschoss aus dem 11. Jahrhundert und dem rippengewölbten Dormitorium im Erdgeschoss aus dem 13. Jahrhundert erhalten, einer lichten und ungewöhnlich schönen dreischiffigen Säulenhalle. In diesen Räumen befindet sich heute das Archäologische Museum.

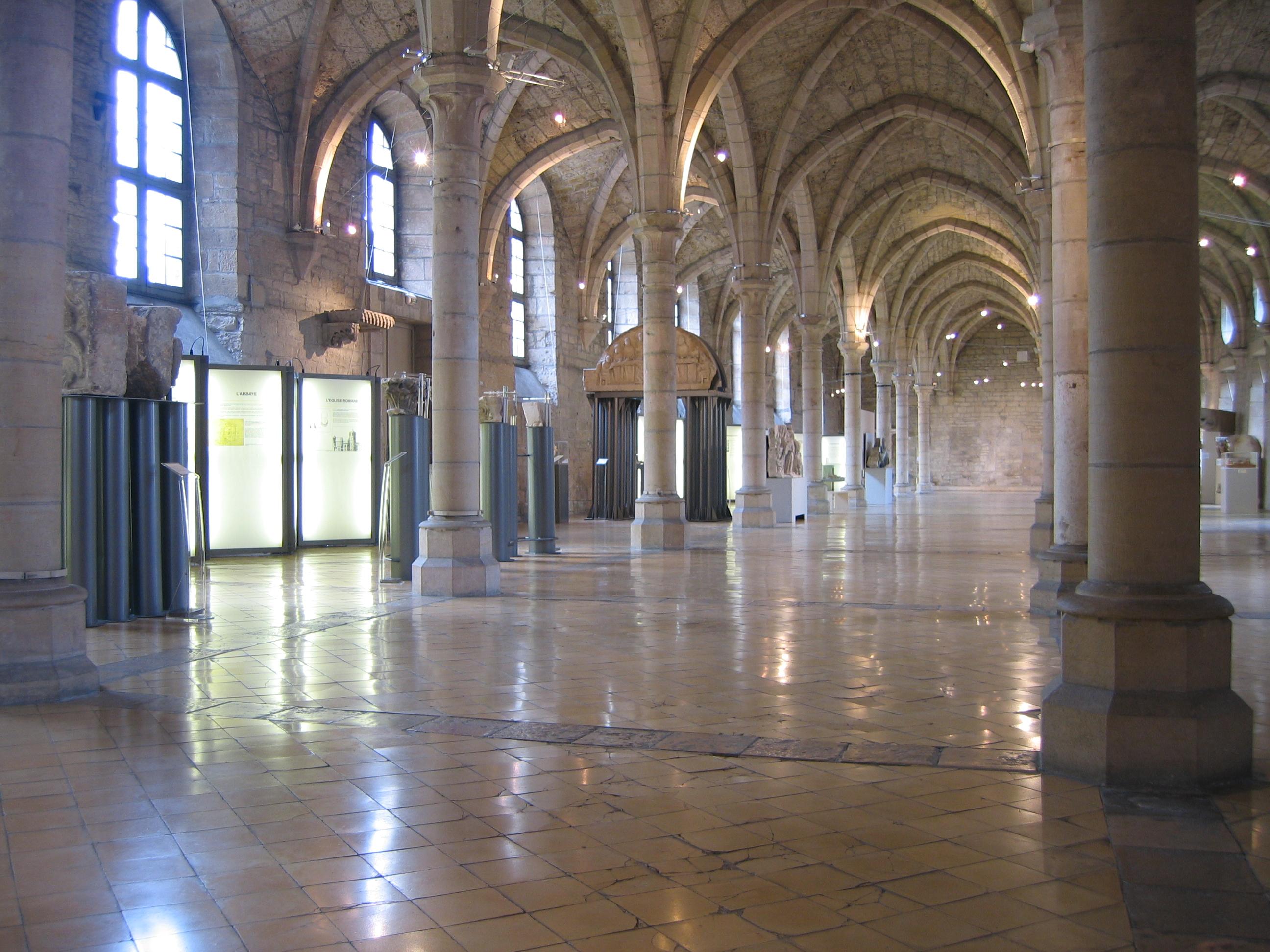
Ehemaliges Dormitorium

## Archäologisches Museum

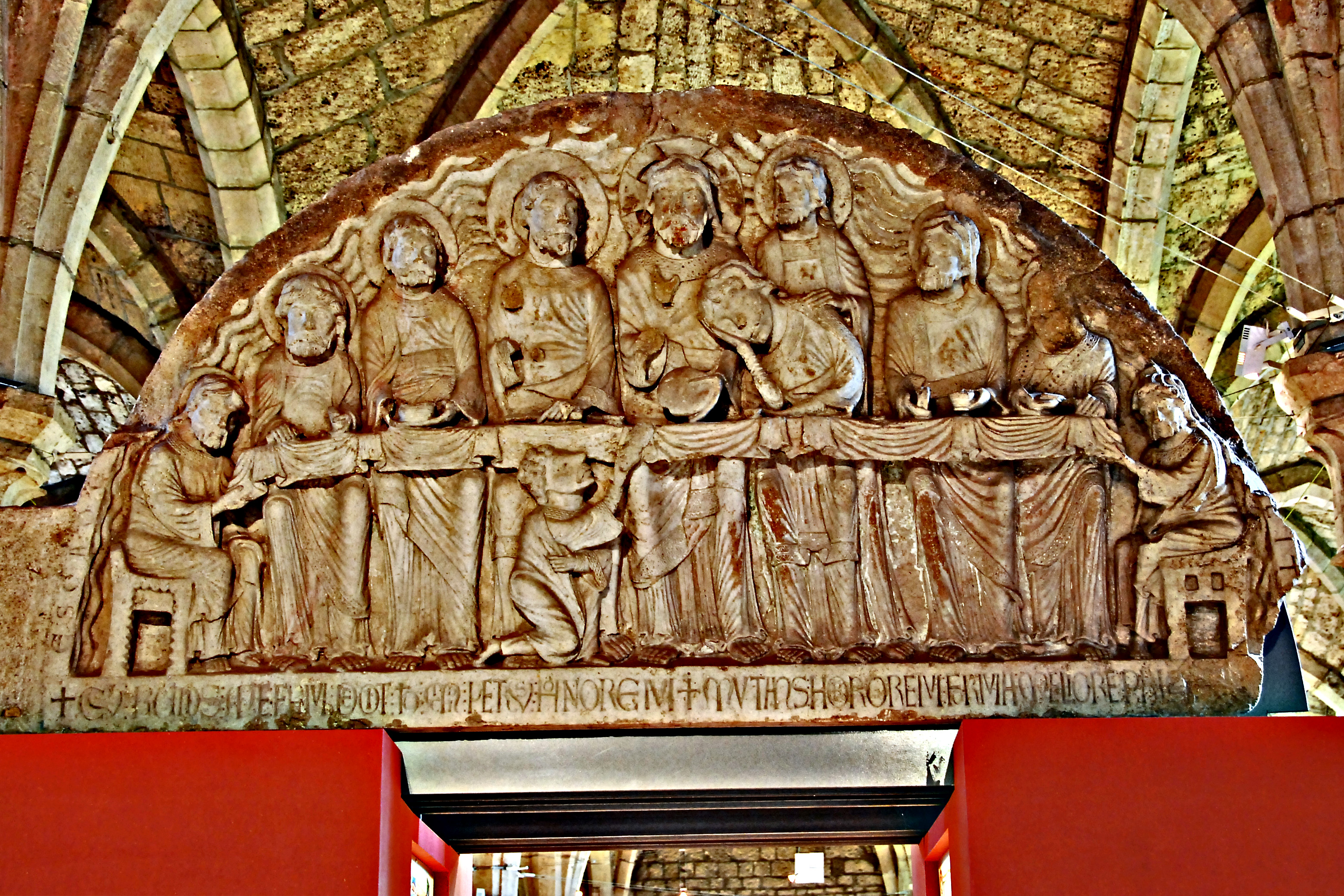
St-Bénigne, Archäologisches Museum, Tympanon, Abendmahl

Das Archäologische Museum von Dijon (Musée archéologique de Dijon) befindet sich im Gebäude des ehemaligen Dormitoriums des Benignusklosters. Zu den besonderen Exponaten seiner Sammlung zählen zwei spätromanische Tympana. Sie gehörten beide zu jener wiederaufgebauten romanischen Kirche St-Bénigne, die den Bau Wilhelms von Volpiano nach einem Brand ersetzt hatte. Das eine zeigt das Abendmahl und gehörte vermutlich zu einem der Seitenportale der Westfassade. Der Stil des großen Reliefs weist darauf hin, dass es um die Mitte des 12. Jahrhunderts entstanden sein muss. Die stereotype Reihung der Apostel hinter dem Tisch ist kennzeichnend für diese letzte Phase der Romanik. Das andere Tympanon ist möglicherweise etwas früher entstanden. Seine Ikonografie zeigt einen in Burgund geläufigen Typus: Die Majestas Domini mit der thronenden Gestalt Christi in einer Mandorla, die von vier Engeln getragen wird und den Evangelistensymbolen. Der Schwung in den Gewändern der Engel, besonders bei jene, der rechts kniet, ließe sich noch dem „barocken Spätstil“ der romanischen Skulptur kurz vor der Mitte des 12. Jahrhunderts zuordnen. Der edel gemeißelte Kopf des Pantokrators zeigt eine Verwandtschaft mit den Prophetenstatuen des Portal Royal der Kathedrale von Chartres und ist als erstes Indiz für die beginnende Gotik zu werten. Der ursprüngliche Anbringungsort ist nicht mehr zu ermitteln.

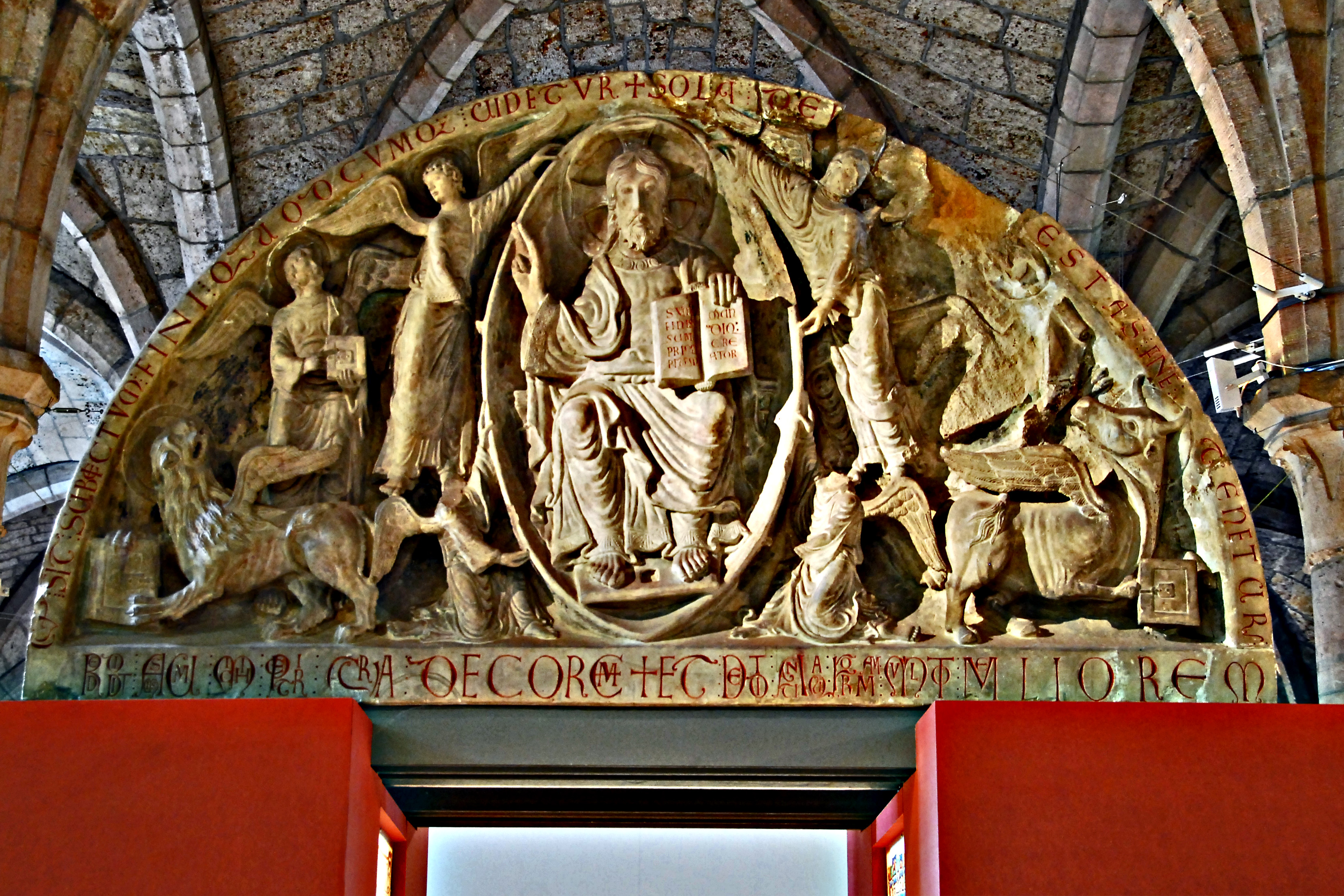
St-Bénigne, Archäologisches Museum, Tympanon, Pantokrator

Vom Hauptportal der nach dem Brand im Jahr 1137 wiedererrichteten Kirche, das in der Revolution zerstört wurde, gibt es eine Zeichnung aus dem 18. Jahrhundert. Sie ergibt darüber Aufschluss, dass seine Skulptur wie bei den jetzt im Museum aufbewahrten kleinen Tympana der Übergangszeit von der Romanik zur Gotik entstammte. Besonders die Gewändestatuen, die als Typus der Romanik fremd sind, sind ein verlässliches Erkennungsmerkmal der gotischen Zeit. Einige andere Fragmente sind im selben Saal ausgestellt, hervorzuheben ist ein schöner Kopf der Benignusstatue, die einstmals am Trumeau des Hauptportals aufgestellt war.
Besonderer Höhepunkt des Archäologischen Museums ist der Christustorso von Claus Sluter, die derzeit hinter Panzerglas in einer in die Wand eingelassenen Vitrine ausgestellt ist. Es handelt sich um das Fragment eines geplanten lebensgroßen Kruzifix, das sich über dem Mosesbrunnen im Kreuzgang des Kartäuserklosters Champmol erheben sollte. Der erfindungsreiche Bildhauer hat auch hier wieder einen ganz eigenen Gedanken geäußert. Er zeigt den Heiland, wie im 14. Jahrhundert allgemein üblich, als bereits Verstorbenen. Während aber andere Darstellungen vom Gekreuzigten der späten Gotik den Kopf in der Regel stark geneigt haben, deutet Sluter eine Neigung nur an. So gewinnt der Betrachter den Eindruck, es handele sich um die Darstellung eines Schlafenden, der eben im Begriff ist zu erwachen.
In den dunklen Gewölben des Untergeschosses aus dem 11. Jahrhundert sind neben den Ex votos von der Seine-Quelle gallo-römische Skulpturen ausgestellt, die sowohl Personen des täglichen Lebens als auch Götter darstellen.
Im Obergeschoss schließlich sind die Jahrhunderte vom Paläolithikum bis zur Merowingerzeit versammelt.

Galerie archäologisches Museum
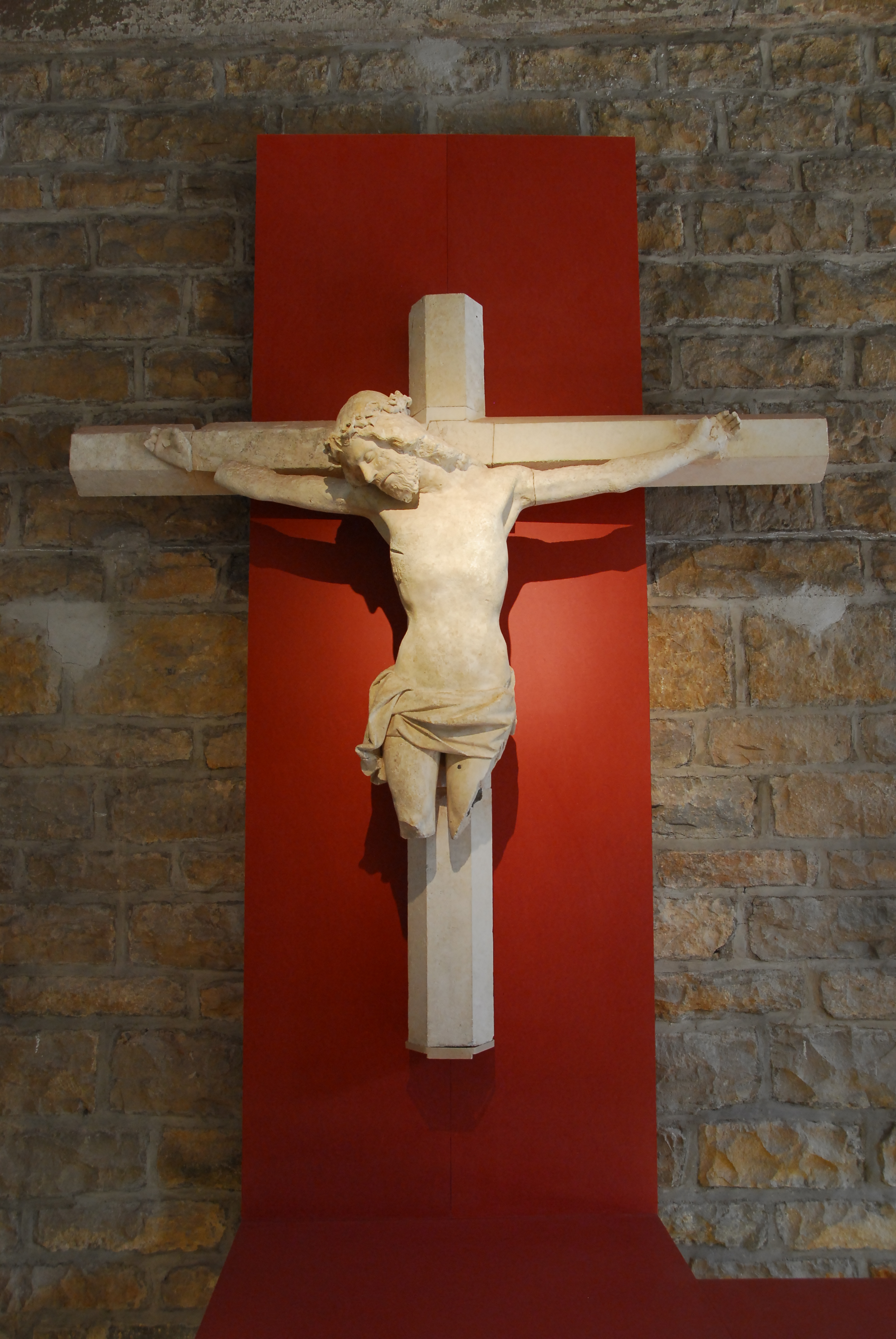
St-Bénigne, Archäologisches Museum, Kruzifix
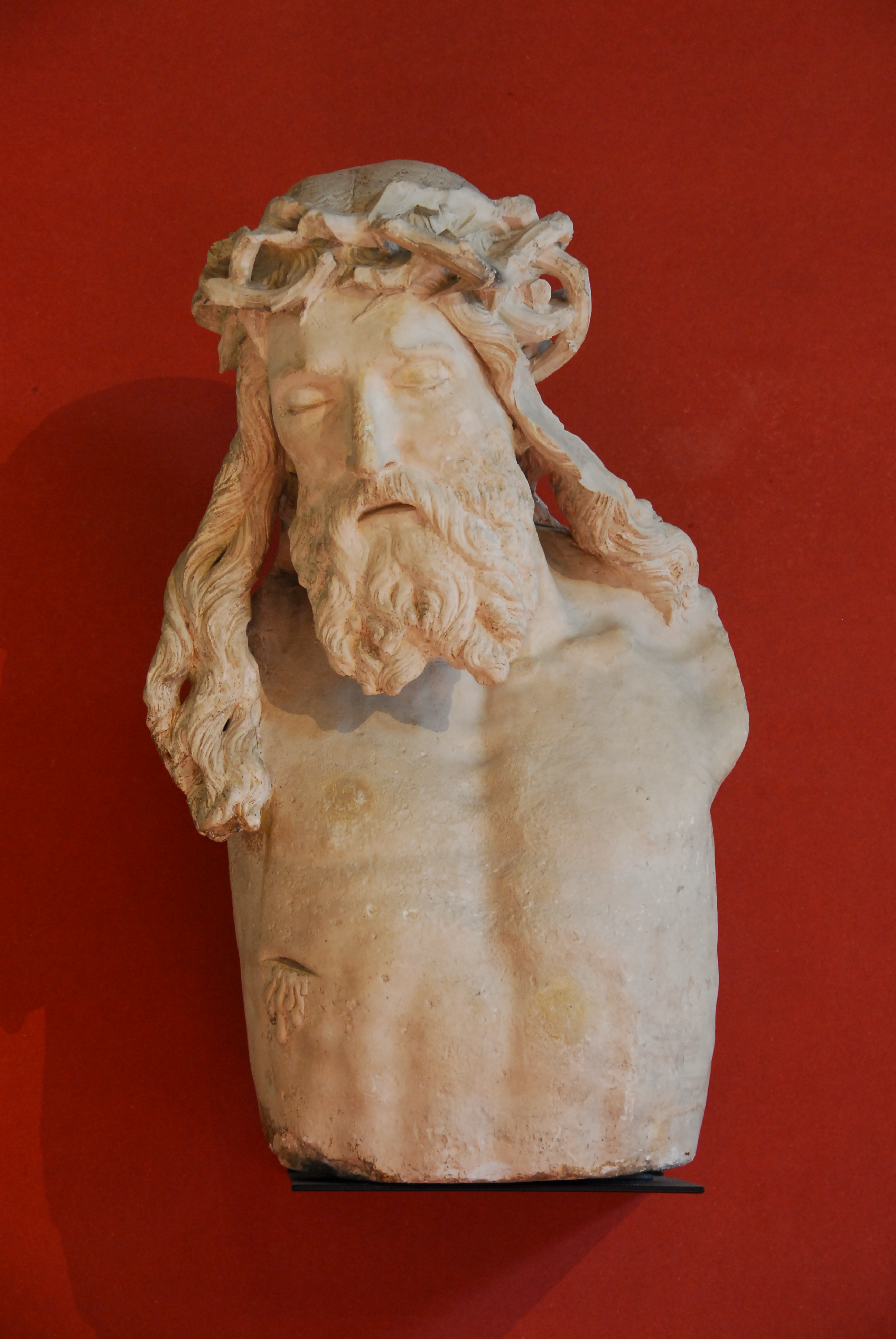
St-Bénigne, Archäologisches Museum, Christusbüste
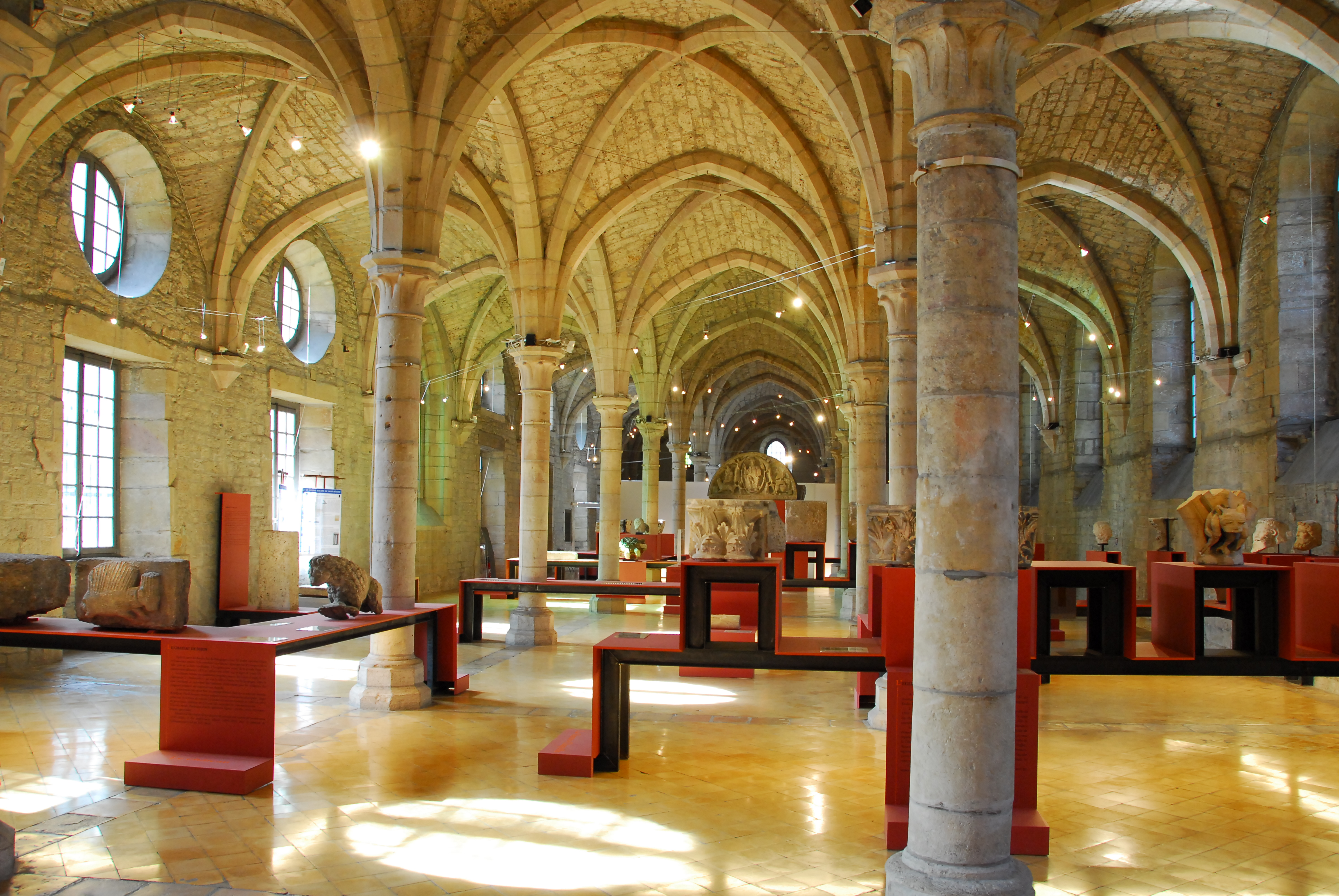
St-Bénigne, Archäologisches Museum, Dormitorium
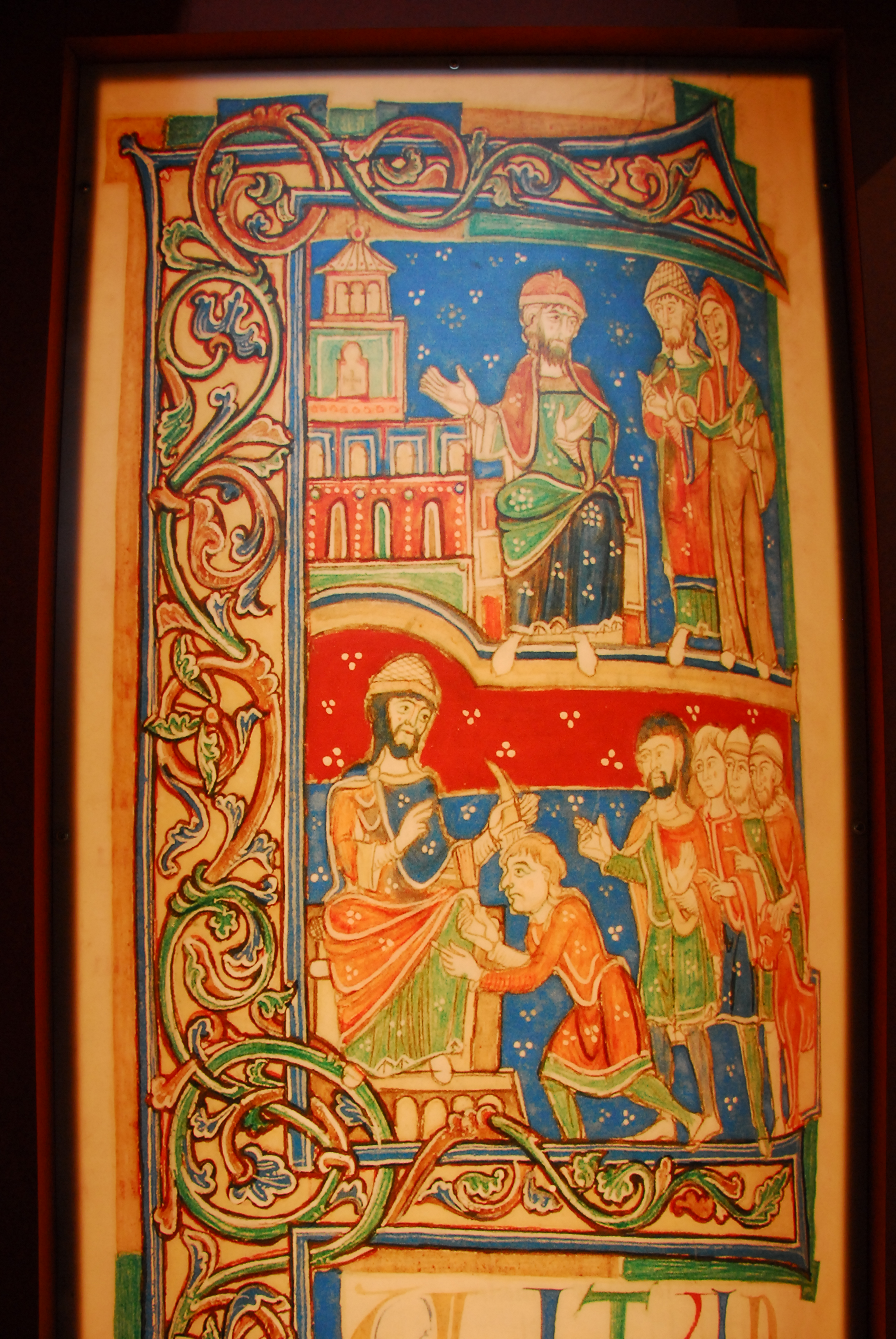
St-Bénigne, Archäologisches Museum, Buchmalerei
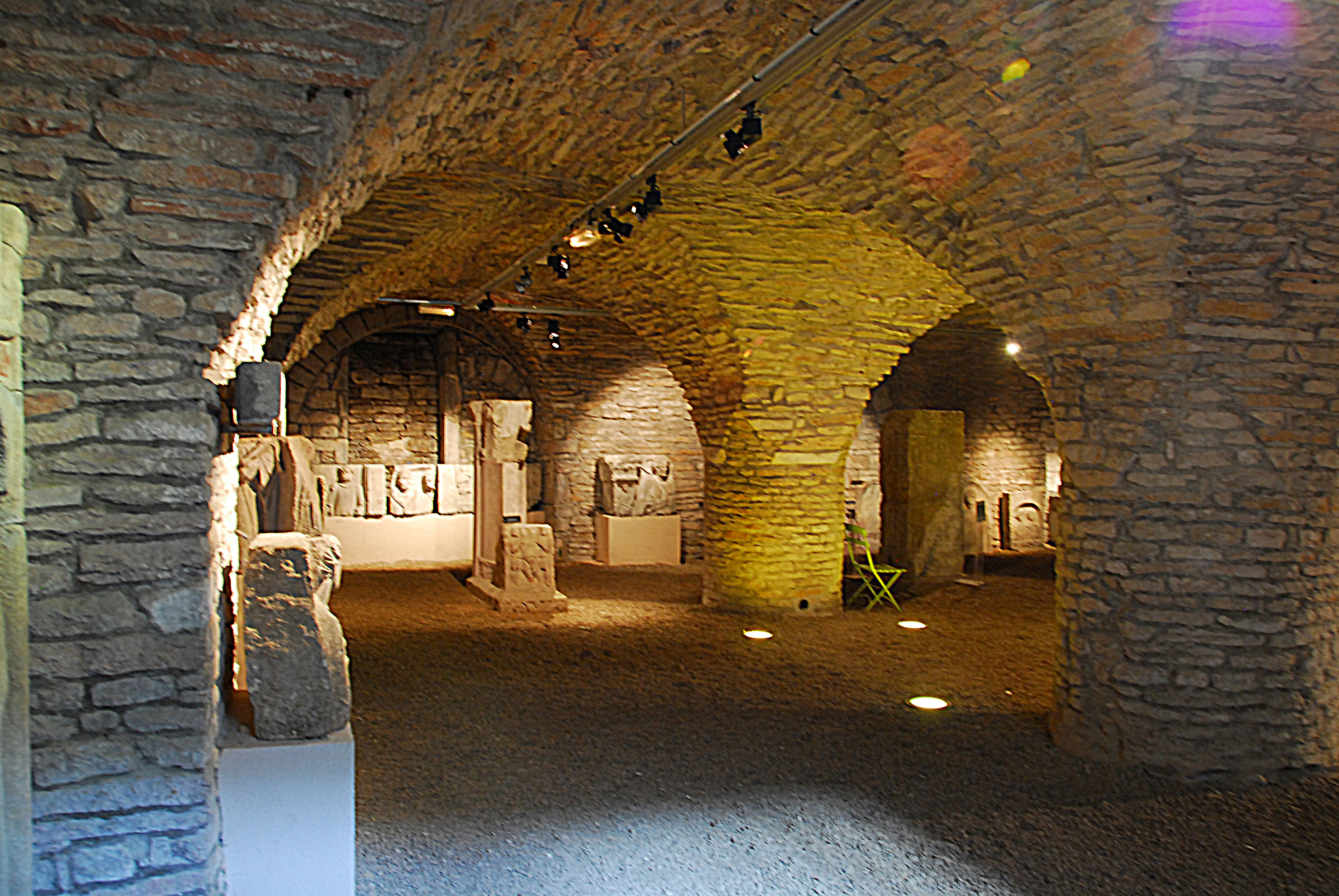
St-Bénigne, Archäologisches Museum, Untergeschoss, Kapitelsaal
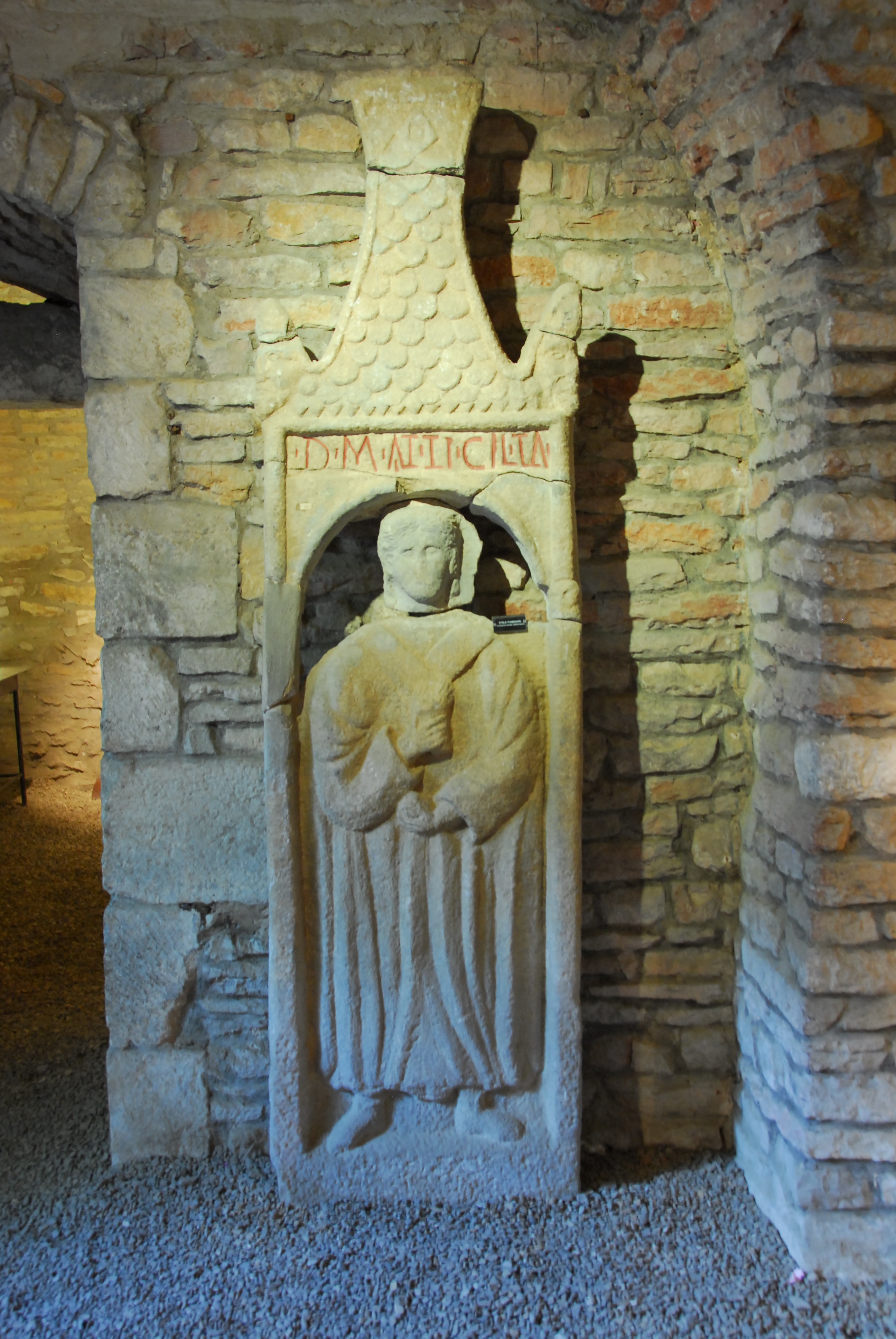
St-Bénigne, Archäologisches Museum, römische Skulptur
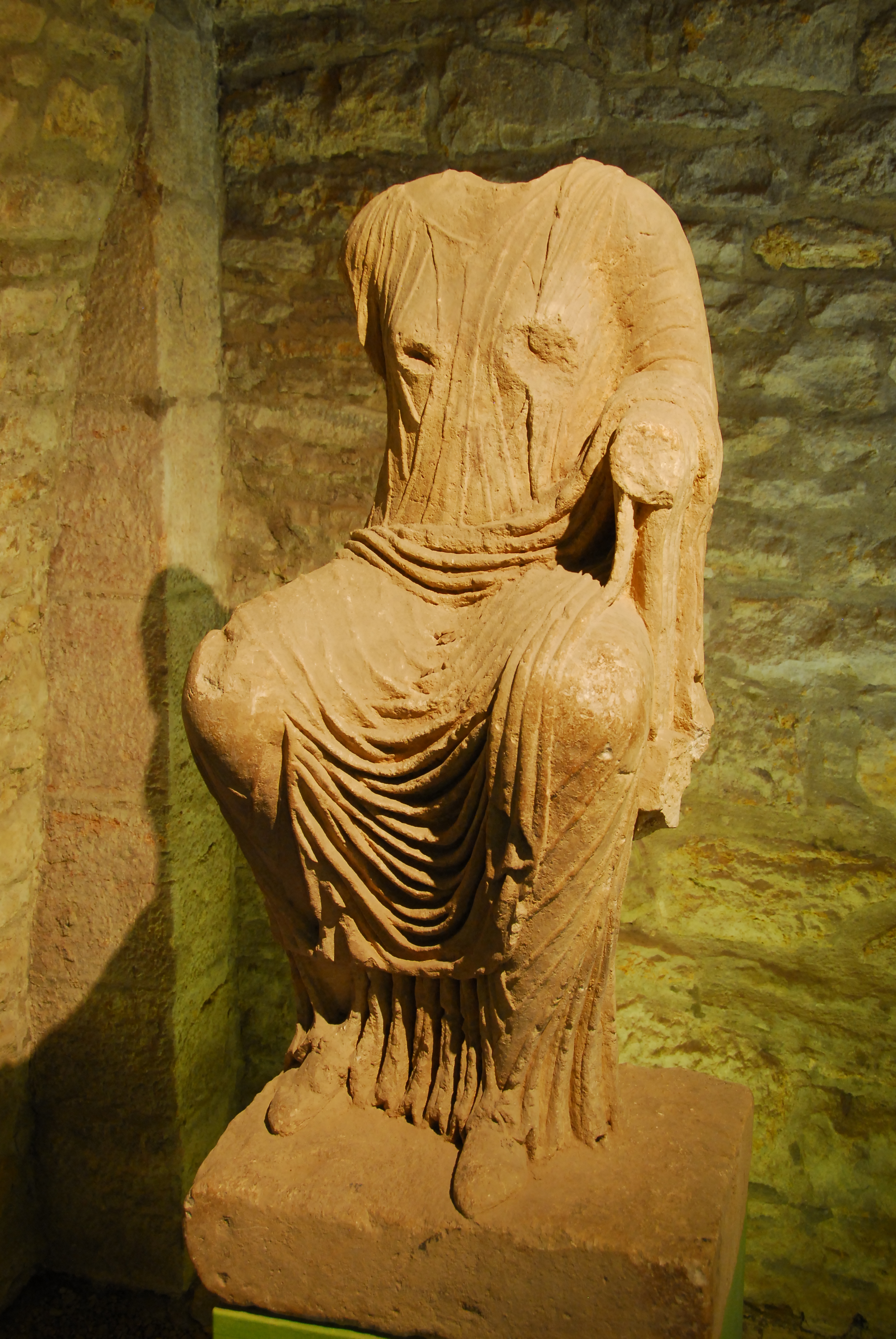
St-Bénigne, Archäologisches Museum, römische Skulptur
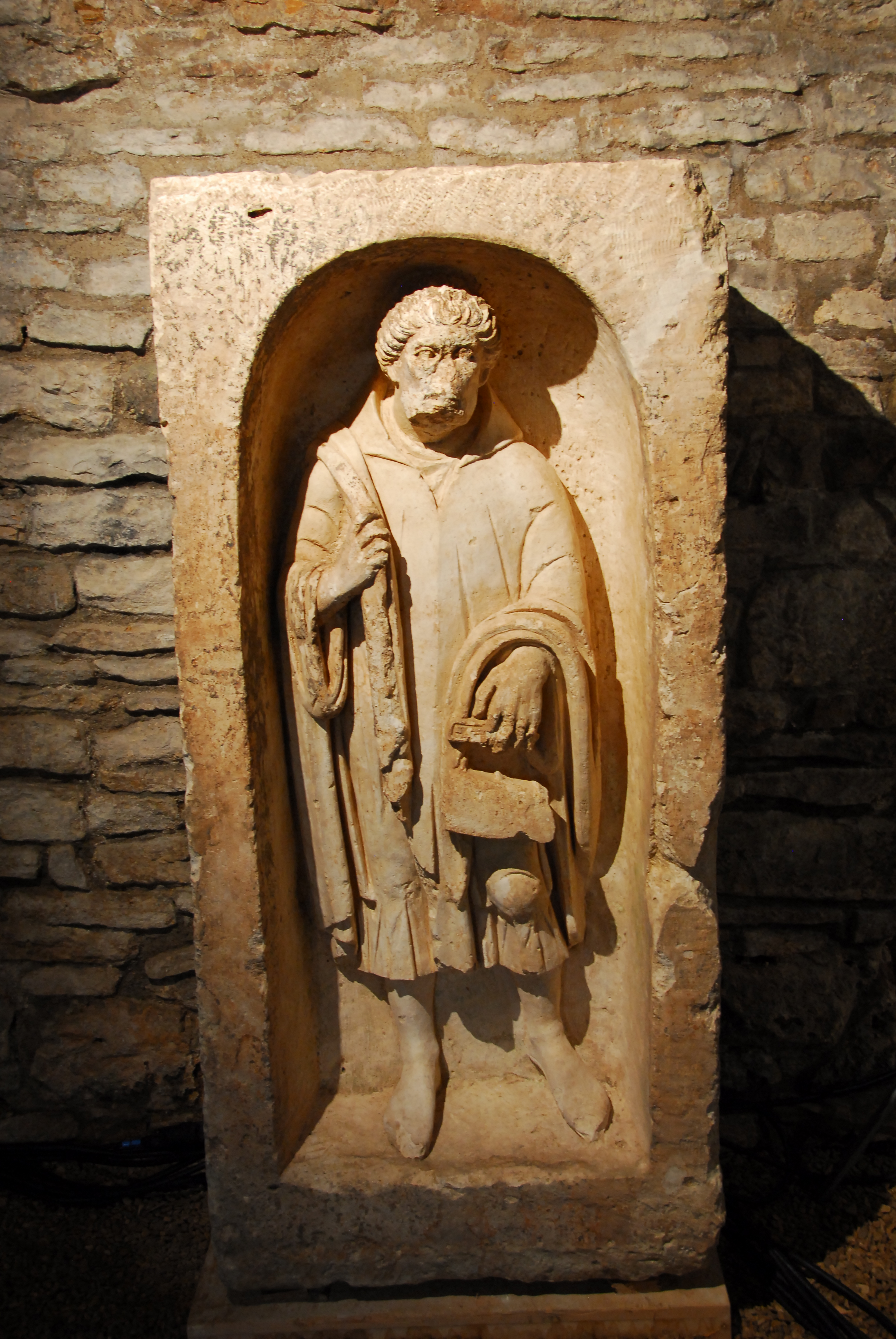
St-Bénigne, Archäologisches Museum, römische Skulptur